# 코스프레

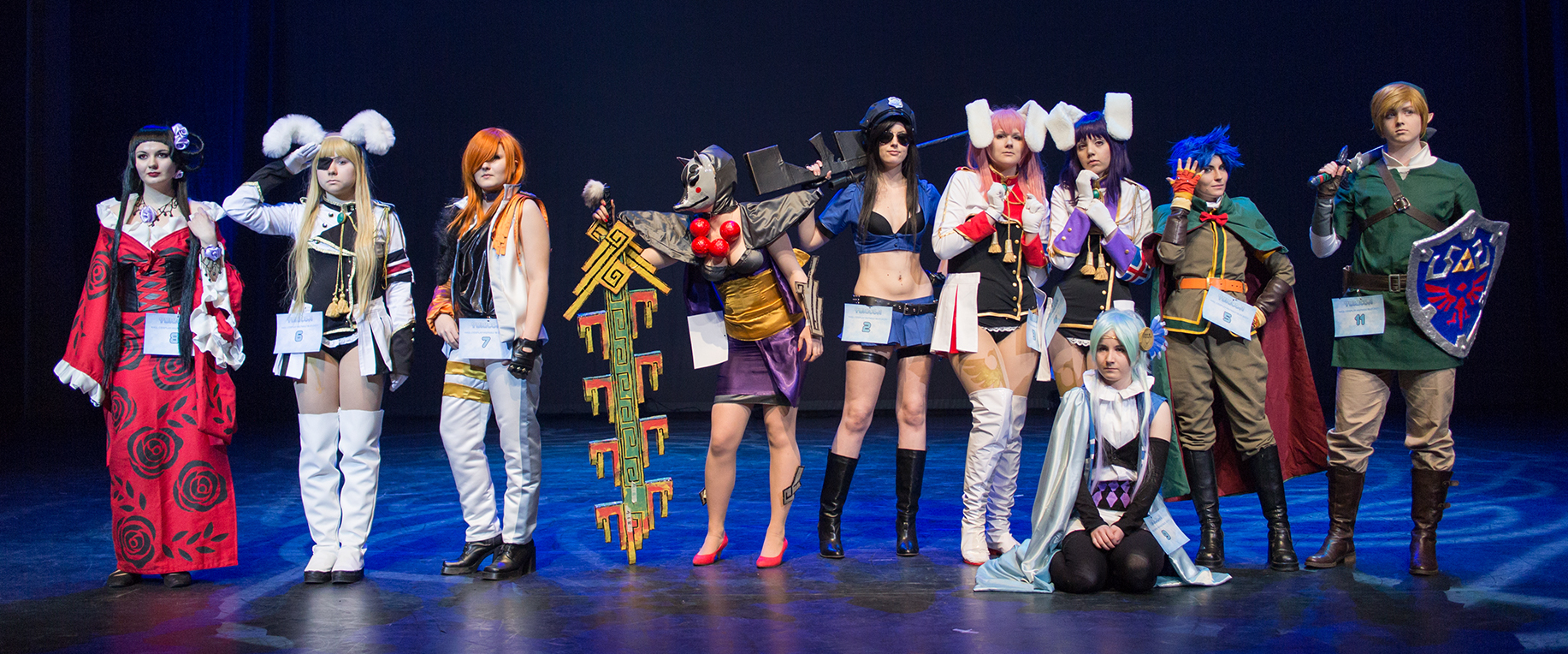
2014년 핀란드에서 열린 팬 컨벤션 Yukicon에 참가한 코스플레이어들.

코스프레(일본어: コスプレ, 순화 용어: 의상 연출, 의상 연기, 다듬은 말: 분장놀이, 일본어식 영어: cosplay) 또는 코스튬 플레이(영어: costume play)는 컴퓨터 게임, 애니메이션이나 만화 등의 캐릭터, 혹은 연예인 등 대중적으로 관심을 끌고 있는 사람이 하고 있는 의상을 꾸미어 입고 촬영회나 행사, 기타 장소에서 놀면서 다른 사람들에게 나타내는 행위이다. 대한민국에서는 코스어라고 한다. 코스프레를 하는 사람들을 코스플레이어(일본어: コスプレイヤー, cosplayer)라고 한다.
1939년 뉴욕시에서 열린 제1회 세계 공상과학 대회(World Science Fiction Convention)를 위해 모로조가 제작한 미래의상에서 비롯된 공상과학 대회 팬 코스튬 문화에서 유래하였다. 코스프레(コスプレ, kosupure)라는 일본어 용어는 1984년에 처음 만들어졌다. 1990년대 이후 취미로서 코스프레를 즐기는 인구가 급속히 증가하면서, 이 현상은 일본은 물론 동아시아와 서구 세계에서도 대중문화의 중요한 한 축으로 자리잡았다. 코스프레 행사는 팬 컨벤션에서 흔히 볼 수 있는 요소이며, 오늘날에는 코스프레 전용 컨벤션과 경연대회뿐 아니라, 관련 소셜 네트워크, 웹사이트, 다양한 매체들도 활발히 운영되고 있다. 코스프레는 모든 성별에게 인기가 있으며, '젠더 벤딩'이라고도 불리는 크로스플레이(crossplay)가 종종 이루어지는 것도 드문 일이 아니다.
나이에 관계없이 누구나 즐길 수 있도록, 선정적이거나 폭력적인 요소를 배제한 캐릭터 및 의상을 중심으로 이루어질 수 있다. 이러한 전연령 대상의 코스프레는 초등학생부터 성인층에 이르기까지 폭넓은 연령대가 참여할 수 있으며, 밝고 건강한 이미지의 캐릭터 표현에 초점을 둔다.
특정 직업에서 착용하는 제복이나 특정한 복장을 선호하는 이들이 해당 의상을 모방하여 제작한 복장 또는 실제 제복을 착용하고, 자발적인 의지로 그 인물이나 역할에 몰입하는 행위 역시 코스프레로 지칭되는 경우가 있다. 이에 대하여, 코스프레는 본래의 협의의 의미로 한정하여 사용해야 한다는 견해도 존재한다.
이태원 압사 사고 이후, 공무원과 교사 등 공적 직무에 종사하는 인물들의 코스프레 착용에 대한 사회적 논의가 활발해졌고, 이러한 분위기는 공적 신뢰를 유지하고 국민 정서를 고려하며, 재난 상황에 대한 신중한 태도를 요구하는 차원에서 형성되었다.
공직자는 사회적으로 중요한 역할을 수행하며, 국민의 신뢰와 존중을 기반으로 업무를 수행하여, 복장과 태도는 공적 직무 수행의 연장선상에서 중요한 요소로 여겨진다.

## 역사

### 20세기 이전
15세기 카니발 시즌 동안 가장무도회는 중요한 행사였으며, 점점 더 정교하고 상징적인 궁정 의식, 행렬, 왕족 결혼식 축하 등과 같은 중세 후기 궁정 문화의 행사들로 발전하였다. 이러한 행사는 16세기 르네상스 시기의 이탈리아에서 의상을 입고 진행되는 공공 축제로 확장되었고, 특히 베네치아에서는 상류층을 위한 정교한 무도회가 인기를 끌었다.
1877년 4월 쥘 베른은 자신이 쓴 소설의 등장인물로 분장할 것을 요청하며 약 700장의 초대장을 보낸 가장무도회를 열었고, 실제로 여러 손님들이 그의 소설 속 인물로 분장하여 참석하였다.
19세기부터는 미국에서는 코스튬 파티, 영국에서는 팬시 드레스 파티라는 이름으로 의상 파티가 유행하였다. 이 시기의 의상 안내서들, 예를 들어 새뮤얼 밀러의 〈남성 캐릭터 의상〉(1884)이나 아더 홀트의 〈화려한 복장의 묘사〉(1887) 등은 시대복, 민속의상, 특정 계절이나 밤과 같은 추상적 개념을 주제로 한 일반적인 의상을 주로 다루었다. 역사적 인물을 기반으로 한 의상이 많았지만, 〈삼총사〉나 셰익스피어의 등장인물처럼 문학 작품에서 따온 사례도 존재했다.
1891년 3월 허버트 티빗은 오늘날 "코스플레이어"라 불리는 사람들의 활동과 유사한 이벤트를 주최하였다. 이 행사는 3월 5일부터 3월 10일까지 런던 로열 앨버트 홀에서 열렸으며, 20년 전에 출간된 공상과학 소설을 바탕으로 한 〈브릴-야 바자 앤 페트〉 행사였다.

### 20세기 초반

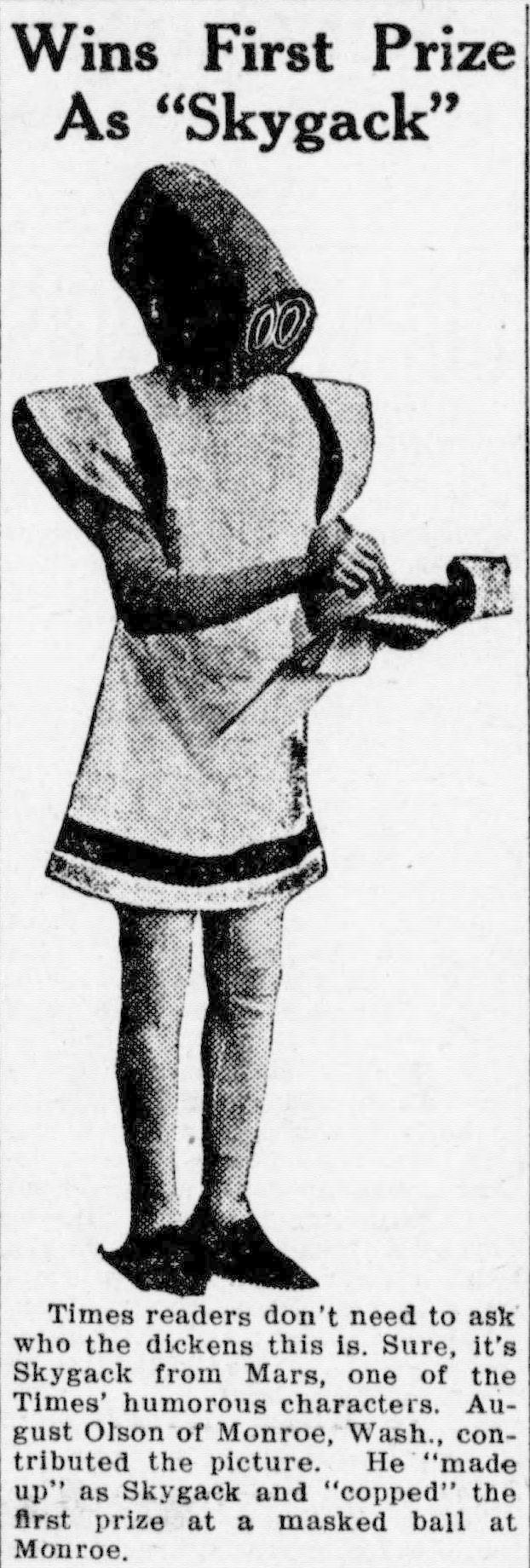
미스터 스카이가크(Mr. Skygack) – 초기 현대 코스튬 또는 코스프레 의상 사례, 1912년 미국 워싱턴주

A.D. 콘도가 창작한 SF 만화 캐릭터 '화성에서 온 미스터 스카이가크'는 지구의 여러 일을 우스꽝스럽게 오해하는 화성인 민속학자로, 사람들이 의상을 통해 최초로 따라 입은 가공의 인물로 여겨진다. 1908년에는 오하이오주 신시내티의 윌리엄 펠 부부가 스케이트장 가장무도회에서 미스터 스카이가크와 미스 딜피클스의 의상을 입고 참가한 것으로 전해진다. 이후 1910년 워싱턴주 타코마에서 열린 가장무도회에서 한 익명의 여성이 또 다른 스카이가크 의상을 입고 1등을 수상한 사례도 있었다.
컨벤션에 코스튬을 착용하고 참석한 최초의 사람들은 SF 팬인 포레스트 J. 애커먼과 머틀 R. 더글라스였으며, 이들은 팬덤에서 "모로조"라는 이름으로 알려져 있다. 이들은 1939년 뉴욕 캐러밴 홀에서 열린 제1회 세계 SF 대회에 참석하였고, '미래 복장'이라 불리는 의상을 입었다. 이 의상은 초록색 망토와 반바지로 구성되어 있었으며, 프랭크 R. 폴의 펄프 잡지 삽화와 1936년 영화 〈Things to Come〉에 영감을 받아 더글라스가 디자인하고 제작하였다.
애커먼은 훗날, 자신은 모든 사람이 공상과학 대회에 의상을 입고 참석해야 하는 줄 알았다고 밝혔다. 그러나 실제로는 그와 더글라스만이 의상을 입었다고 한다.
팬 코스튬 문화는 점차 확산되었고, 1940년에 열린 제2회 세계 SF 대회(2nd Worldcon)에서는 더글라스의 방에서 비공식 가장무도회가 열렸으며, 공식 행사 프로그램에도 가장무도회가 포함되었다.
데이비드 카일은 레슬리 페리가 제작한 《무자비한 밍》 의상을 입고 가장무도회에서 우승하였다. 로버트 A. W. 라운즈는 오스틴 홀과 호머 이온 플린트의 소설 《The Blind Spot》에 등장하는 바르 세네스트로 의상을 입고 2위를 차지하였다.
다른 참가자들 중에는 특별 게스트로 초청된 E. E. 스미스가 C. L. 무어의 단편 시리즈 속 캐릭터 노스웨스트 스미스의 복장을 하고 등장했으며, 애커먼과 더글라스 역시 다시 한 번 미래 지향적 복장을 착용하고 참석하였다.
그 이후로 가장무도회와 코스튬 무도회는 세계 SF 대회의 전통이 되었다. 초창기 월드콘 가장무도회에서는 밴드, 춤, 음식과 음료가 마련되었으며, 참가자들은 무대나 무도회장의 빈 공간을 가로질러 행진하는 방식으로 자신을 선보였다.
애커먼은 1941년 제3회 세계 SF 대회(3rd Worldcon)에 노트르담의 혹남 의상을 입고 참석하였으며, 이 의상에는 레이 해리하우젠이 디자인한 가면이 포함되어 있었다. 이후 그는 더 이상 의상을 입고 대회에 참석하지 않게 되었다.
더글라스는 A. 메리트의 소설 《문 풀》에 등장하는 아카(Akka)라는 인물의 의상을 입었으며, 가면은 다시 해리하우젠이 제작하였다. 그는 이후 《스네이크 마더》에 등장하는 또 다른 캐릭터의 의상을 입고 1946년 제4회 세계 SF 대회에 참석하였다.
당시에는 용어가 아직 정립되지 않은 상태였고, 1944년판 잭 스피어의 《팬시클로피디아》에서는 이를 코스튬 파티(costume party)라는 용어로 설명하였다.

### 20세기 후반

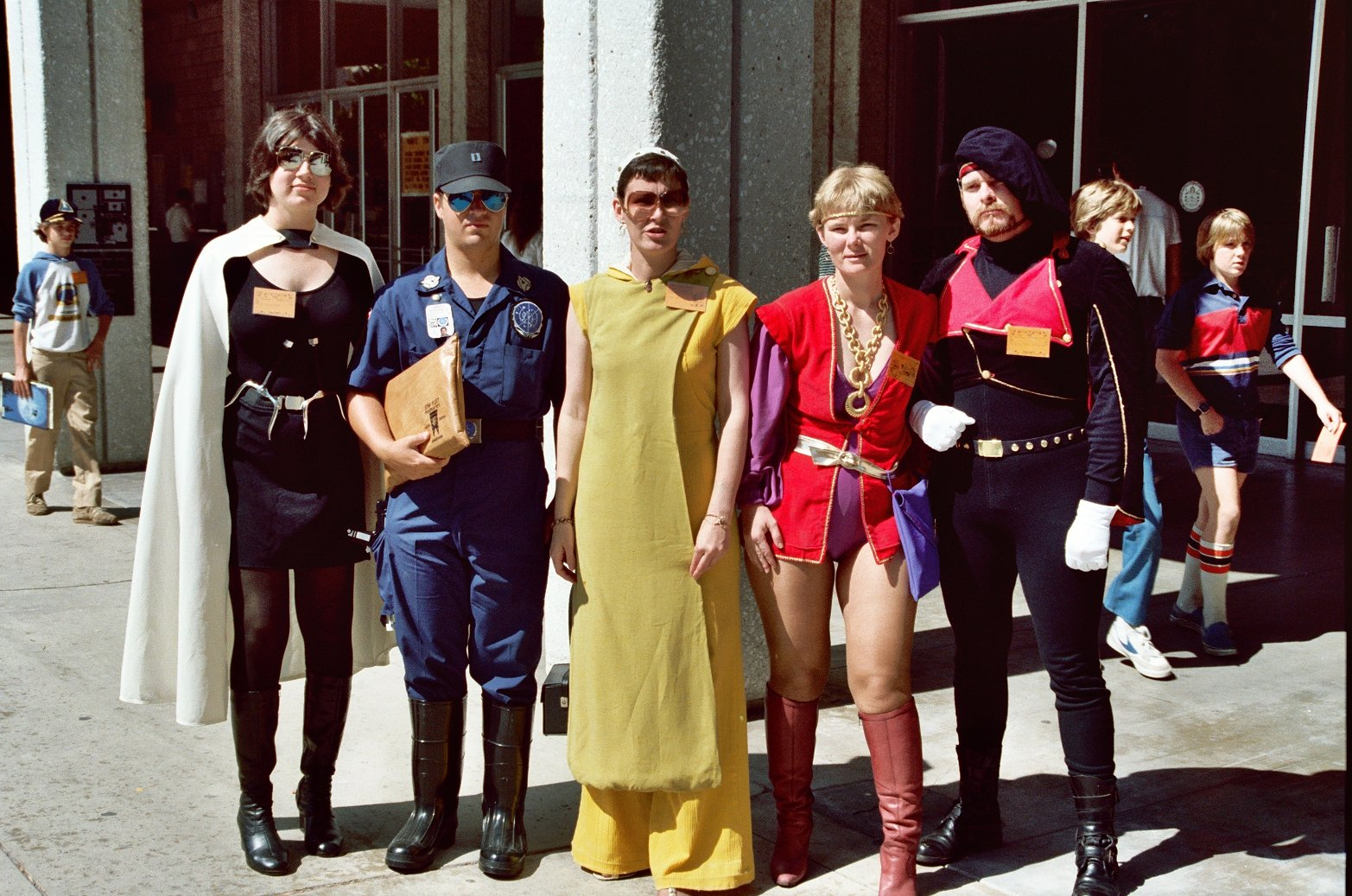
1982년 샌디에이고 코믹콘에서의 코스튬 활동은 북미 코스프레 문화가 본격적으로 대중화되기 시작함

의상 규정은 특정 복장과 코스튬 트렌드에 대한 반응으로 정립되었다. 월드콘 가장무도회에서 첫 번째 누드 참가자는 1952년에 등장했으며, 이러한 경향은 1970년대와 1980년대 초에 절정을 이루어 매년 몇 명씩 나타났다. 이에 따라 "의상이 없으면 참가도 없다"라는 규칙이 도입되었고, 전면적인 누드는 금지되었다. 단, 부분적인 노출은 캐릭터를 표현하기 위한 정당한 의상으로 간주될 경우 허용되었다.
작가 마이크 레즈닉은 가장 인상적인 누드 의상 중 하나로, 1974년 제32회 월드콘에서 크리스 룬디가 '하피' 복장을 입고 참가한 사례를 들었다. (그녀는 본 대회에서 특별 언급을 받았다.)
의상 규칙 변경의 계기가 된 또 다른 사례는 1962년 제20회 월드콘에서 발생했다. 한 참가자가 분장에 실제 불꽃이 나오는 소품을 사용했는데, 이후 화염 사용이 금지되었다.
1972년 제30회 월드콘에서는 아티스트 스콧 쇼우가 땅콩버터를 이용해 자신의 언더그라운드 만화 캐릭터인 《더 터드》를 표현한 의상을 선보였다. 이 땅콩버터는 금세 문질러져 가구나 다른 참가자의 의상에 손상을 입히고, 조명 열기 속에서 부패하기 시작했다. 이후 음식물이나 악취가 나고 더러운 소재는 의상 요소로 금지되었다.
코스튬 문화는 SF 컨벤션과 팬덤의 상호작용을 통해 확산되었다. 영국에서 가장 이른 코스튬 사례는 1953년 런던 SF 대회에서 나타났지만, 이는 연극의 일부였다. 리버풀 SF 소사이어티 회원들은 1955년 케터링에서 열린 제1회 시트리콘에 의상을 입고 참석하였고, 이후 매년 이 관행을 이어갔다.
1957년 제15회 월드콘에서는 공식 행사로서 처음으로 가장무도회를 영국에 도입하였다. 1960년 런던의 이스터콘에서는 정식 팬시드레스 파티가 행사 일부로 포함되었고, 이 대회에서는 제임스 H. 슈미츠의 소설 《The Witches of Karres》 속 마녀 캐릭터로 분장한 에녹 린제이와 이나 쇼록이 공동 우승을 차지했다.
《스타 트렉》 컨벤션은 1969년에 시작되었고, 주요 컨벤션은 1972년부터 개최되었으며 이들 행사에서는 꾸준히 코스플레이가 등장했다.
일본에서는 1970년대부터 코스튬 문화가 팬 활동의 일부로 정착되었으며, 1975년 12월 개최된 코믹마켓의 출범 이후 더욱 확산되었다. 당시 일본에서는 이를 가소(仮装)라 불렀다. 공식적으로 기록된 일본의 코스튬 사례는 1978년 하코네에서 열린 '아시노코콘'이라는 팬 행사에서 미래의 SF 평론가 고타니 마리가 《화성의 전사》 표지를 바탕으로 한 의상을 입은 것이다. 고타니는 한 인터뷰에서, 해당 행사에서 약 20명이 의상을 입고 모였으며, 이들 대부분은 간사이 지역의 팬들과 《바다의 트리톤》의 성우진으로 구성되었다고 전했다. 이는 훗날 가이낙스 애니메이션 스튜디오의 전신이 되었다.
이들 중 야스히로 타케다의 친구 한 명은 《스타워즈》 속 투스켄 레이더 의상을 즉흥적으로 만들었는데, 호텔의 화장지로 제작한 것이었다. 이후 코스튬은 일본 SF 대회인 '니혼 SF 타이카이'의 공식 프로그램에 포함되었고, 1980년 도콘 8회부터는 고정된 요소가 되었다.
최초의 코스튬 콘테스트는 1965년 8월 뉴욕 브로드웨이 센트럴 호텔에서 열린 제1회 아카데미 콘에서 열린 것으로 알려져 있다. 마블 코믹스의 편집장이자 전직 팬진 출신인 로이 토머스는 플라스틱 맨 의상을 입고 참가하였다.
1974년 샌디에이고 코믹콘의 제6회 행사에서 최초의 가장무도회가 열렸다. 당시 성우 준 포레이가 사회를 맡았으며, 향후 '스크림 퀸'으로 불리게 되는 브링크 스티븐스가 뱀파렐라(Vampirella) 복장으로 1등을 차지했다. 그녀는 이후 포레스트 애커먼과 인연을 맺고 사진을 함께 찍으며 친분을 쌓았고, 애커먼의 아내 웬디와 함께 스티븐스를 ‘명예 부모’처럼 여겼다고 밝혔다. 이후 사진작가 댄 골든은 애커먼의 집에서 뱀파렐라 복장의 스티븐스를 촬영하고, 그녀를 자신의 학생 영화 《Zyzak is King》(1980)에 캐스팅한 뒤, 《팜므 파탈》 1호 표지에도 기용하였다. 스티븐스는 이를 자신의 연기 경력의 시작으로 언급하였다.
1975년 《록키 호러 픽쳐 쇼》 개봉 이후, 관객들은 등장인물 복장을 한 채 영화 관람과 역할극에 참여하기 시작했으며, 당시에는 입장료 면제가 주요 동기였지만, 의상은 매우 정교했다.
코스튬 전용 컨벤션인 코스튬콘은 1983년 1월 처음 개최되었다. 이후 인터내셔널 코스튬어 길드가 설립되었으며, 이는 제3회 코스튬콘(1985) 이후 출범한 조직으로, 코스튬 문화를 지원하는 모임으로 활동하고 있다.

### 일본의 대중화

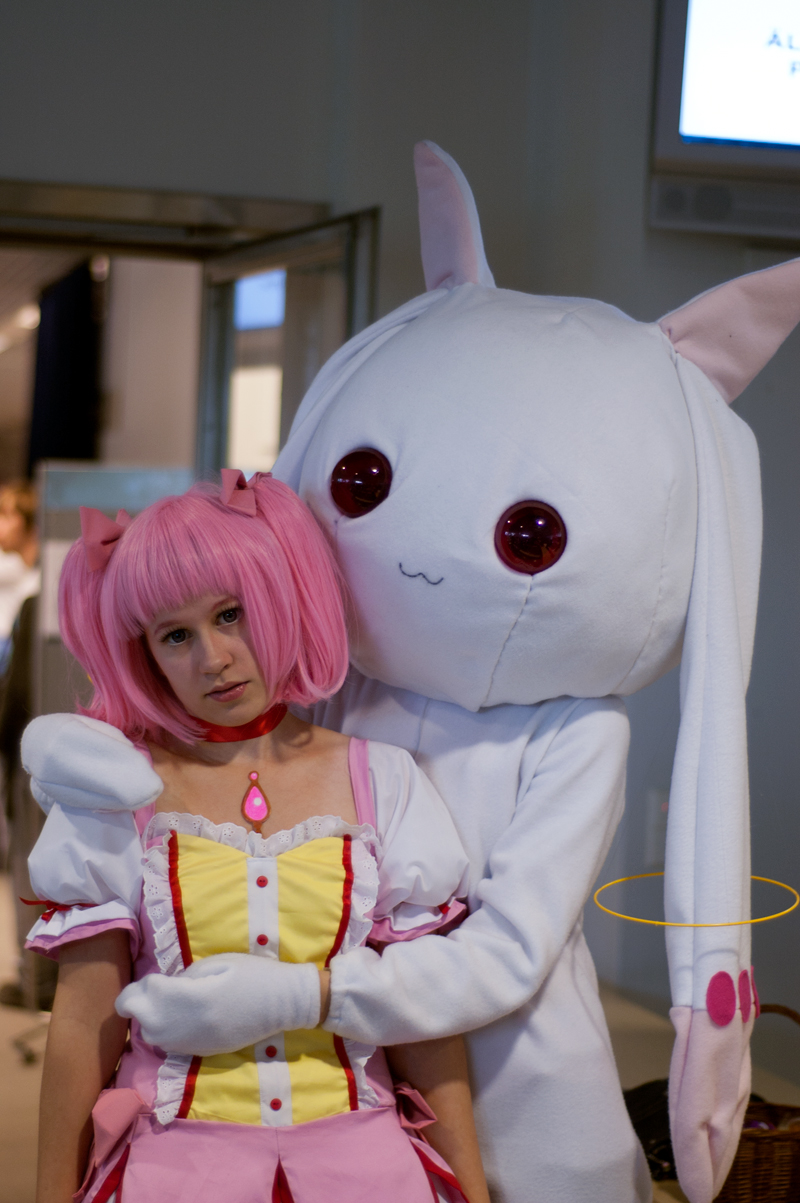
핀란드 탐페레에 위치한 탐페레 홀에서 열린 2013년 트라콘 행사에서는 《마법소녀 마도카☆마기카》의 캐릭터인 카나메 마도카와 큐베이로 분장한 코스플레이어들이 등장

일본에서는 1970년대부터 코스튬 활동이 팬 문화의 일환으로 자리잡았으며, 다카하시의 보고 이후 그 인기가 크게 확산되었다. 코스프레라는 용어는 처음에는 즉시 대중화되지 않았고, 관련 기사가 발표된 지 1~2년 후에야 팬들 사이에서 일반적으로 사용되기 시작했다. 1990년대에 들어 텔레비전과 잡지를 통한 노출이 증가하면서, 일본 전역에서 코스프레라는 용어와 실천이 일반적인 인식으로 자리잡게 되었다.
도쿄 아키하바라 지역에는 1990년대 후반 처음으로 코스프레 카페가 등장하였다. 1998년 8월 도쿄 캐릭터 컬렉션 행사에서는 비디오 게임 《Welcome to Pia Carrot 2》(1997)을 홍보하기 위해 임시 메이드 카페가 설치되었다. 이후 2000년까지 아키하바라의 게이머즈 매장에서 피아 캐럿 레스토랑도 간헐적으로 운영되었다. 그러나 이러한 카페들은 특정 지식재산권에 기반했기 때문에 지속적인 운영에 제약이 있었고, 이를 해결하기 위해 일반적인 메이드 콘셉트를 채택한 '큐어 메이드 카페'가 2001년 3월 처음으로 상설 매장으로 문을 열었다.
첫 번째 세계 코스프레 정상회담은 2003년 10월 12일 일본 나고야의 로즈 코트 호텔에서 열렸으며, 독일, 프랑스, 이탈리아에서 초청된 5명의 코스플레이어가 참가하였다. 이후 2005년에 이르러 본격적인 세계 코스프레 챔피언십이 시작되었고, 첫 우승은 이탈리아 팀인 조르자 베키니, 프란체스카 다니, 에밀리아 파타 리비아가 차지했다.
월드콘의 가장무도회 참가율은 1980년대에 정점을 찍은 뒤 점차 감소세를 보였으나, 이후 "코스프레"개념이 일본에서 역수입되며 다시 부흥하기 시작했다.

## 실천
코스프레 의상은 매우 다양하며, 단순한 테마 의상부터 정교하게 제작된 복장까지 폭넓게 존재한다. 일반적으로 코스프레는 할로윈이나 마디 그라와 같은 행사 의상과는 구별되는데, 이는 특정 문화나 상징성을 표현하기보다는 특정 캐릭터를 재현하려는 데 목적이 있기 때문이다.
이러한 이유로 일부 코스플레이어는 의상을 착용한 상태에서 자신이 표현하는 캐릭터의 말투, 태도, 몸짓 등을 모방하려고 노력하기도 하며, 때로는 '캐릭터 밖 행동'으로 잠시 벗어나기도 한다.
코스프레의 대상이 되는 캐릭터는 영화, TV 시리즈, 소설, 만화책, 비디오게임, 음악 그룹, 애니메이션, 만화 등 다양한 매체에서 선택될 수 있다. 일부 코스플레이어는 자신이 직접 창작한 오리지널 캐릭터나 장르를 혼합한 스타일(예: 스팀펑크 스타일로 재해석한 캐릭터)을 표현하기도 한다.

## 시위
여러 시위 현장에서는 중요한 인물이나 정치적 사건을 풍자하는 방식으로 코스프레가 활용되기도 한다.
미얀마에서는 2021년 쿠데타 이후 다양한 시위가 이어졌으며, 이 과정에서 일부 청년들이 코스프레 의상을 포함한 다양한 복장을 착용한 채 시위에 참여하였다. 이들은 평소 일상복과는 다른 코스튬, 치마, 웨딩드레스 등을 입고 도로에 나서며, 기존의 전통적인 시위 방식과는 다른 문구가 적힌 팻말과 현수막을 사용함으로써 국내외 언론의 주목을 끌고자 하였다.
미국에서는 여성들이 《시녀 이야기》 속 등장인물로 분장하여 신체에 대한 권리 제한에 항의하는 시위를 벌인 사례도 있다. 이처럼 픽션 속 캐릭터는 사회적 메시지를 전달하는 상징적인 수단으로 사용되기도 한다.

## 주의

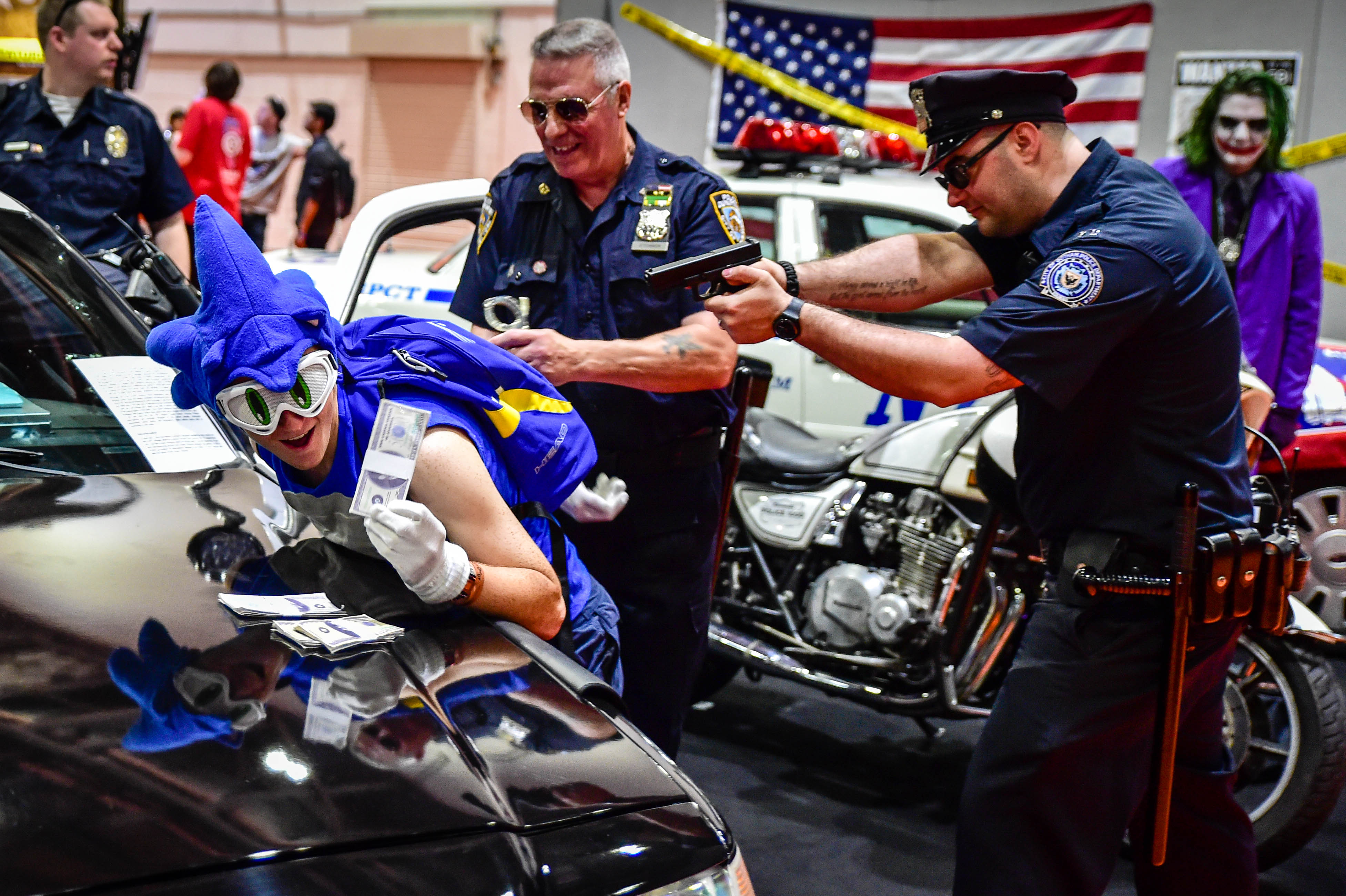
2015년 MCM 런던 코믹콘에서의 코스프레.

경찰관, 소방관, 군인 등 공무원의 복장을 코스프레 목적으로 착용할 경우, 그 의도가 불순하게 해석될 여지가 있는 경우에는 공무원 사칭으로 간주되어 형법에 저촉될 수 있다. 노출이 심한 복장을 착용하거나 공공장소에서 코스프레를 수행하는 경우, 이는 타인에게 불쾌감을 줄 수 있으며, 불법 촬영의 대상이 되거나 반대로 불법 촬영을 시도하는 행위로 간주될 우려가 있다.
모형 총기 또는 칼 등 무기 형태의 소품을 실제 무기로 오인될 수 있는 형태로 소지하거나 이동하는 행위는, 경우에 따라 위협죄 또는 〈총포·도검·화약류 등의 안전관리에 관한 법률〉 위반으로 처벌될 수 있다. 특히 공항, 지하철, 대규모 행사장 등과 같이 보안이 강화된 장소에서는 이와 같은 소품의 소지에 각별한 주의가 요구된다.
분장을 한 상태에서 유치원, 어린이집, 초등학교, 아동전문기관 등에서 미성년자를 대상으로 성적 접촉, 신체 접촉, 유인 또는 음란행위 등을 행하는 경우, 이는 〈아동·청소년의 성보호에 관한 법률〉에 따라 중대한 성범죄로 간주되며, 그에 상응하는 엄중한 법적 처벌이 부과된다.
타인을 촬영하거나 함께 촬영을 요청할 경우에는 반드시 사전에 동의를 받아야 하며, 상대방의 의사에 반하여 촬영하거나 이를 무단으로 게시하는 행위는 초상권 침해로 간주될 수 있으며, 법적 분쟁의 원인이 될 수 있다. 특히 미성년자 코스어를 촬영할 경우에는 반드시 보호자의 동의를 받아야 하며, 촬영한 사진이나 영상을 SNS 등 온라인 매체에 게시할 때에는 각별한 주의와 신중한 판단이 요구된다.
행사장 내에서는 고성방가, 장시간에 걸친 공간 점유, 통행을 방해하는 행위 등은 삼가야 하며, 공동으로 이용하는 공간에서는 질서 유지가 최우선적으로 고려되어야 한다.
단체 촬영이나 퍼포먼스를 진행하고자 할 경우에는 반드시 운영진의 사전 허가를 받은 후, 지정된 장소에서만 수행하는 것이 원칙이다. 주최 측에서 제시한 복장 제한, 소품 반입 규정, 촬영 가능 구역 등의 지침은 사전에 충분히 숙지하고 이를 철저히 준수하여야 한다.
모든 참가자는 행사 진행요원의 안내 및 통제에 적극 협조하여야 하며, 정당한 지시에 불응할 경우에는 퇴장 조치 또는 향후 행사 참여 제한 등의 불이익이 발생할 수 있다.

## 세계의 코스프레

### 일본
일본에서 코스플레이어들은 과거에 자신을 레이야(レイヤー, layer)라고 불렀다. 그러나 현재는 코스프레(コスプレ, ko-su-pray)라는 용어가 더 일반적으로 사용되며, "레이야"는 머리나 옷의 "레이어(층)"를 뜻하는 표현으로 더 자주 쓰인다.
코스프레 스타일이나 표현 방식의 변화에 대해 귀엽다(かわいい, 카와이이) 또는 멋있다(かっこいい, 캇코이이)와 같은 표현이 자주 사용되며, 이는 각각 여성성과 남성성과 관련된 이미지로 연결되기도 한다.
코스플레이어를 촬영하는 사람은 카메코(カメコ)라고 불리며, 이는 카메라 고조(카메라 소년)의 줄임말이다. 초기에는 카메코가 촬영한 사진을 인화해 코스플레이어에게 선물로 주는 문화가 있었다. 이후 촬영을 원하는 코스플레이어와 사진가가 모두 증가하면서, 코믹마켓과 같은 행사에서는 촬영 절차가 공식화되었다. 일반적으로 촬영은 전시홀과는 분리된 지정된 공간에서 이루어지며, 일본에서는 행사장 외의 장소에서 코스튬을 착용하는 것은 일반적으로 권장되지 않는다.
1998년 이후 도쿄 아키하바라 지역에는 애니메이션과 코스프레 팬을 위한 코스프레 레스토랑이 등장하기 시작하였다. 이곳에서는 종업원이 비디오게임이나 애니메이션 캐릭터 의상을 입고 손님을 응대하며, 그중 메이드 카페가 특히 인기가 많다. 또한 도쿄 하라주쿠 지역은 코스플레이어들이 자유롭게 모여 활동하는 비공식적인 장소로 인기를 끌고 있으며, 아키하바라에서 열리는 각종 행사에서도 많은 코스플레이어들이 참가한다.
이쇼쿠하다(異色肌)는 일본 코스프레의 한 형태로, 캐릭터의 피부색을 표현하기 위해 전신을 바디페인트로 칠하는 방식이다. 이를 통해 현실에는 존재하지 않는 피부색을 지닌 애니메이션이나 게임 캐릭터를 표현할 수 있다.
2014년 일본 코믹마켓 조사에 따르면, 행사에 참가한 코스플레이어의 약 75%는 여성으로 나타났다.

### 대한민국
현재 대한민국에서는 한두 달 간격으로 열리는 코믹월드(Comic World)를 비롯하여, 서울 국제 만화 애니메이션 페스티벌(SICAF) 등 정기적인 행사, 그리고 각종 코스프레 커뮤니티에서 자율적으로 개최하는 촬영회 등을 중심으로 다양한 코스프레 활동이 이루어지고 있다.
코믹월드는 지금까지 100회 이상 꾸준히 개최되었으며, 이러한 지속적인 운영을 통해 코스튬 플레이어들의 활동 기반을 안정적으로 지원해왔다. 최근에는 지방자치단체에서 지역 축제와 연계하여 코스프레 행사를 기획하거나, 대학교 내에서 정기적인 코스프레 대회를 여는 등 활동 영역이 점차 확대되고 있다.
한국의 코스프레 문화는 일본에서 기원한 오타쿠 중심의 코스튬 플레이 문화와 여러 면에서 차이를 보인다. 일본의 코스프레 문화가 개인 중심적이고 마니아 성향이 강한 반면, 한국에서는 집단 활동이 일반적이며, 단순한 재현보다는 창의적이고 퍼포먼스 중심의 표현 방식이 두드러진다. 또한, 일본에서는 라이트 유저층의 비율이 낮은 반면, 한국은 오히려 가볍게 코스프레를 즐기는 일반층이 더 많은 편이다.
1995년에 한국 상륙 등장했지만, 1999년 서울 코믹월드 출범과 동시에 대중적으로 확산되며 폭넓은 관심을 받게 되었다.
관련 참여자를 크게 코스튬 플레이어와 사진사로 나눌 수 있거나, 코스튬 플레이어는 주로 10~20대 여성이 중심이며, 사진사는 20~40대 남성이 다수를 차지한다. 이들은 함께 촬영 활동을 하며 교류하기도 하지만, 연령대 차이로 인해 코스튬 플레이어 간 또래 문화가 더욱 활발하게 형성되어 있다.
코스프레에 대한 사회적 인식은 과거에 비해 개선되고 있다. 초기에는 일본 문화에 대한 부정적 인식이나, 청소년 자녀의 코스프레 활동을 우려하는 부모들의 반대가 코스프레 활동에 제약을 주기도 했으나, 최근에는 점차 문화적 다양성과 창의적 표현 활동으로 인식되면서 긍정적인 방향으로 변화하는 추세다.
한국의 주요 온라인 코스프레 커뮤니티로는 환골탈태, 코스컬쳐(구 코사모), 코스온라인, 디쿠(DICU), 원더 코스플레이 페스티벌 등이 있으며, 이 외에도 다양한 중소 규모의 커뮤니티가 활발히 운영되고 있다.
또한 일부 중학교와 고등학교에서는 '만화부' 또는 '애니메이션부' 등으로 불리는 소모임을 통해, 학생들이 코스프레와 관련된 활동을 동아리 차원에서 즐기기도 한다.

### 동아시아
코스프레는 동아시아 여러 나라에서 널리 행해지고 있다. 예를 들어, 대한민국, 홍콩, 대만에서 정기적으로 개최되는 코믹월드와 같은 행사에서는 코스프레가 주요 프로그램 중 하나로 자리 잡고 있다.
역사적으로 보면, 허구의 등장인물로 분장하는 관행은 17세기 명나라 말기 중국에서도 확인된 바 있다.

### 서양
서양에서의 코스프레는 주로 공상과학 및 판타지 팬덤에서 비롯되었다. 일본에 비해 서양 코스플레이어는 실사 드라마나 영화에 등장하는 캐릭터를 재현하는 경우가 더 흔하다. 또한, 르네상스 축제, 라이브 액션 롤플레잉 게임(LARP), 역사 재현 활동 등 서브컬처 취미 그룹도 포함된다. 과학소설 컨벤션에서는 마스커레이드(무대 위에서 의상을 선보이고 심사를 받는 형식)나 홀 코스튬(비공식 복장) 같은 대회가 일반적이다.
2000년대 후반부터 일본 애니메이션이 아시아 외 지역에서도 인기를 끌면서, 미국을 포함한 서양에서도 만화 및 애니메이션 캐릭터를 표현하는 코스플레이어가 증가하였다. 최근 10여 년 사이에 서양에서도 애니메이션 관련 행사가 대폭 늘어나며, 기존의 공상과학, 만화, 역사 관련 행사들과 관람객 수에서 경쟁하는 수준에 이르렀다. 이들 행사에서 참가자들은 일본과 마찬가지로 자신이 만든 의상을 선보이고, 사진을 촬영하며, 코스튬 콘테스트에 참가한다.
또한 많은 참가자들이 서양 만화, 애니메이션, 영화, 비디오게임 속 캐릭터로 분장하기도 한다.
문화 간 취향의 차이도 존재한다. 예를 들어, 일본에서는 큰 제약 없이 입는 복장이라도, 서양에서는 나치 복장을 연상시키는 의상은 꺼리는 경향이 있다. 일부 서양 코스플레이어는 원작 캐릭터와 인종이 다르다는 이유로 정당성을 의심받기도 하며, 피부색이 다른 캐릭터를 연기하는 데 대해 부적절한 반응을 겪는 경우도 있다. 서양에서 애니메이션 캐릭터를 코스프레하는 사람들은 때때로 조롱의 대상이 되기도 한다.
일본과 달리, 영국, 아일랜드, 미국, 캐나다 등 서양 국가에서는 공공장소에서 코스튬을 착용하는 것이 비교적 자연스럽게 받아들여진다. 이러한 국가들에서는 할로윈 의상이나 팬 코스튬 문화가 오랜 전통을 가지고 있기 때문이다. 그 결과, 행사장 외부에서도 식당이나 거리에서 코스튬 차림의 참가자들을 쉽게 볼 수 있다.

## 사진

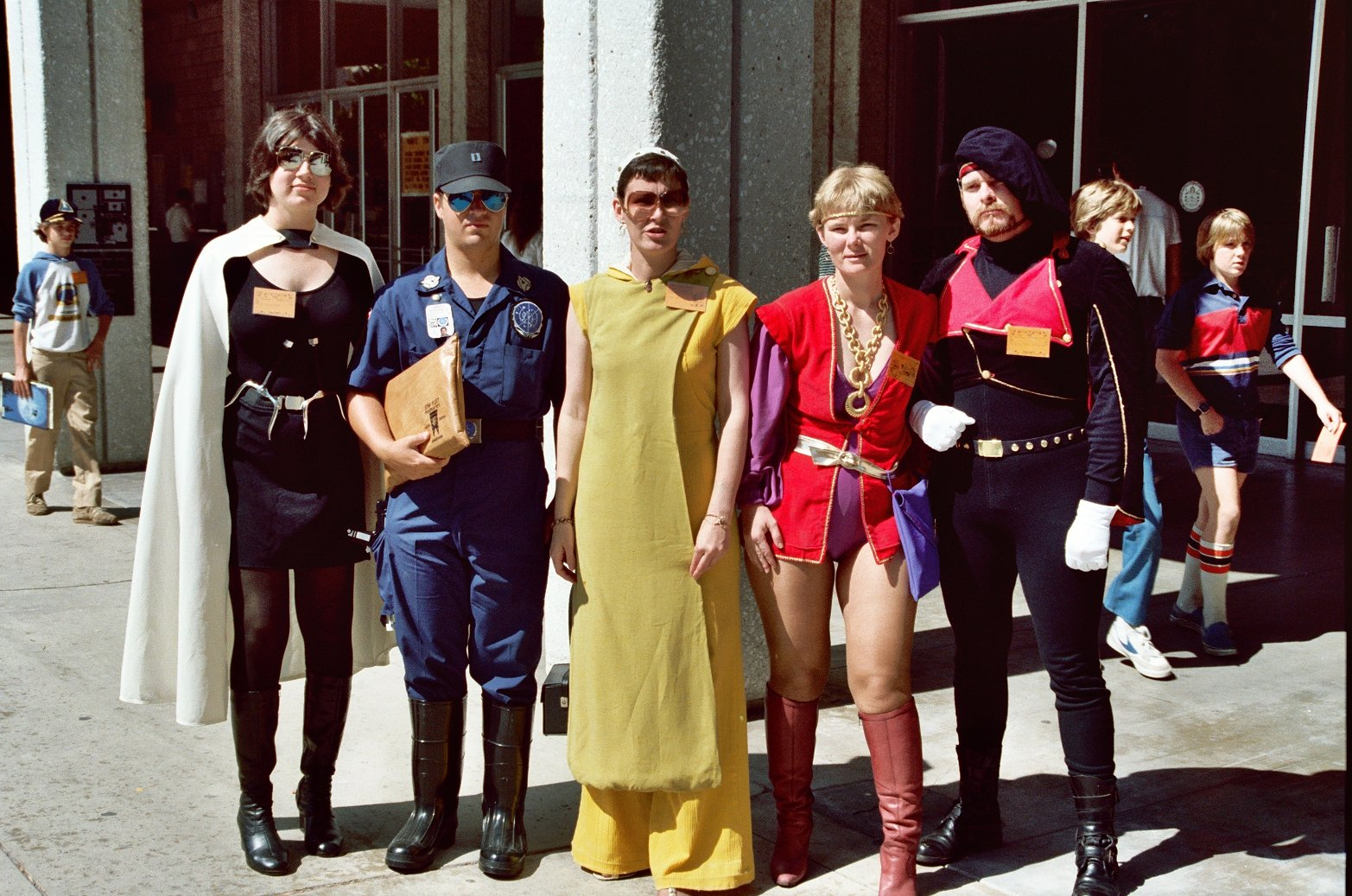
1982년 샌디에이고 코믹콘 인터내셔널에서 열린 코스프레
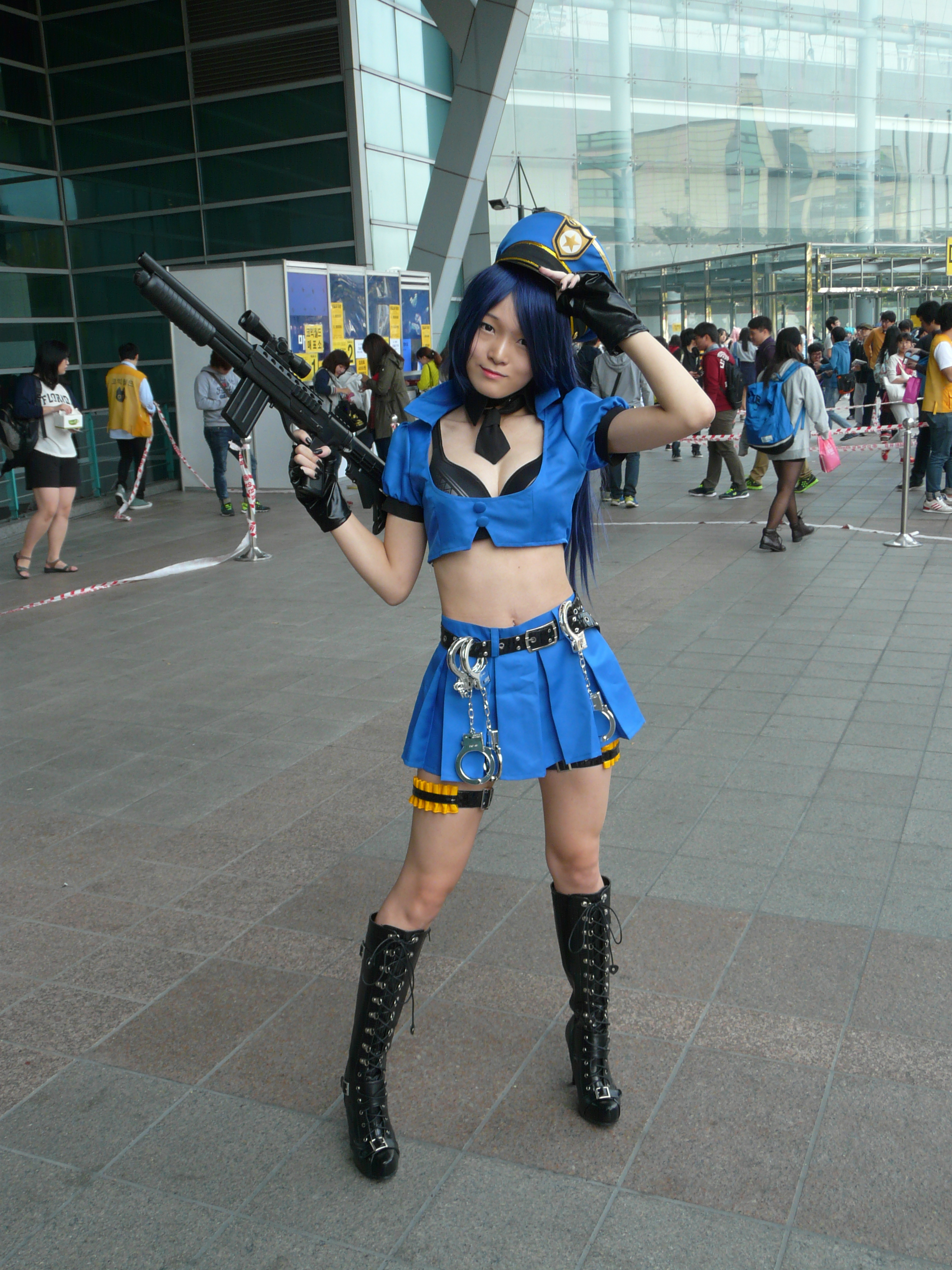
2013년 10월 13일 코믹월드 행사중 코스프레
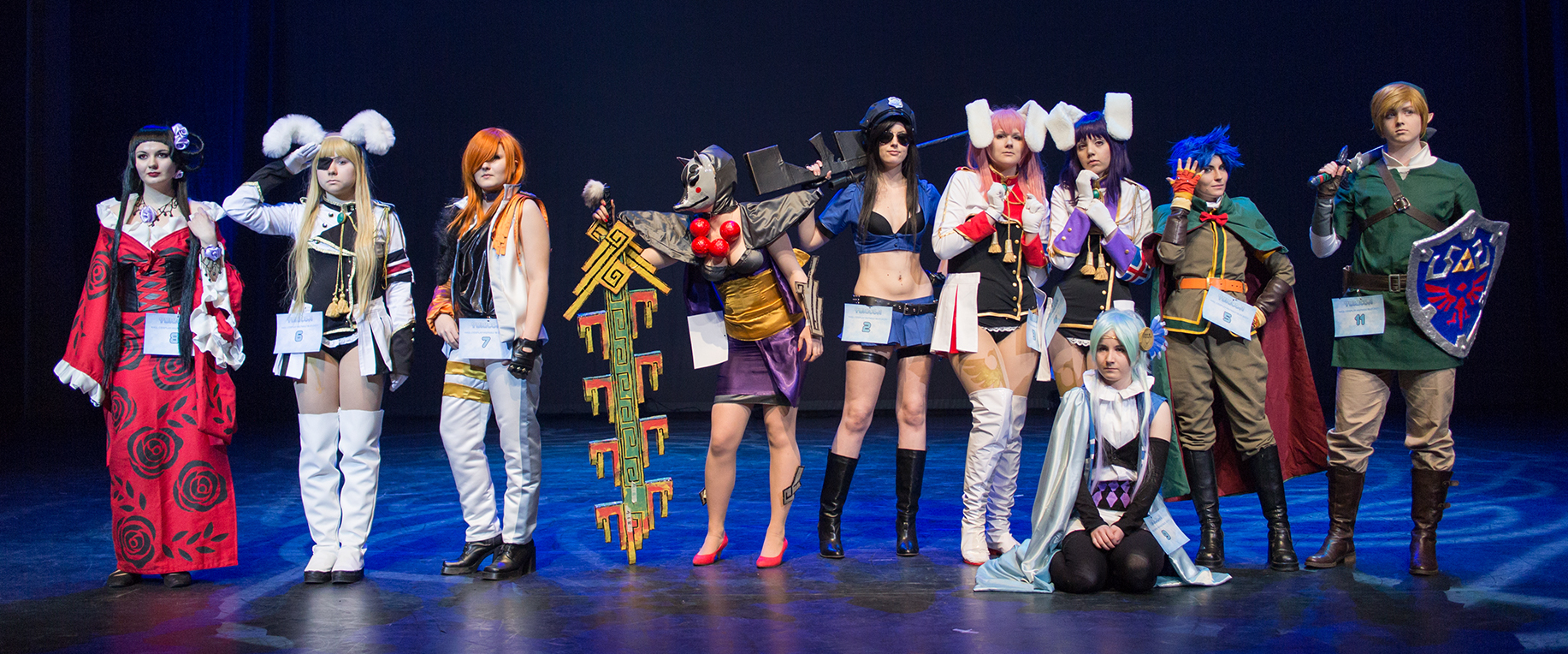
핀란드에서 열린 동인 행사 유키콘 2014의 코스프레 참가자들
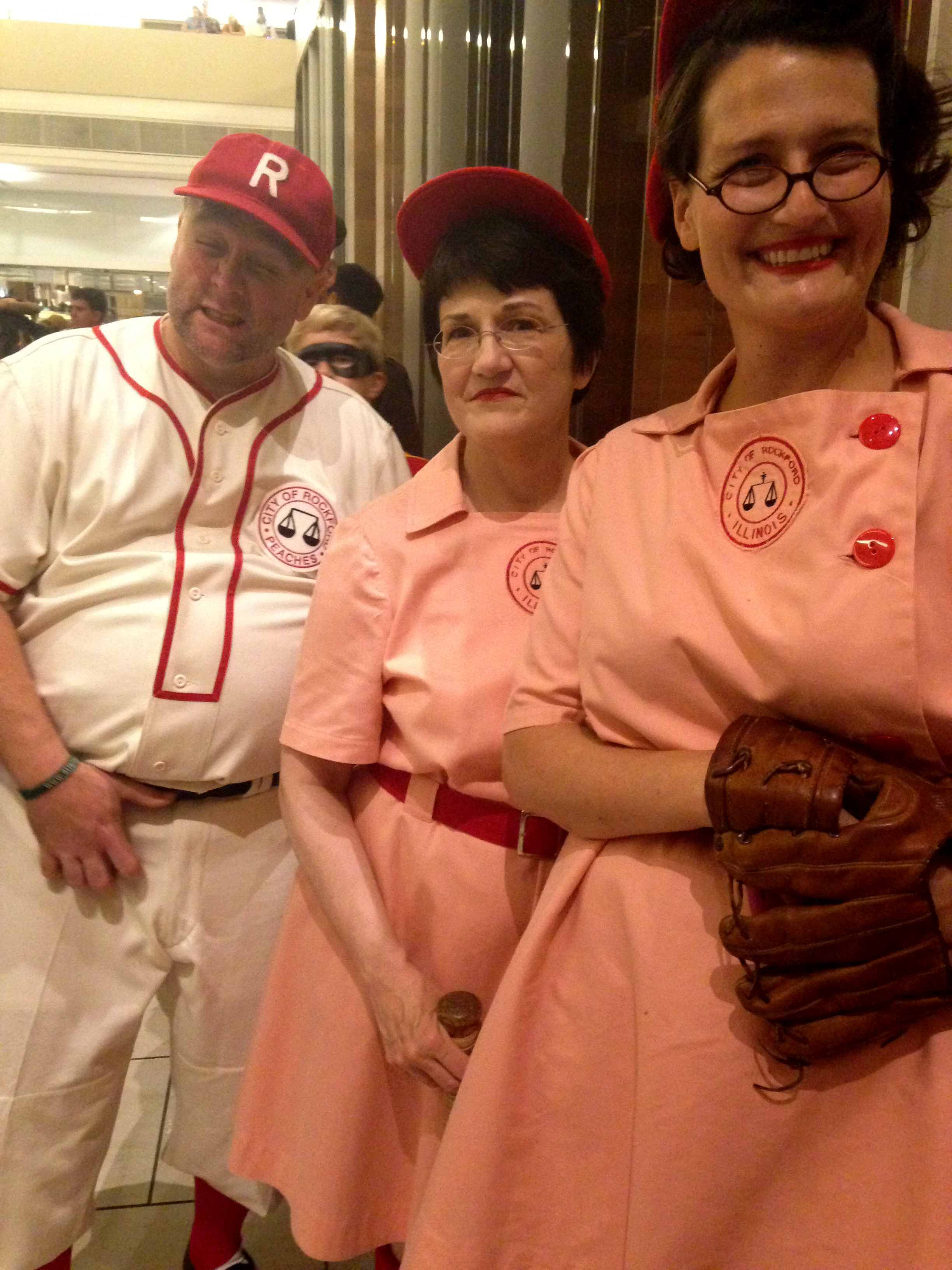
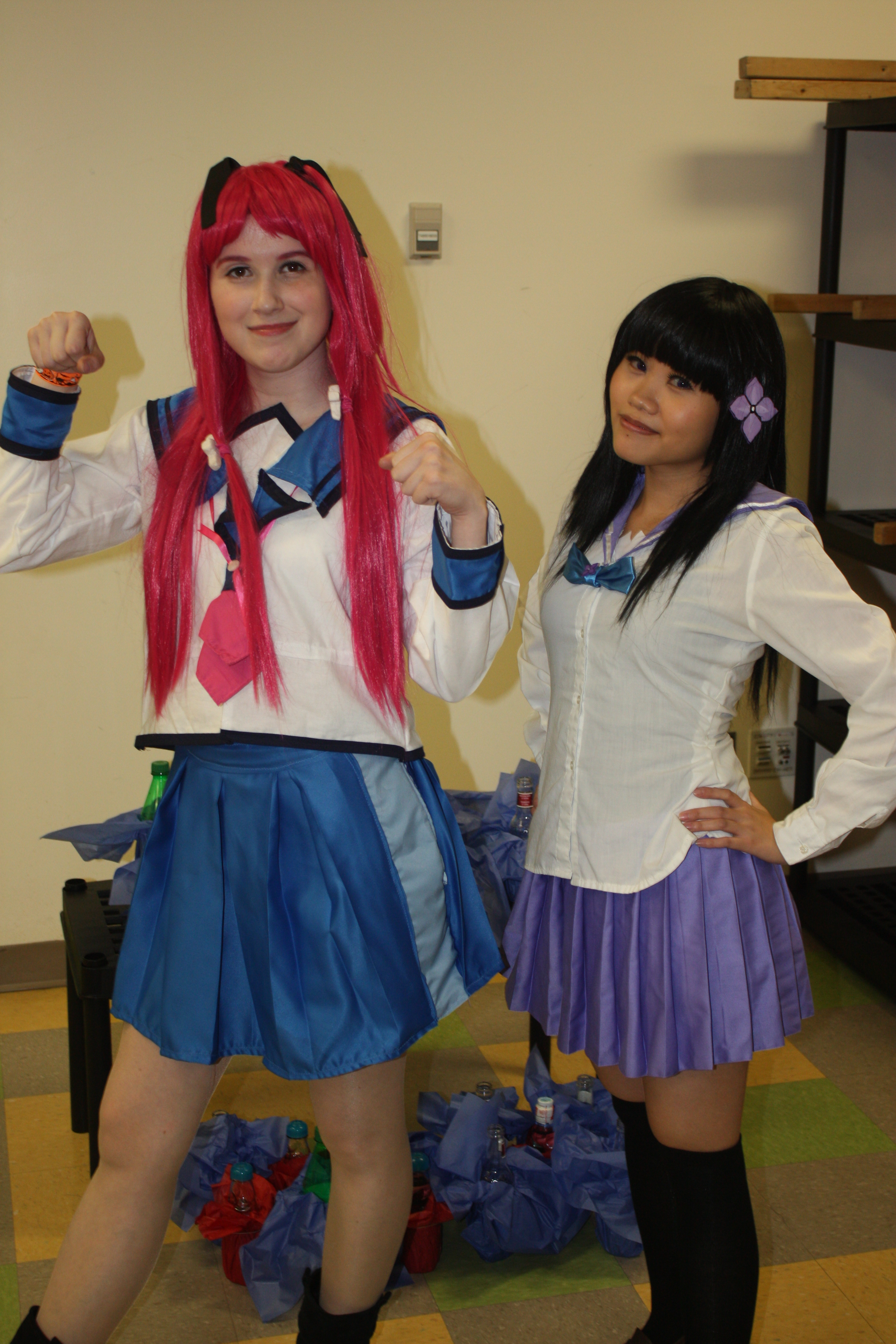
할로윈파티 2012 코스프레
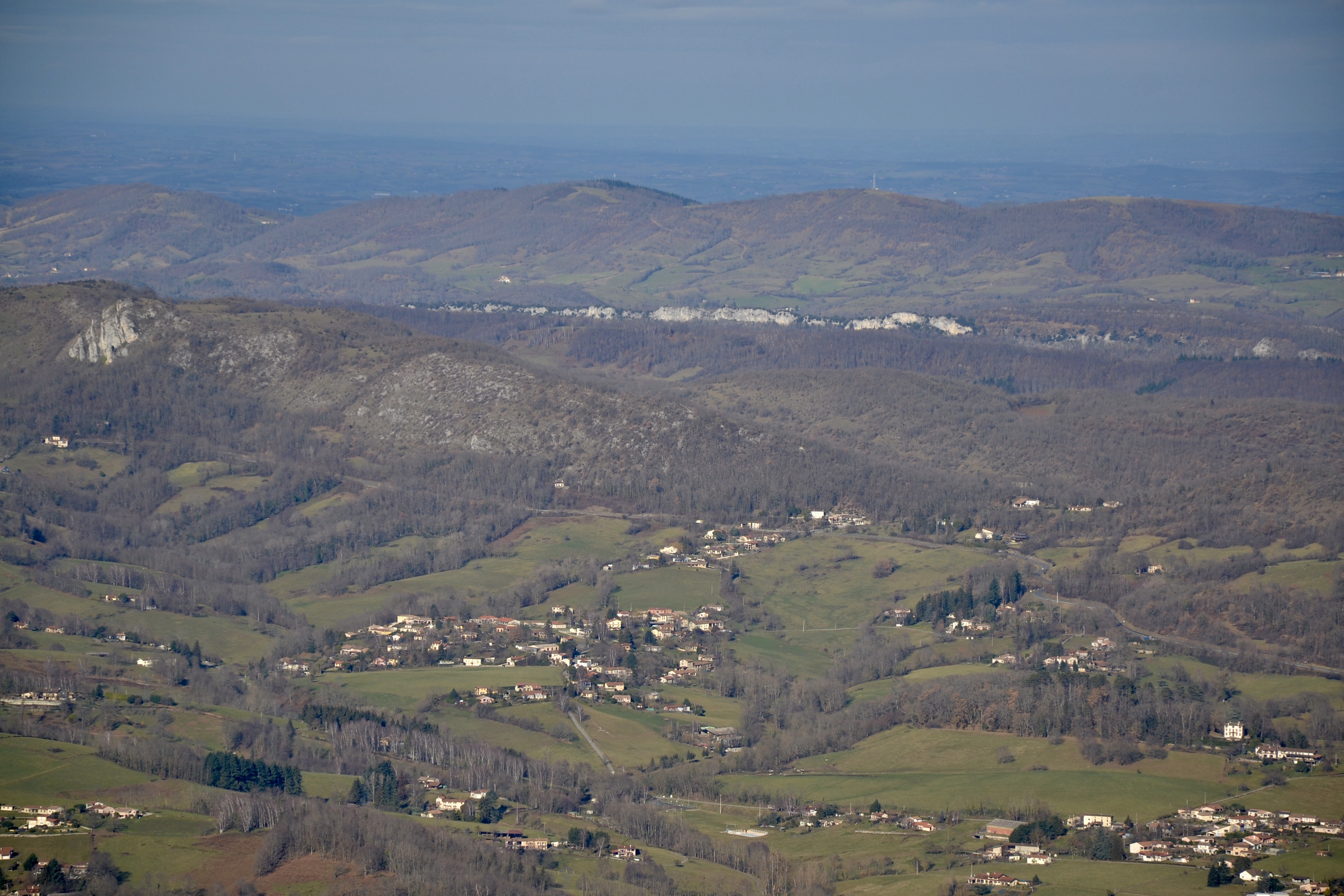
《로젠메이든》의 등장인물인 스이세이세키 코스프레
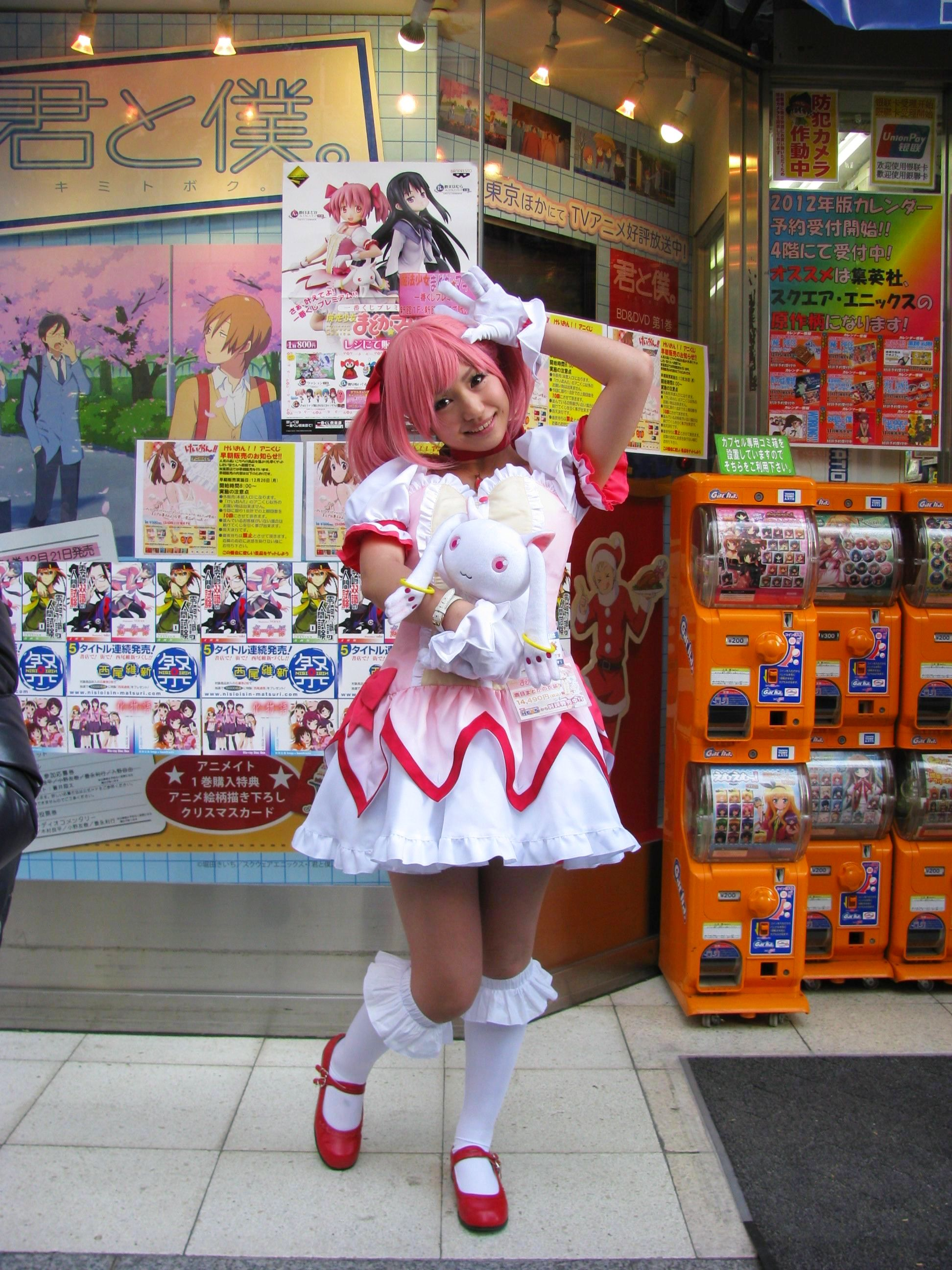
《마법소녀 마도카 마기카》의 코스프레
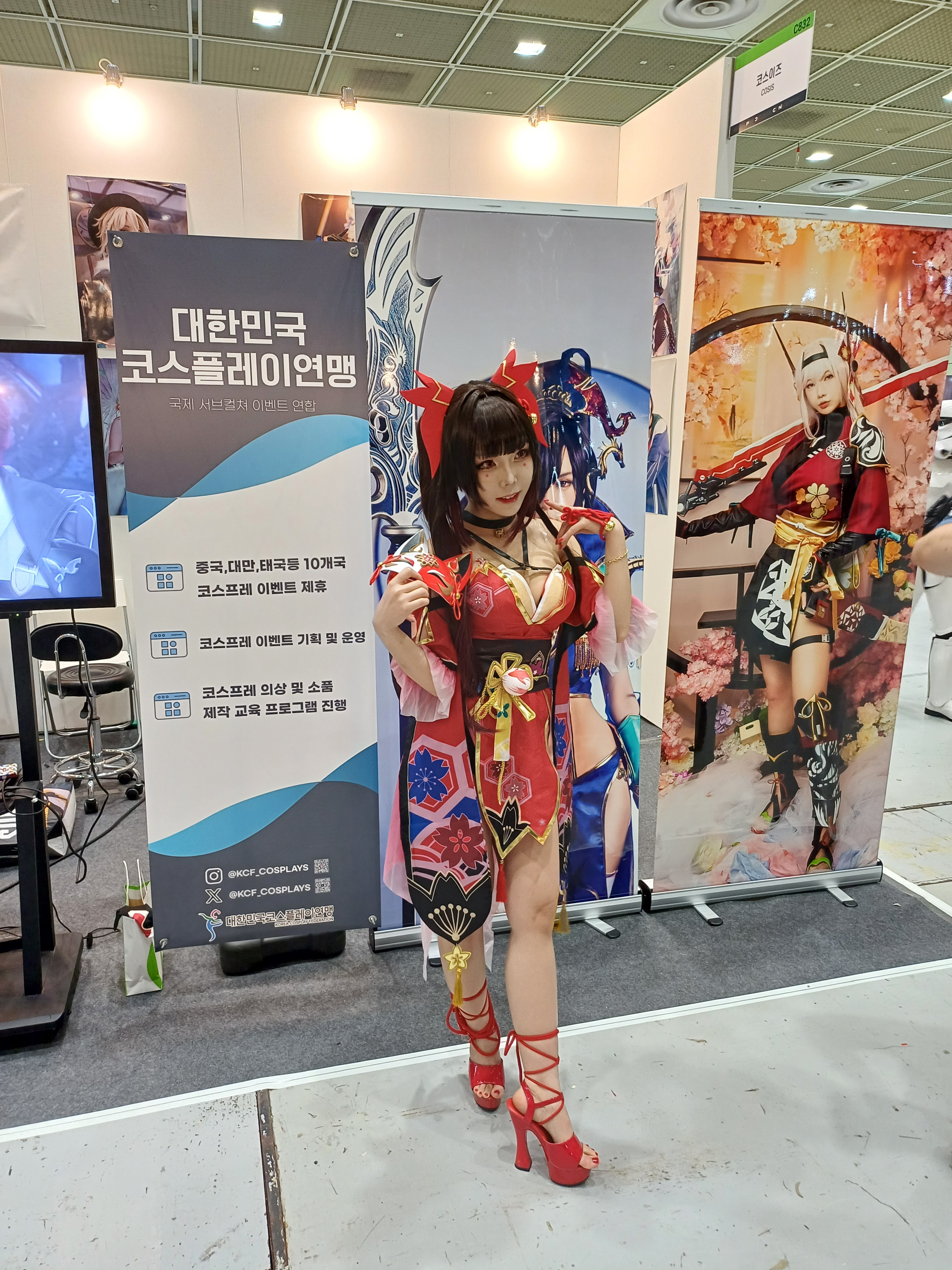
《붕괴: 스타레일》의 코스프레
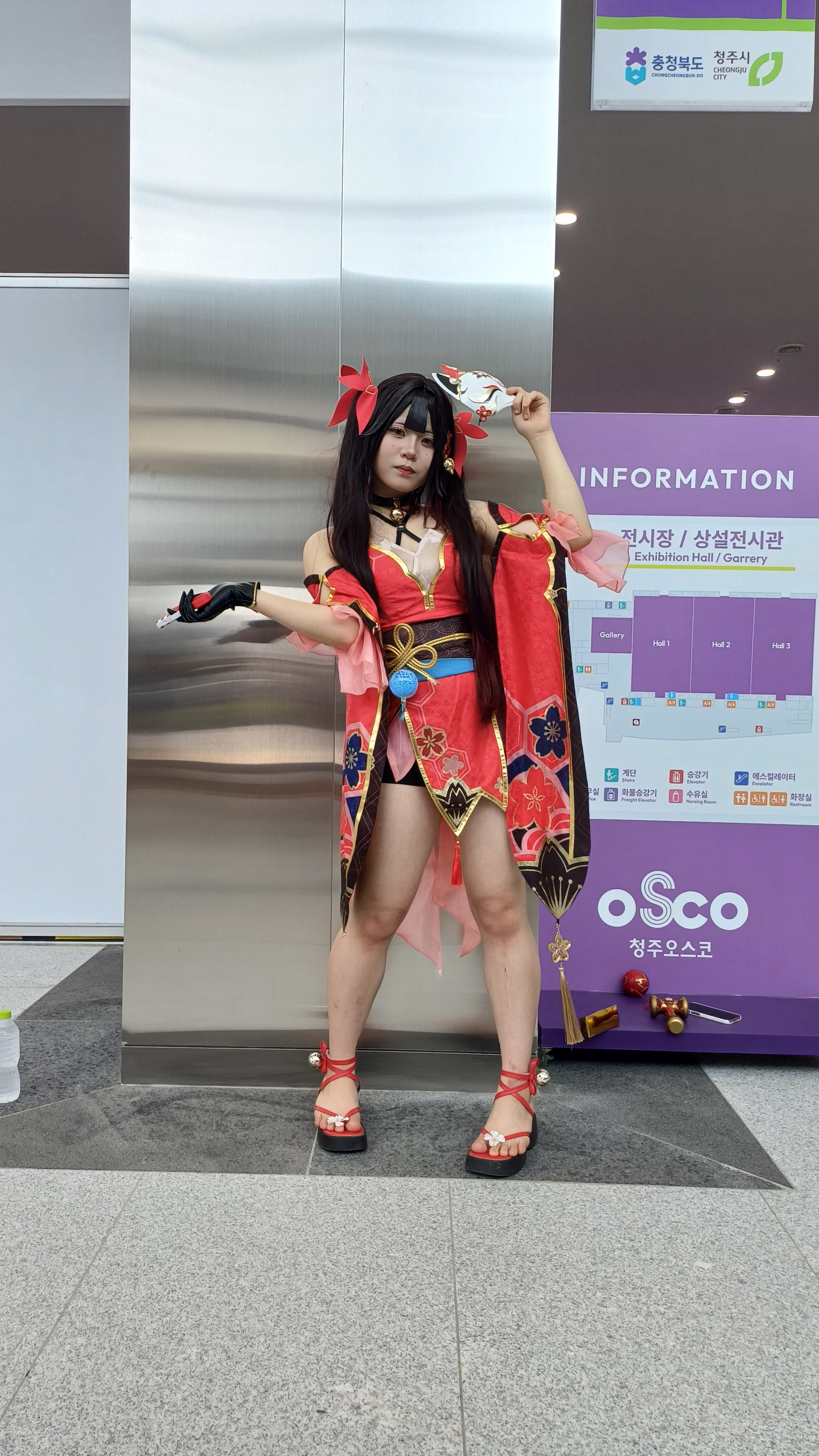
붕괴 스타레일의 코스프레 2
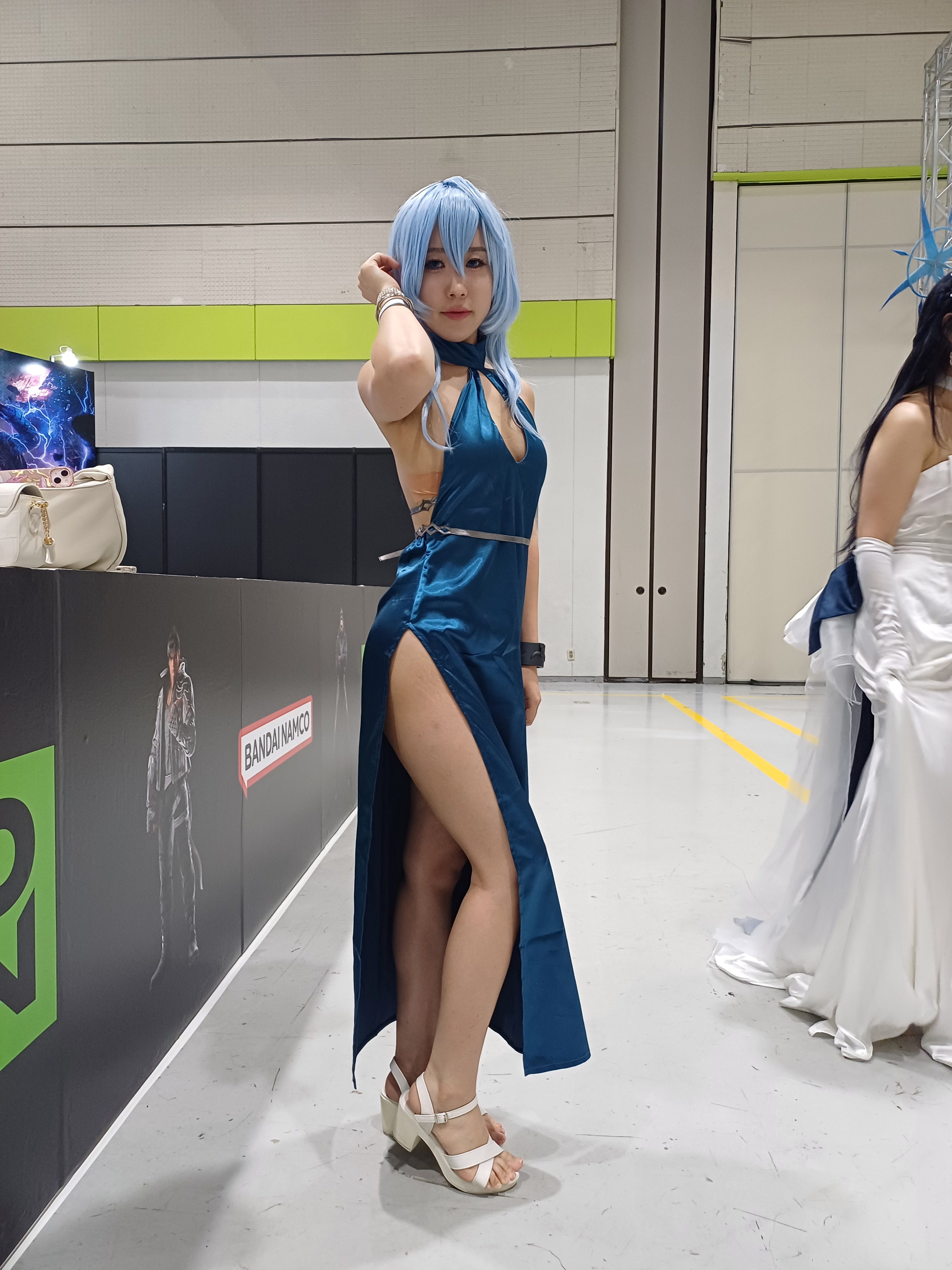
《블루 아카이브》의 코스프레
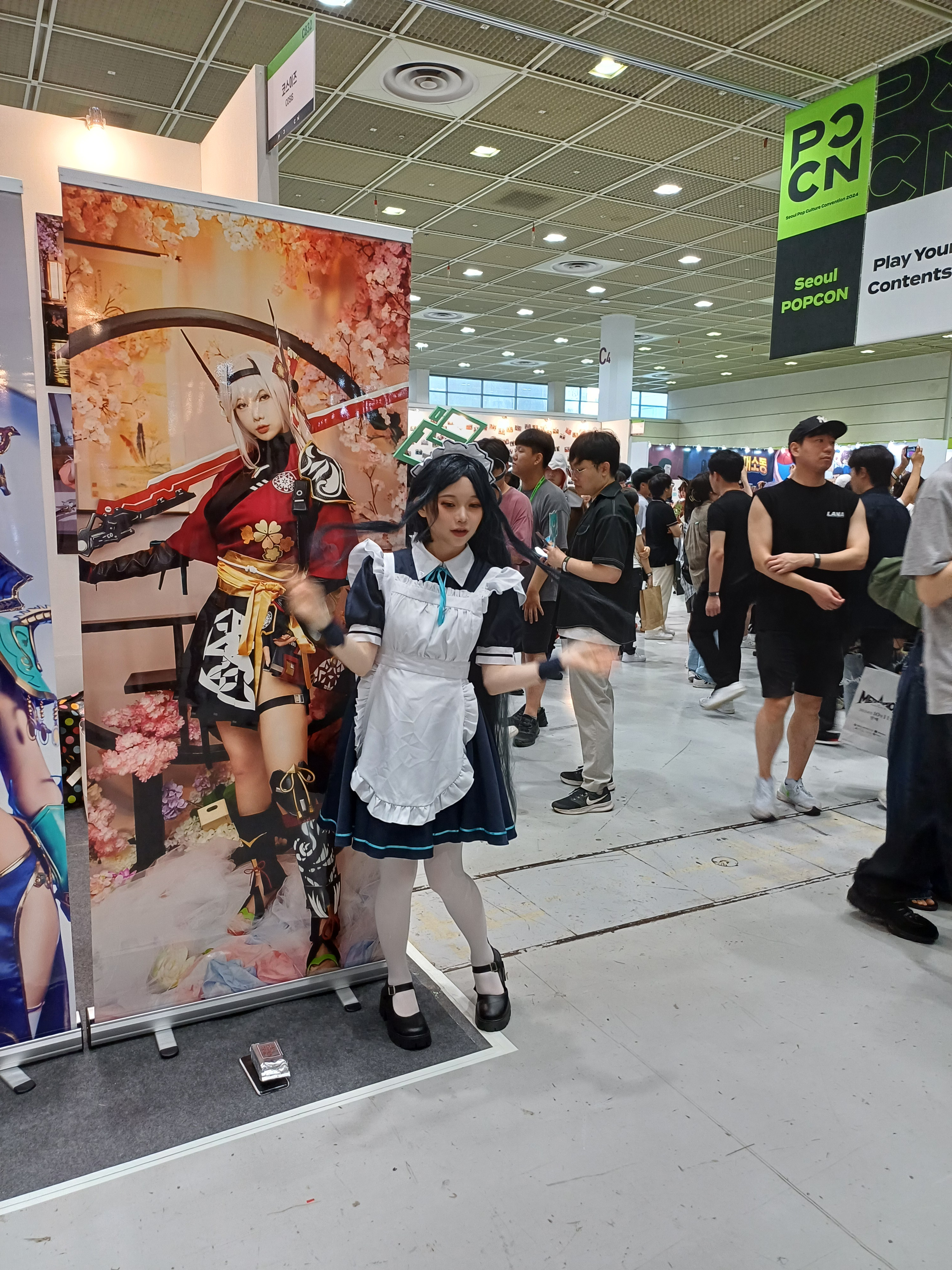
《블루 아카이브》의 코스프레
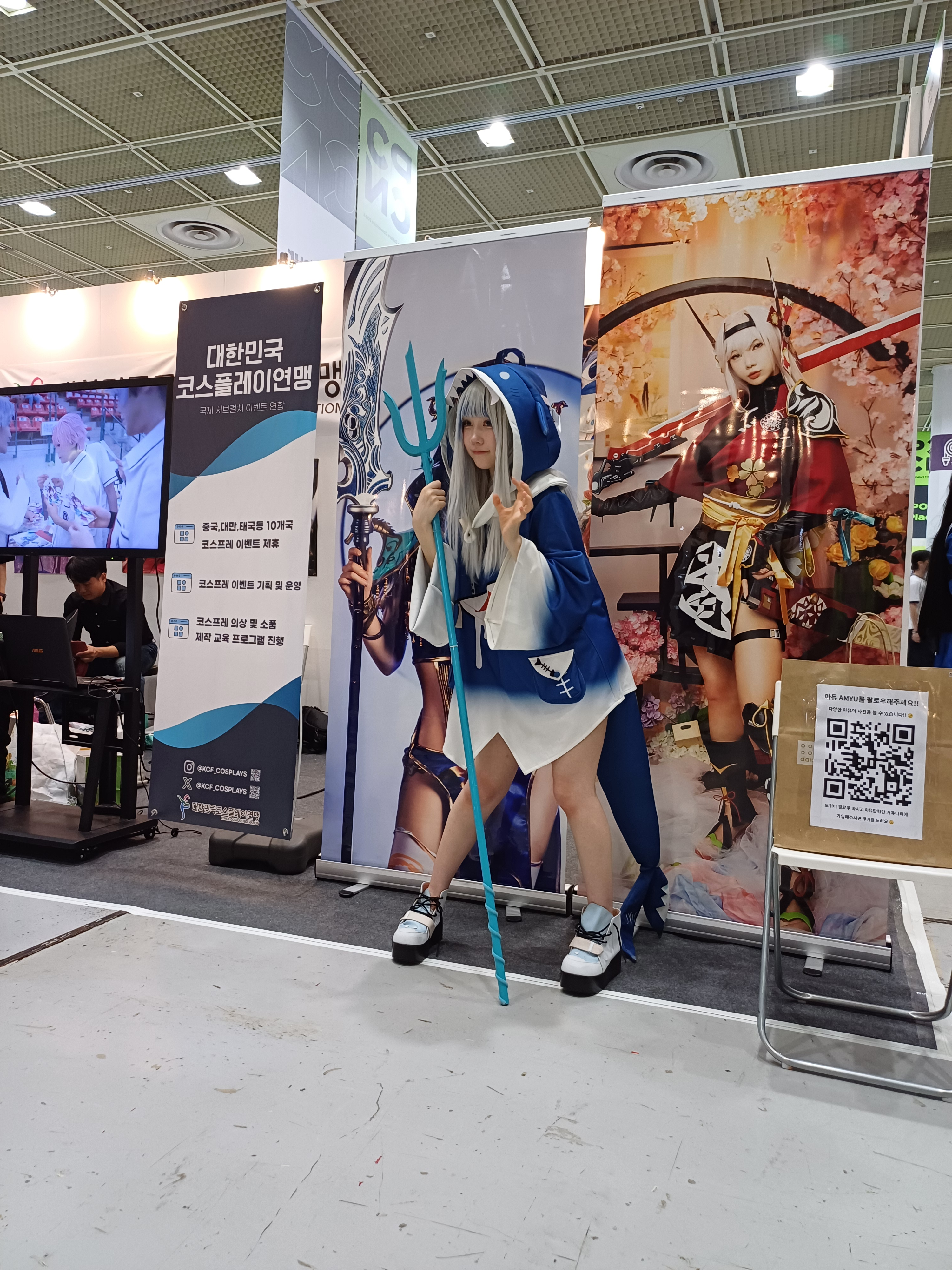
《홀로라이브 프로덕션》의 코스프레
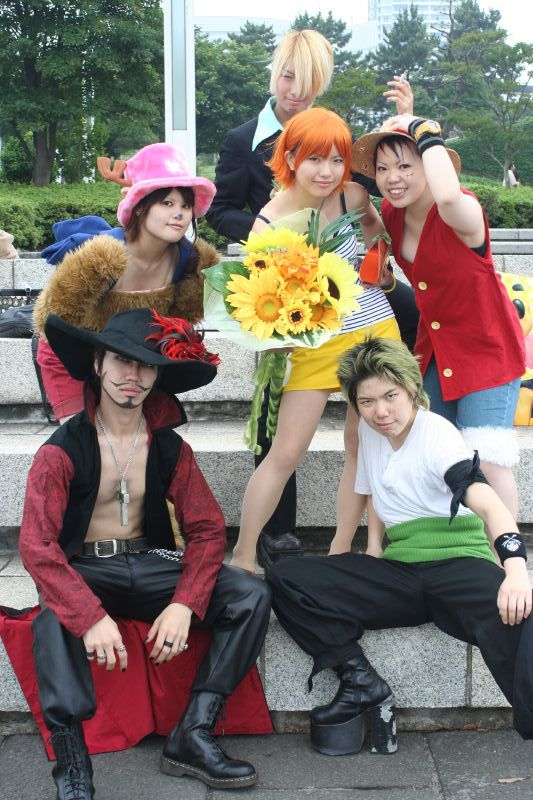
원피스의 코스프레
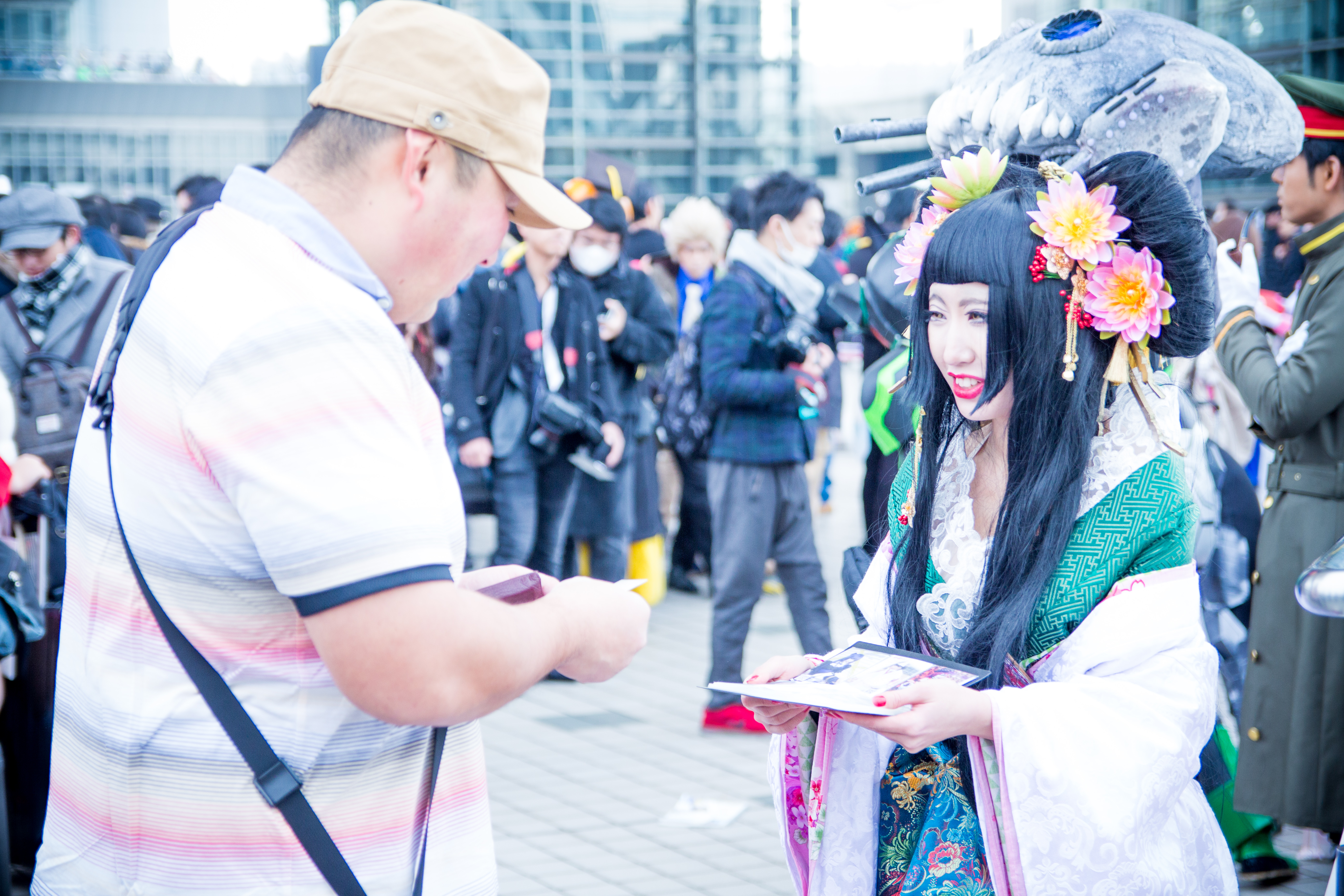
코믹마켓에서의 코스프레
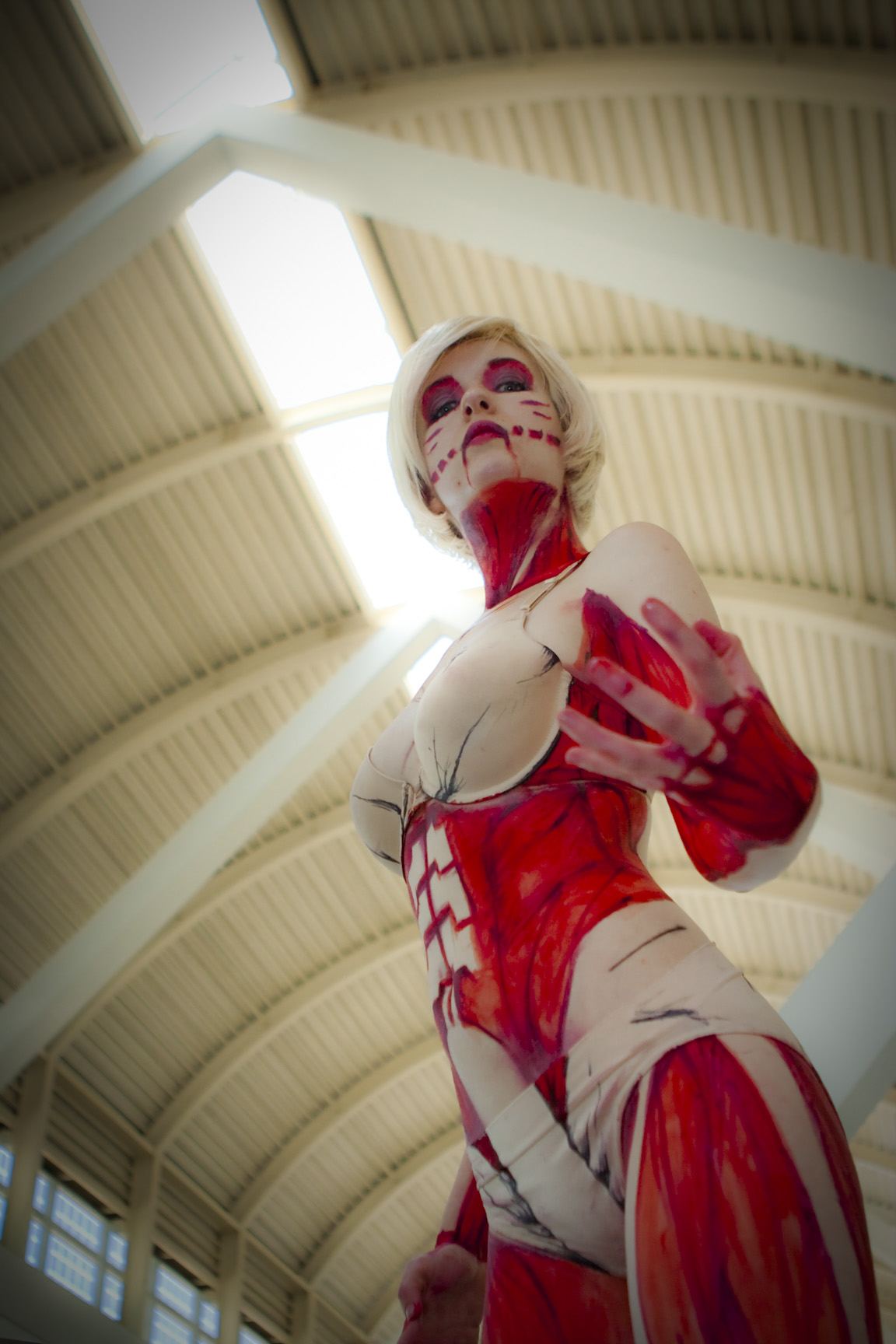
진격의 거인의 거인 코스프레
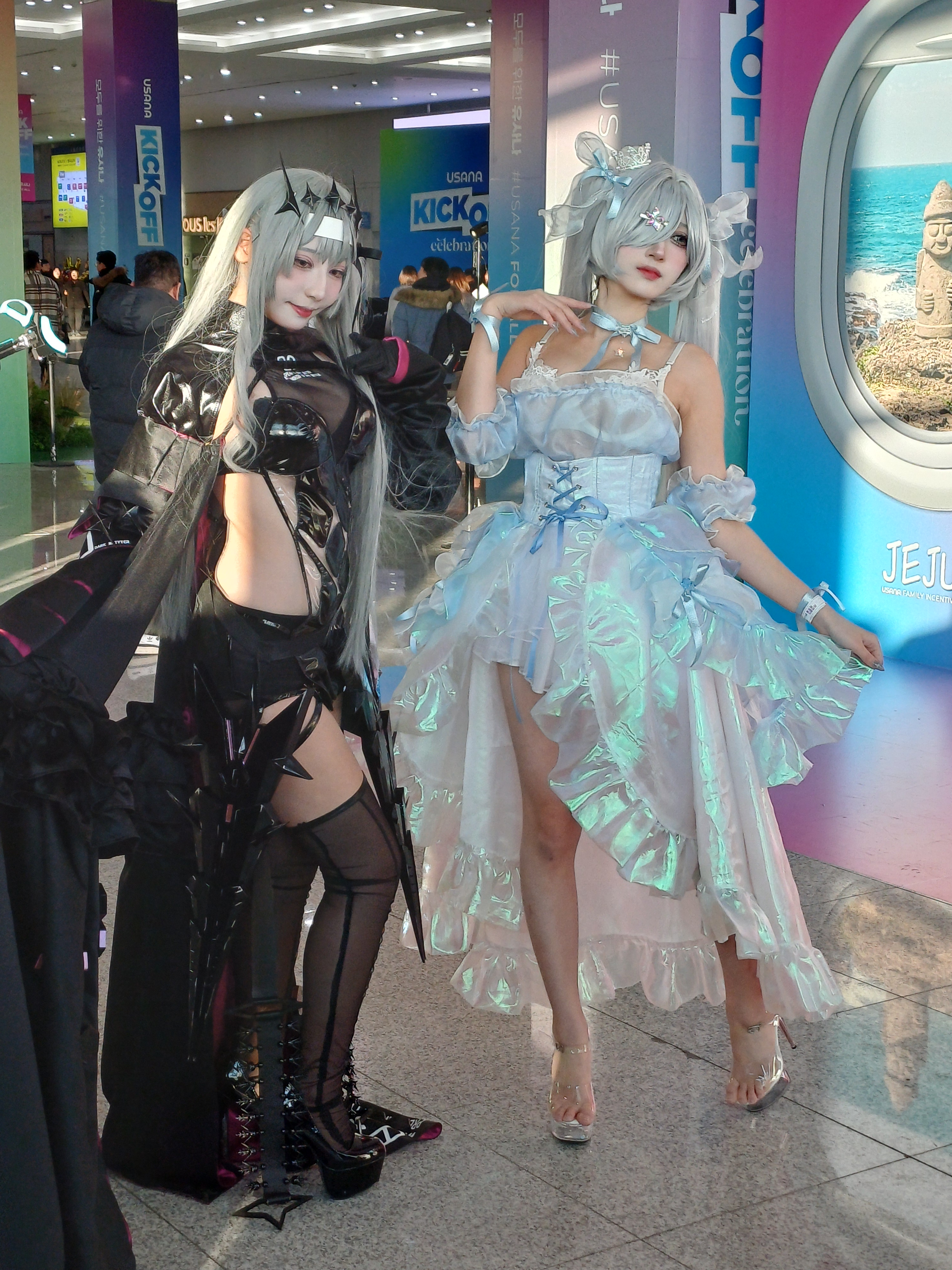
승리의 여신 니케 모더니아&신데렐라 코스프레
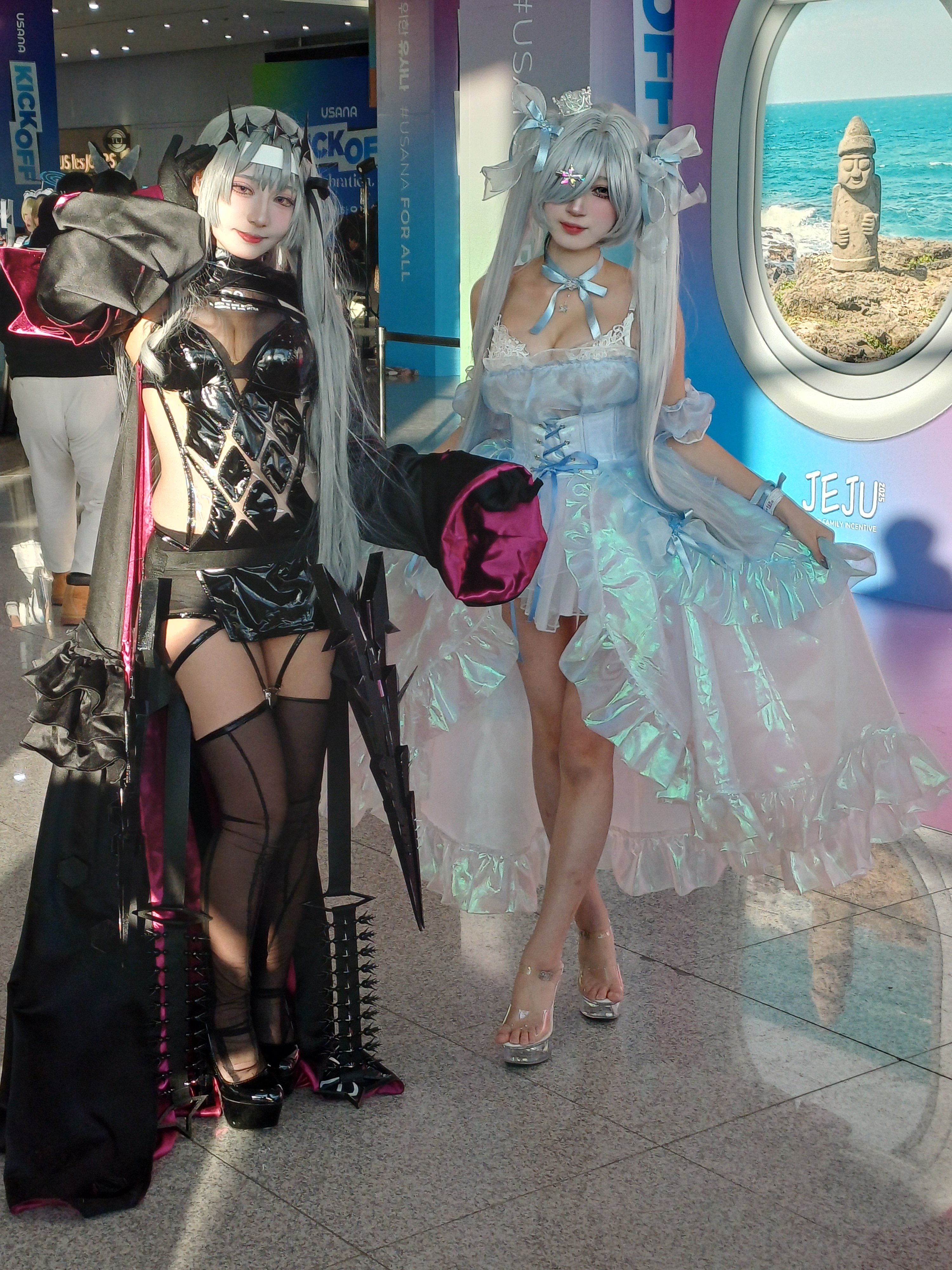
승리의 여신 니케 모더니아&신데렐라 코스프레 2
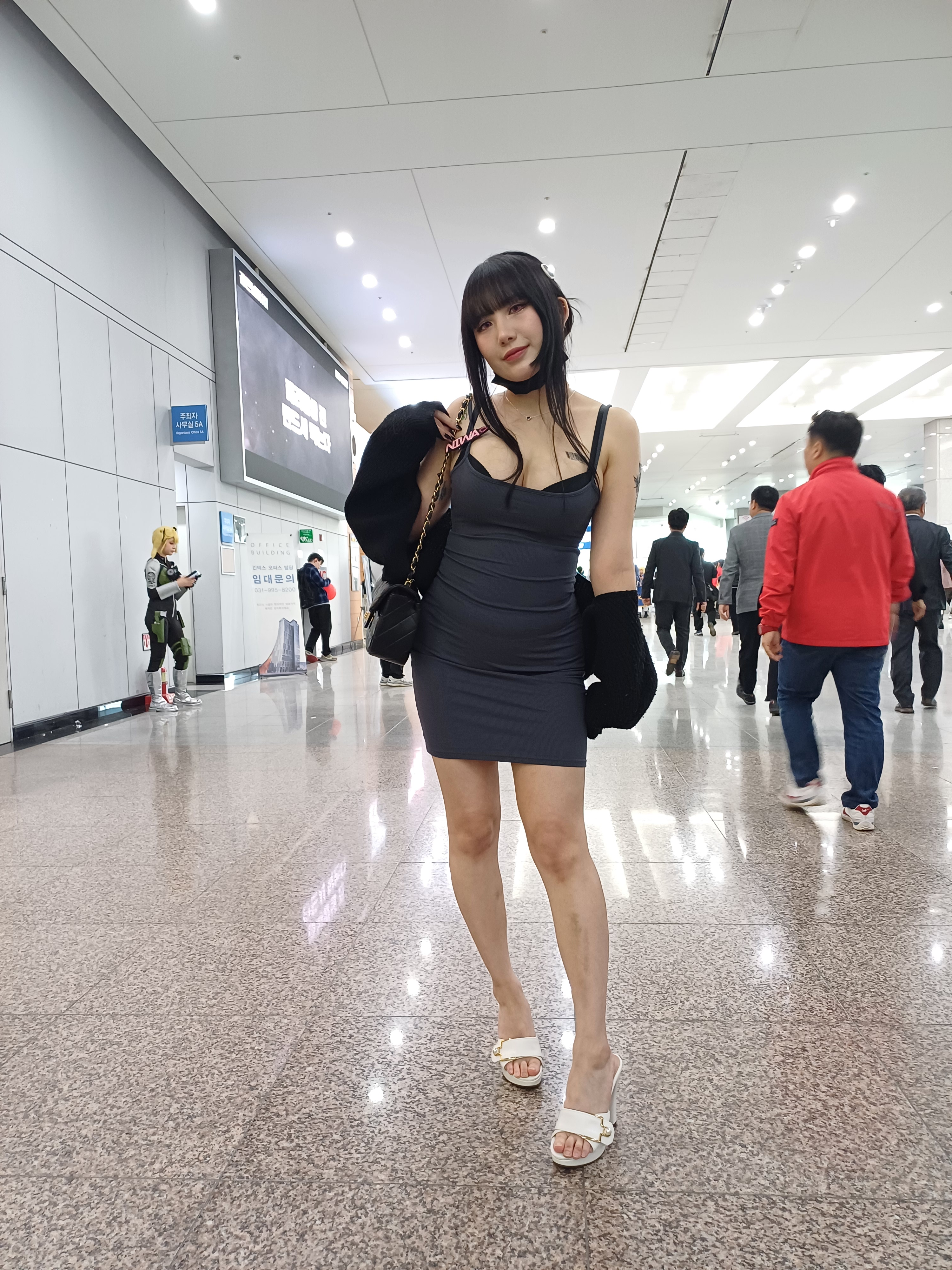
승리의 여신: 니케의 킬러와이프 코스프레
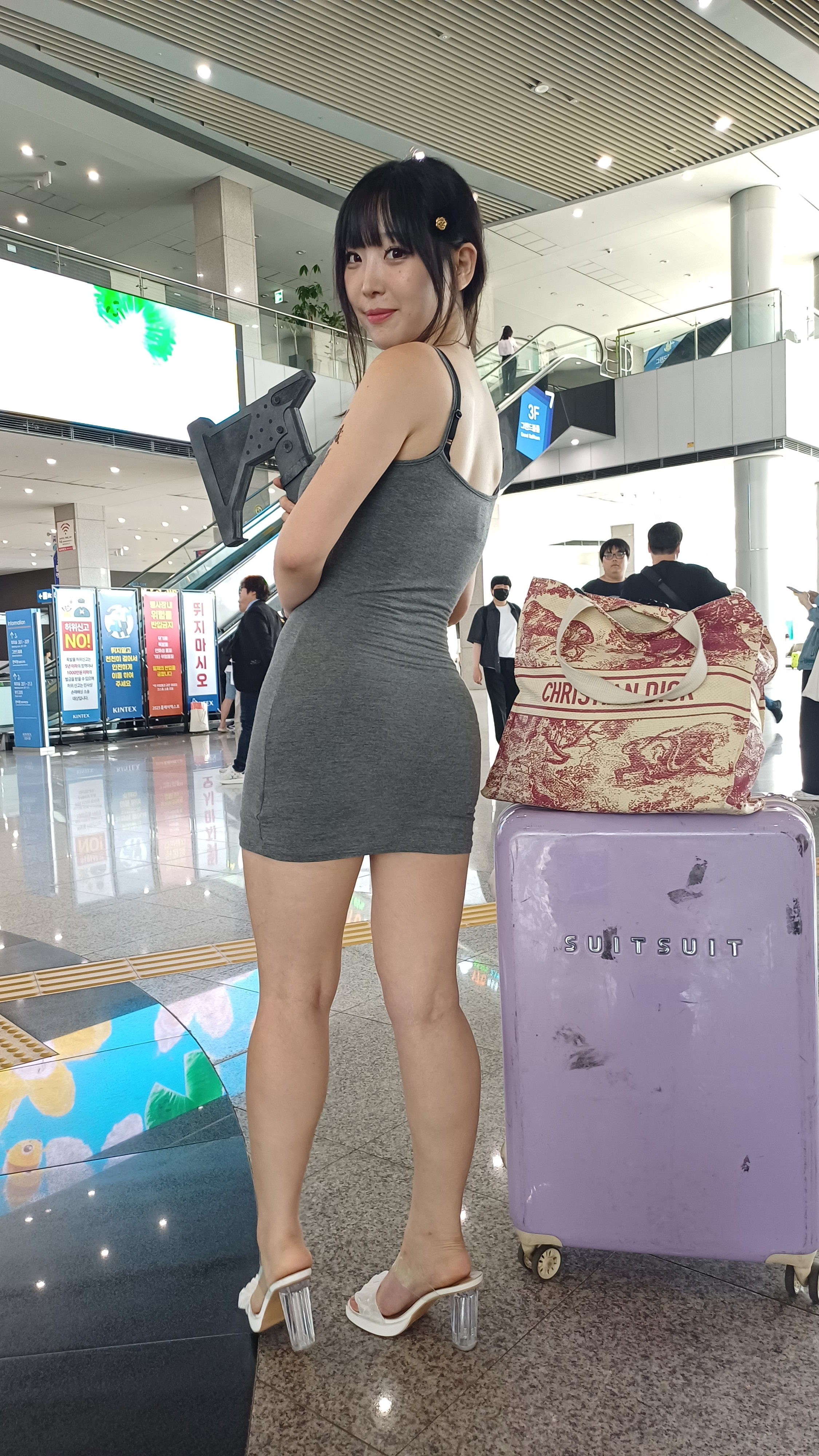
승리의 여신: 니케의 킬러와이프 코스프레 2
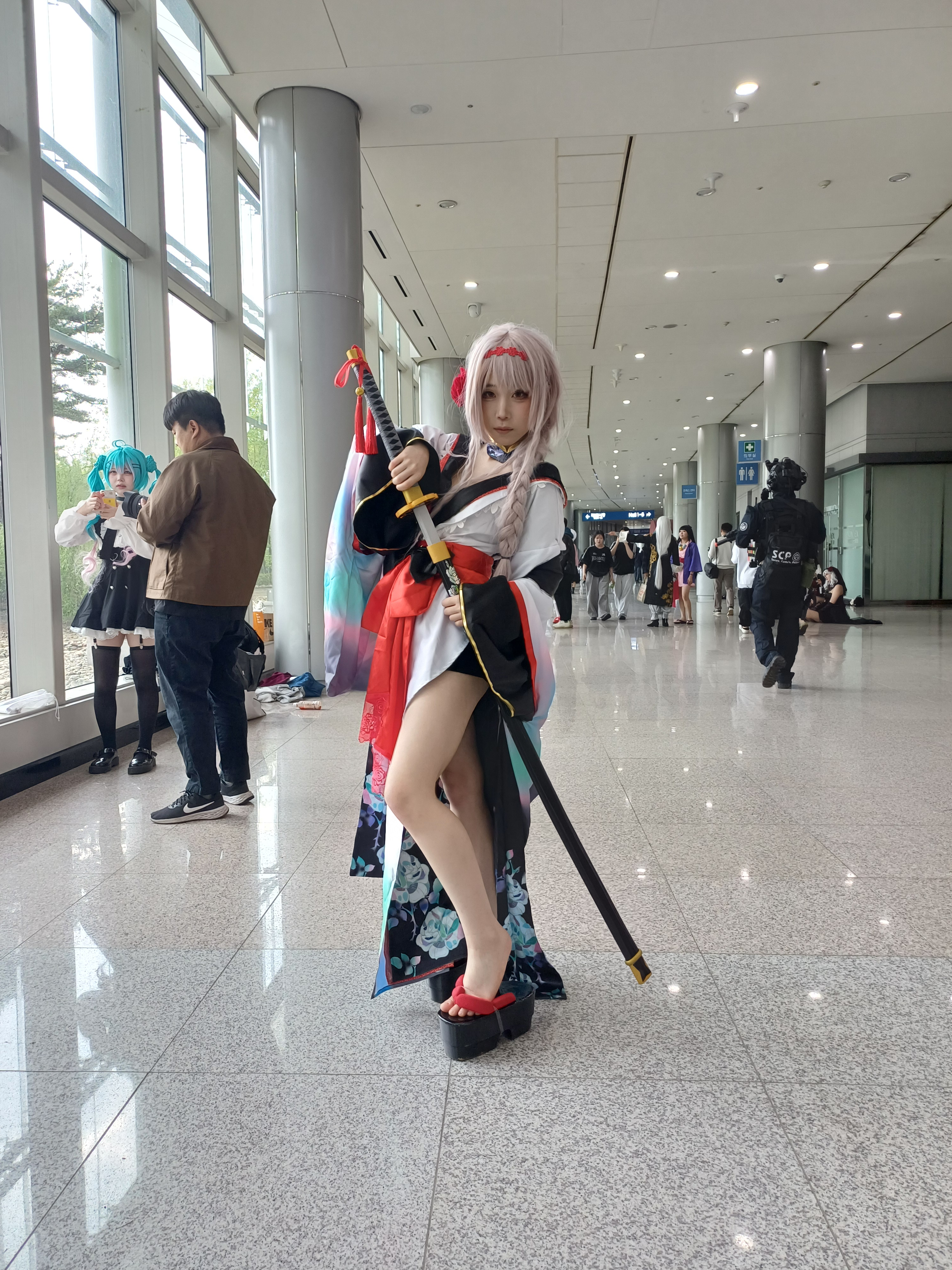
승리의 여신: 니케의 홍련:흑영 코스프레
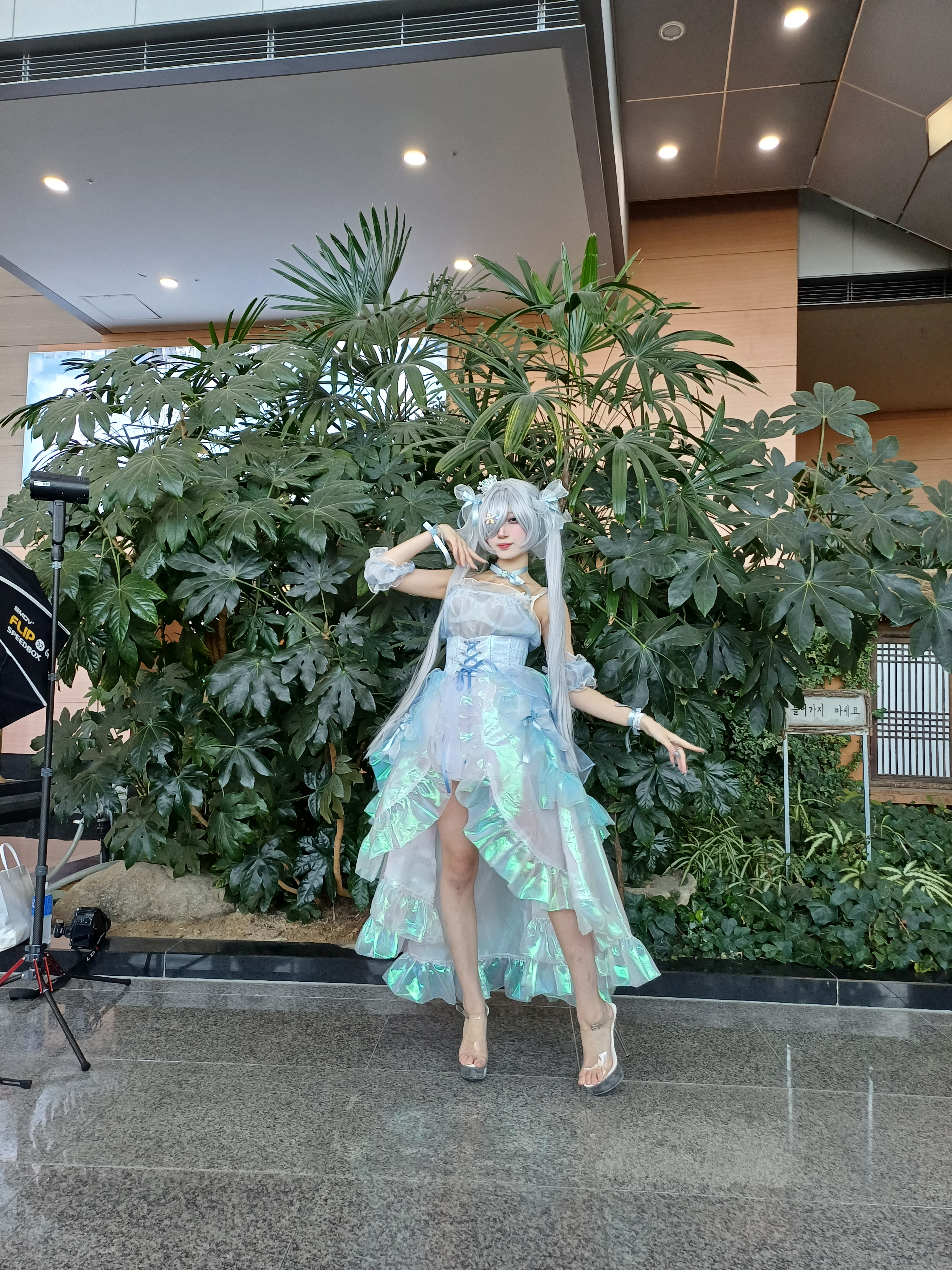
승리의 여신: 니케의 신데렐라:유리공주 코스프레
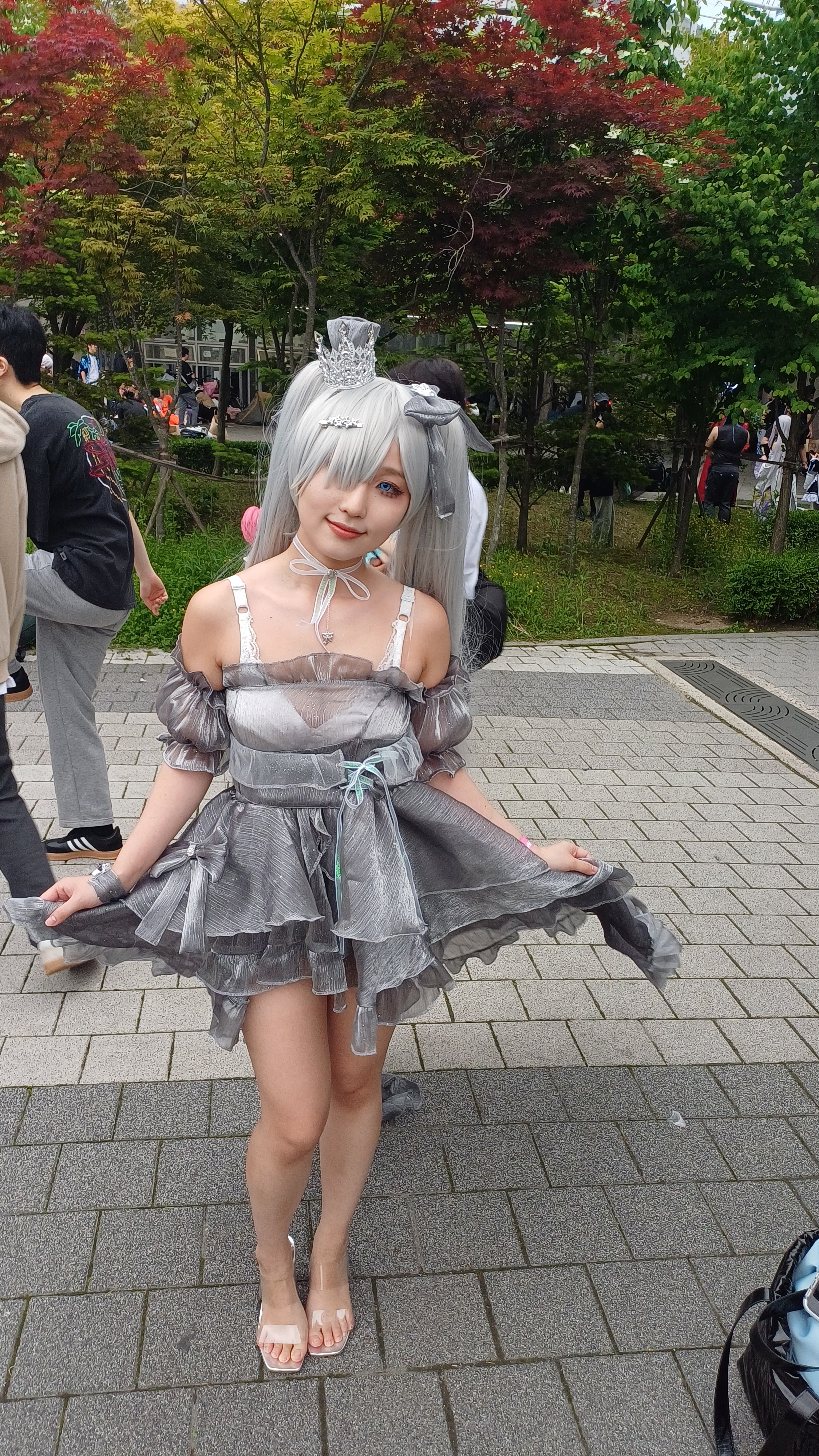
승리의 여신: 니케의 신데렐라:유리공주 코스프레 2
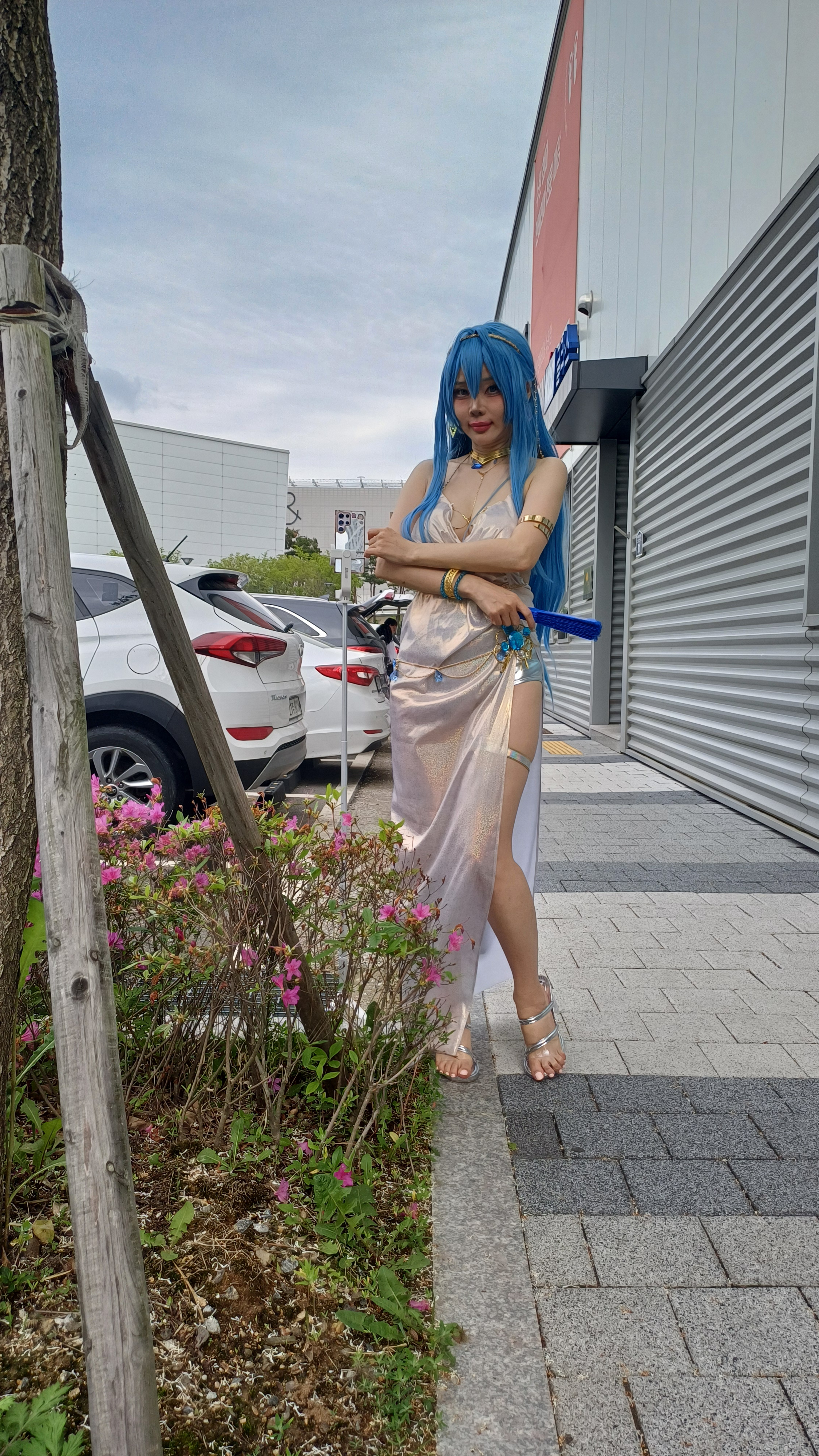
승리의 여신: 니케의 헬름 코스프레
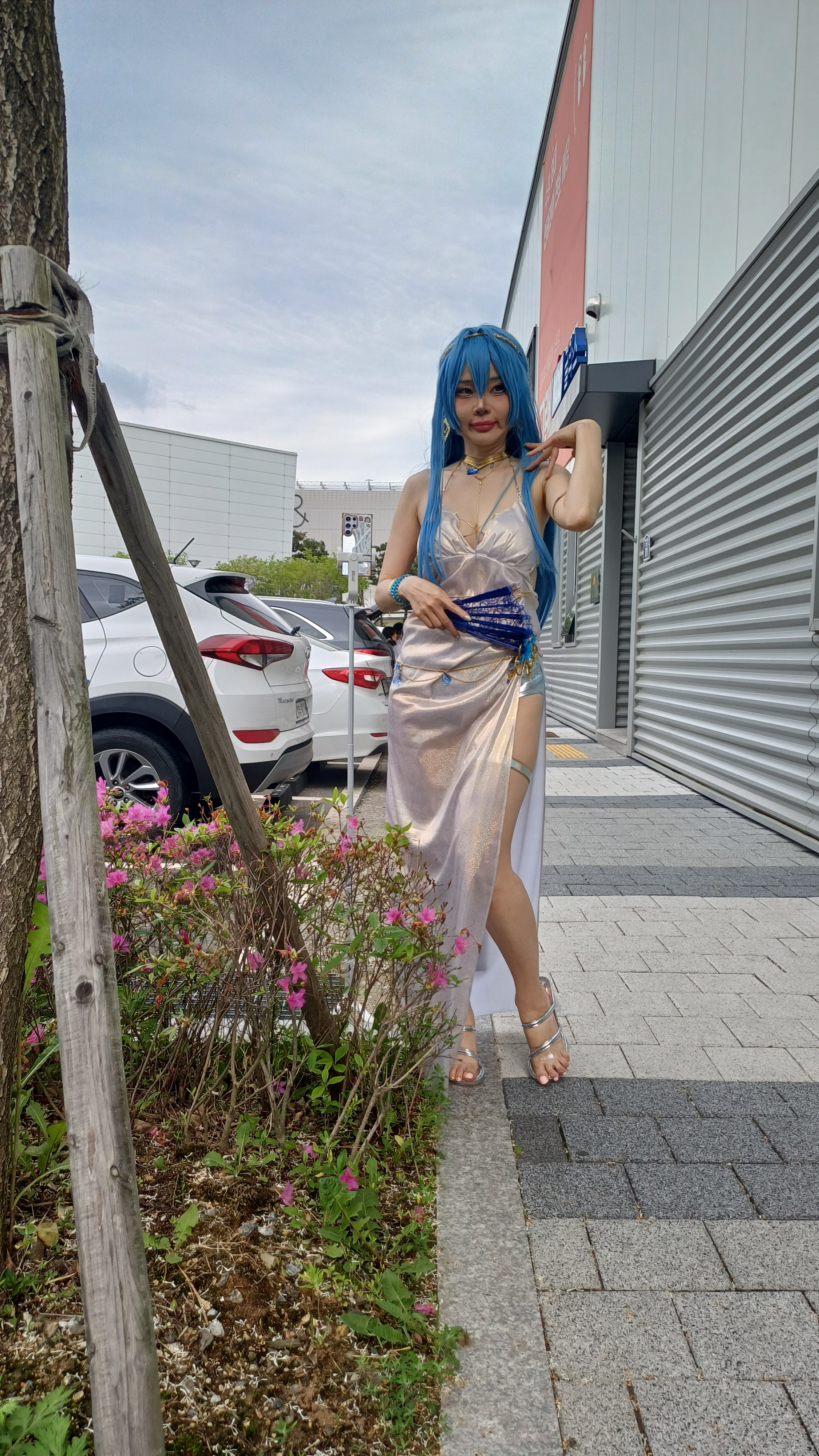
승리의 여신: 니케의 헬름 코스프레 2
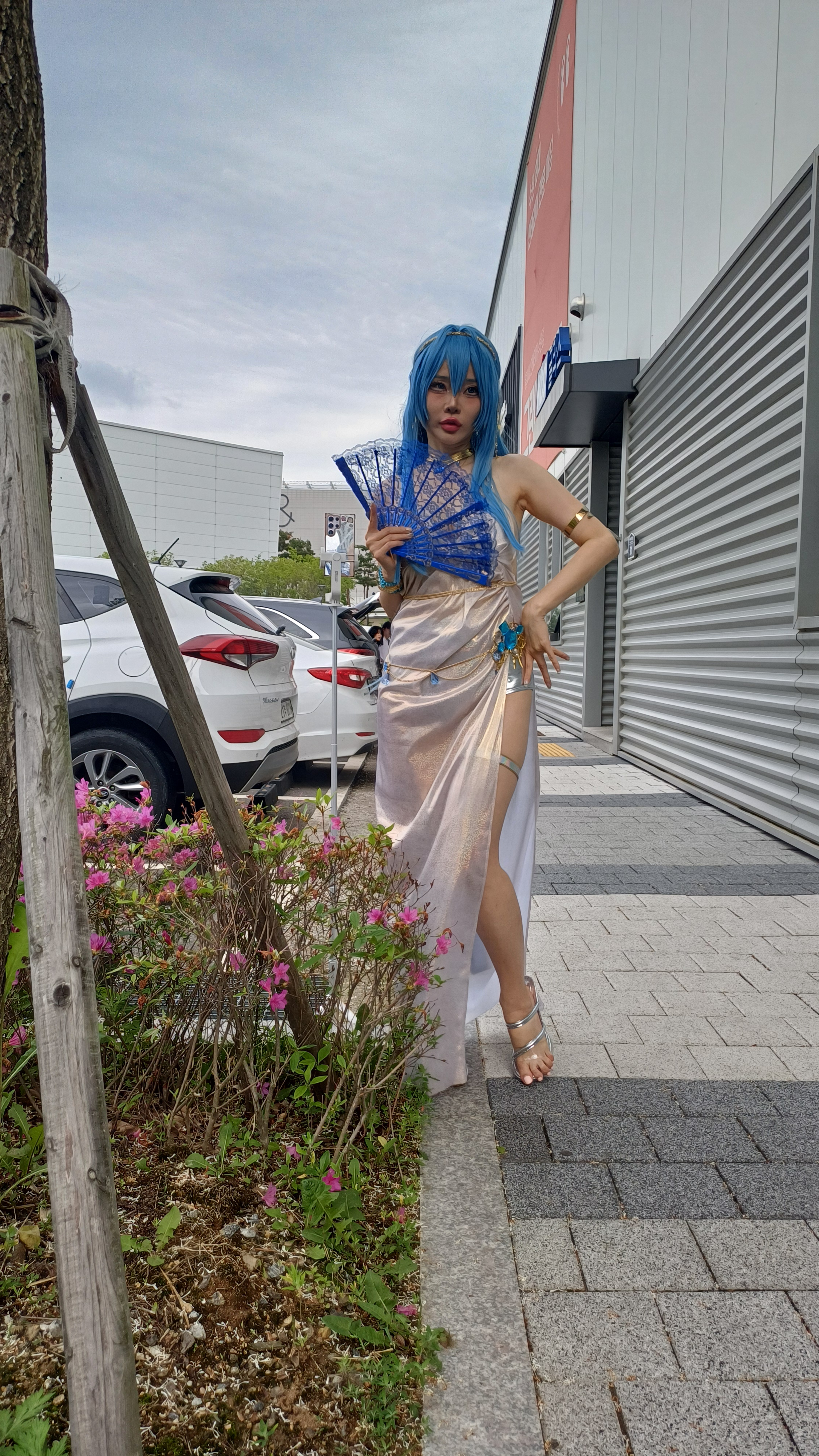
승리의 여신: 니케의 헬름 코스프레 3
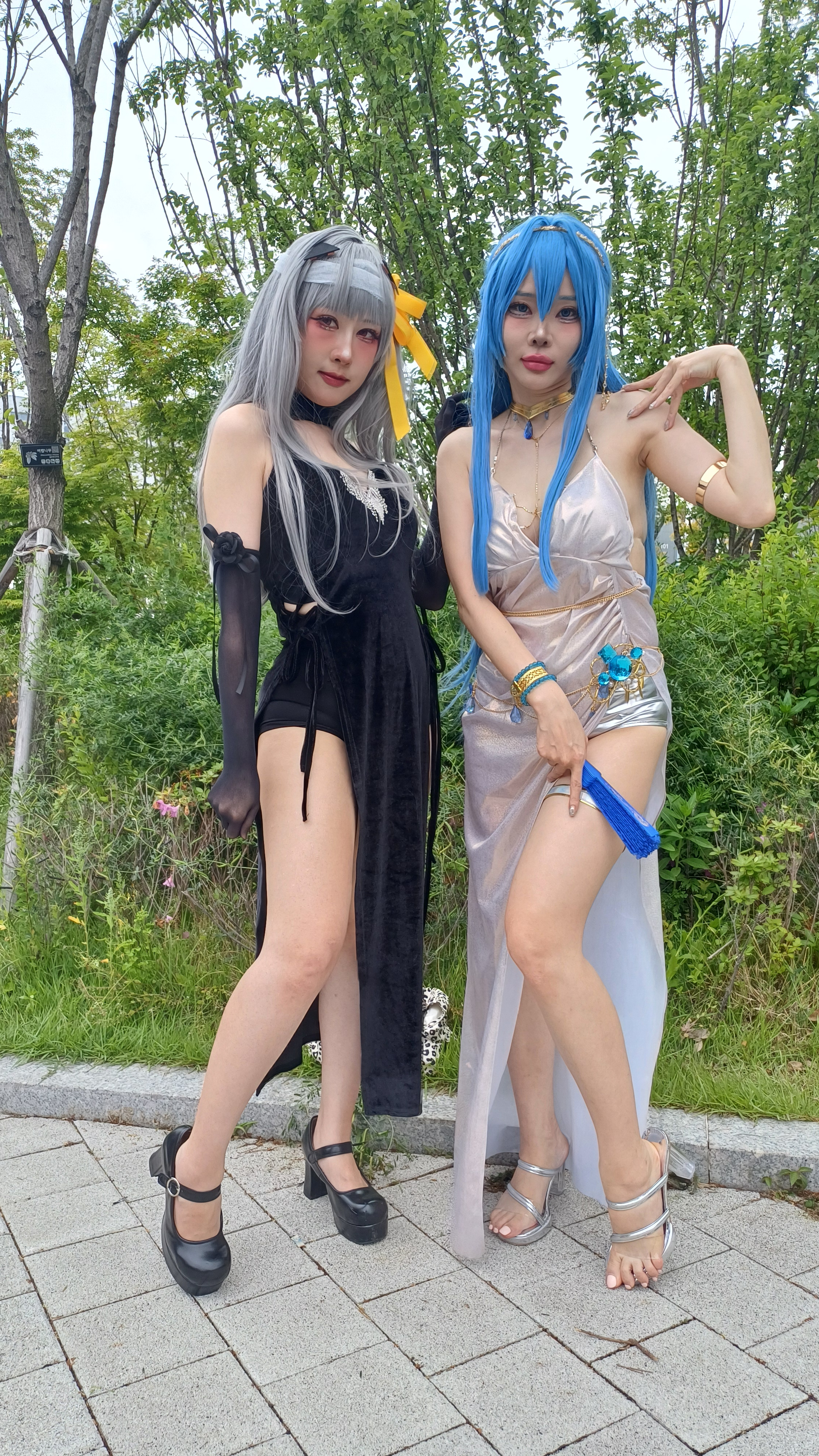
승리의 여신 니케 모더니아&헬름 코스프레
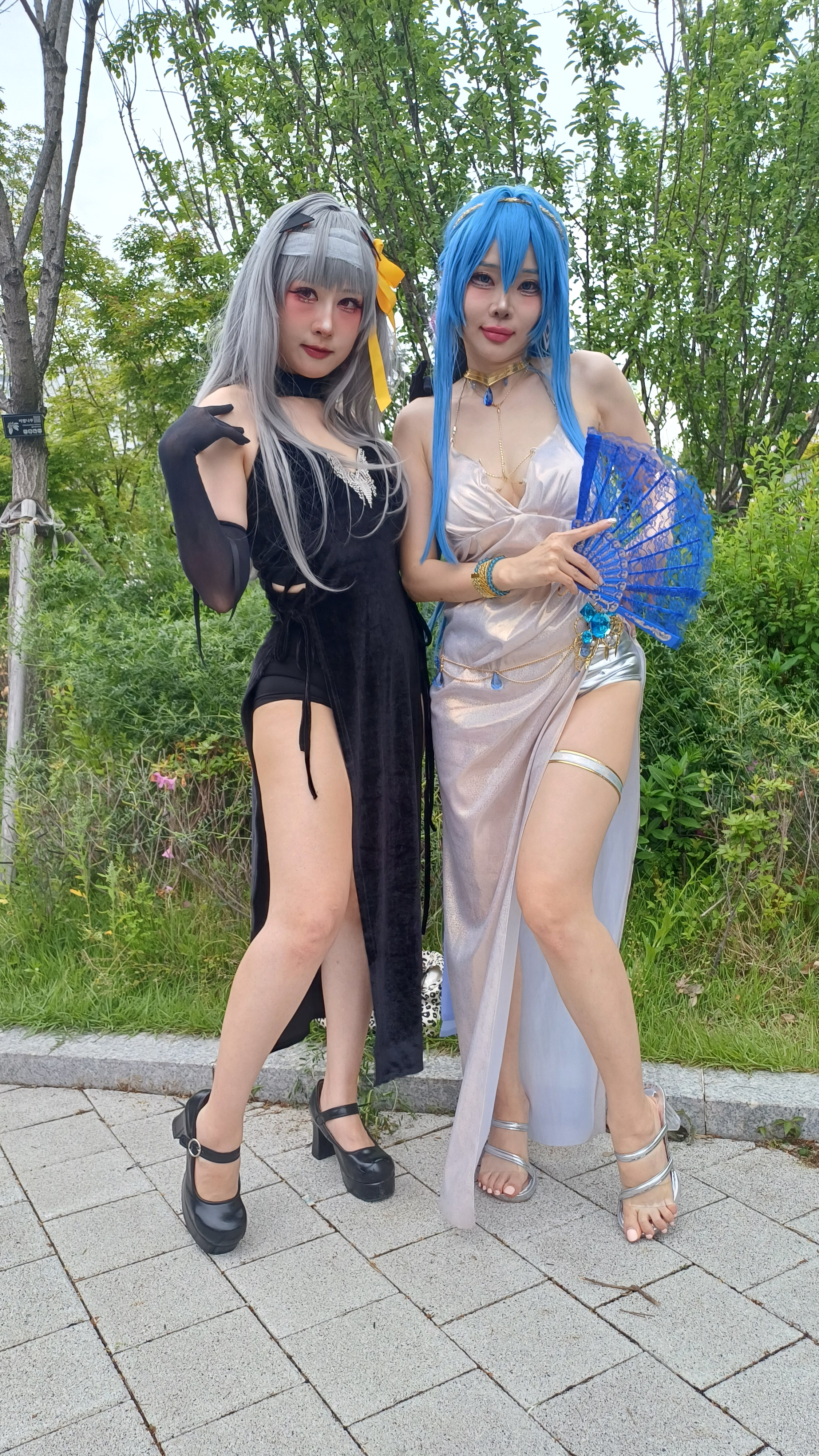
승리의 여신 니케 모더니아&헬름 코스프레 2
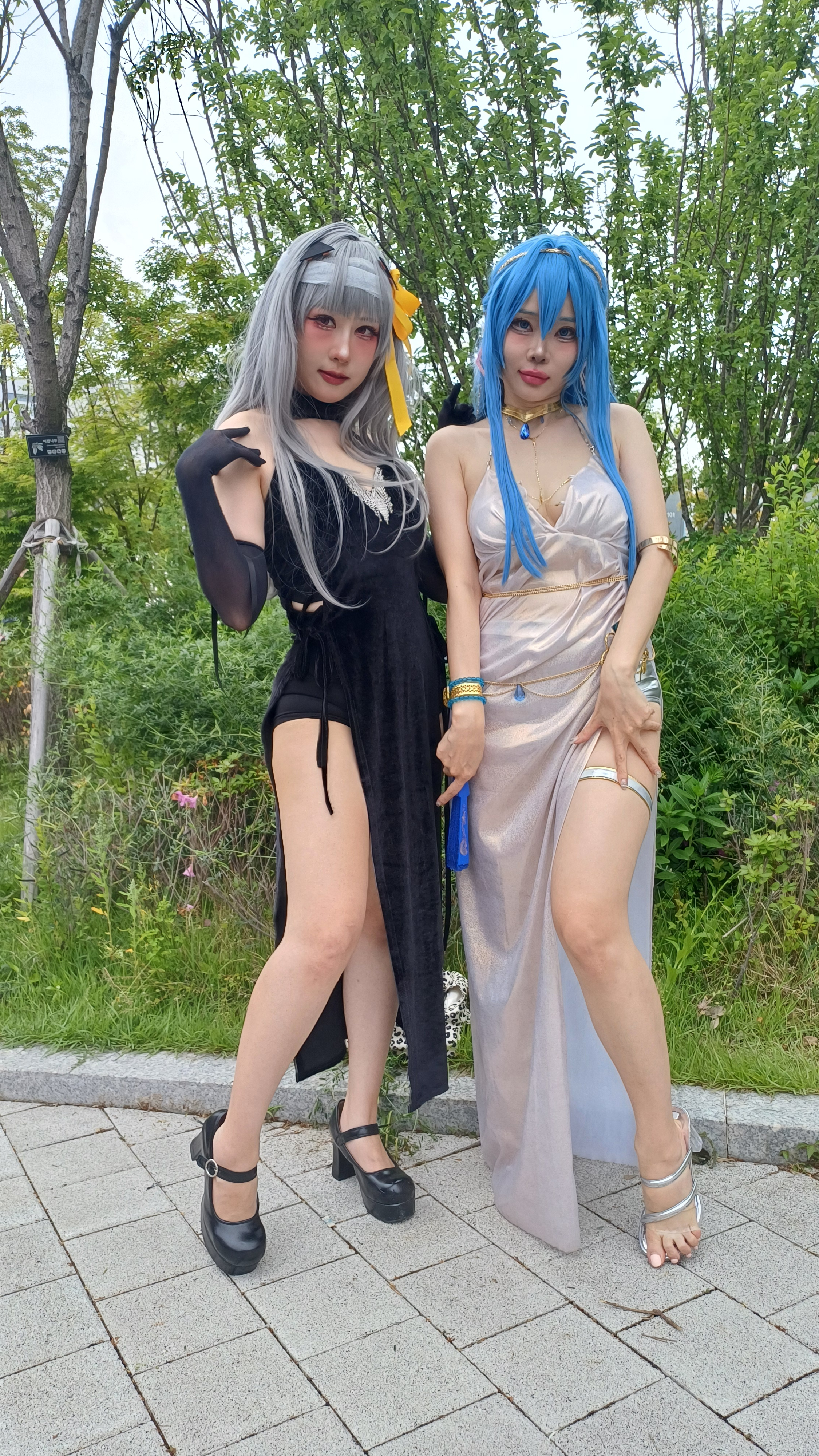
승리의 여신 니케 모더니아&헬름 코스프레 3
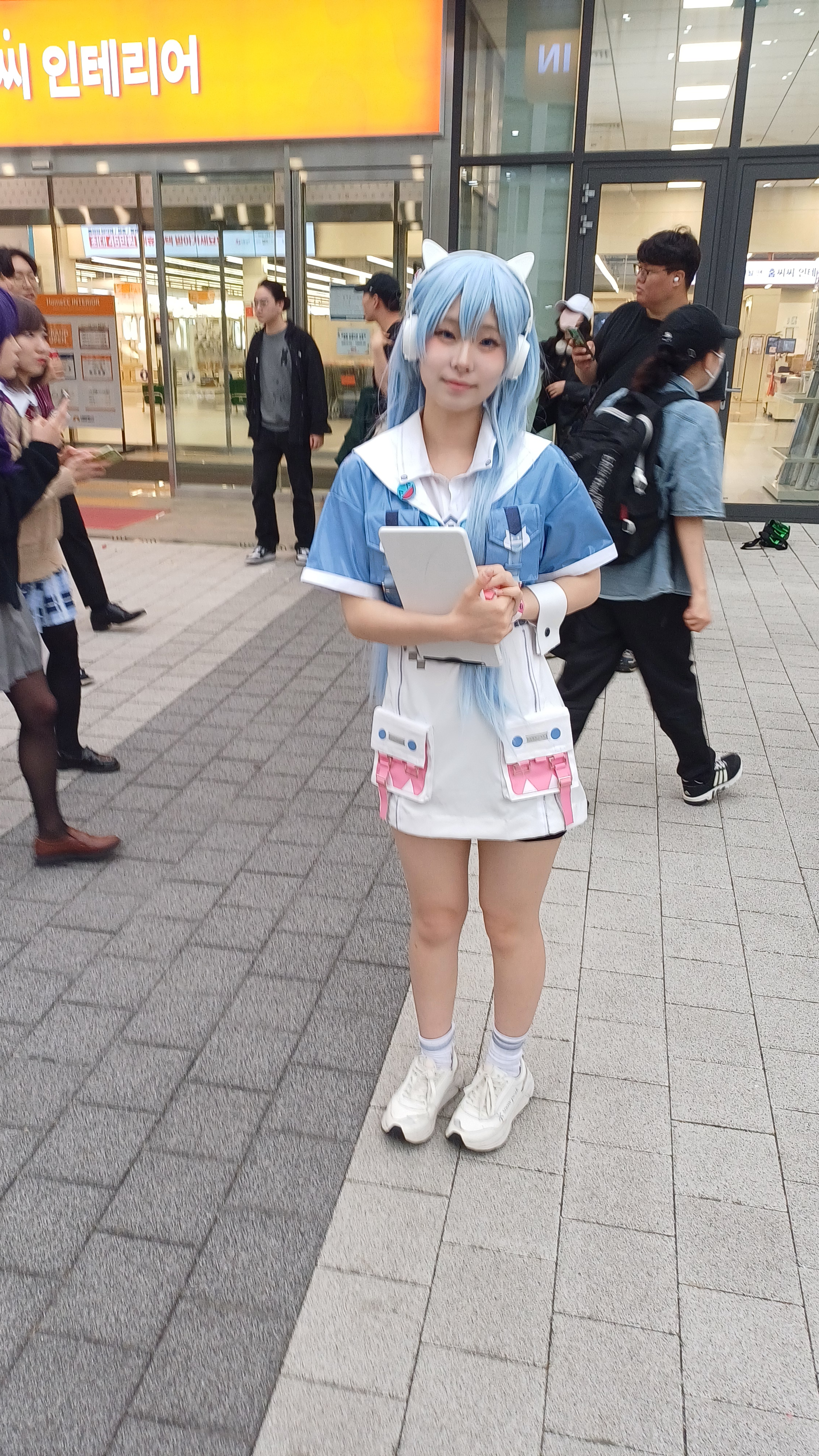
승리의 여신 니케 시프티 코스프레
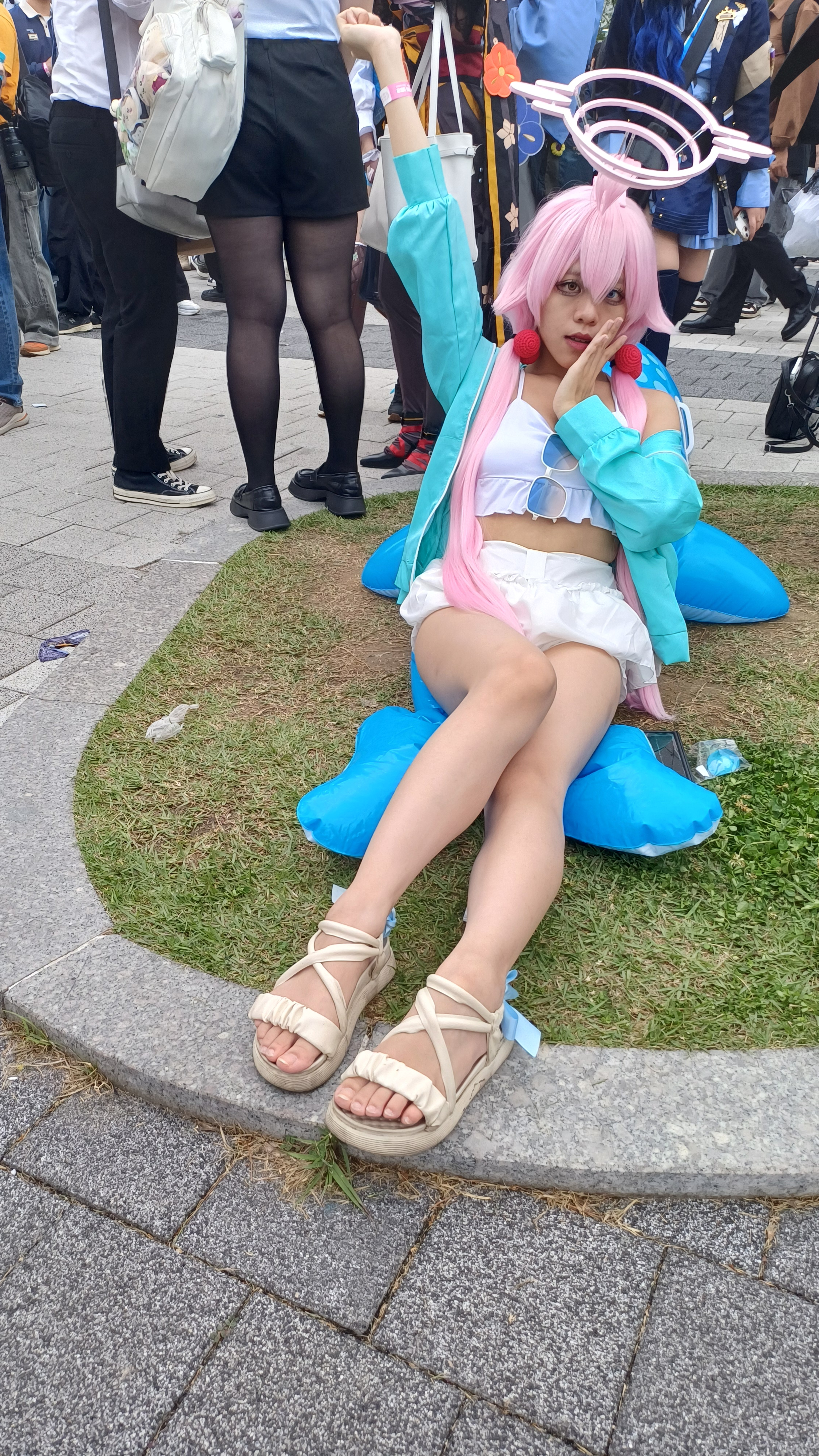
블루 아카이브 타카나시 호시노 코스프레
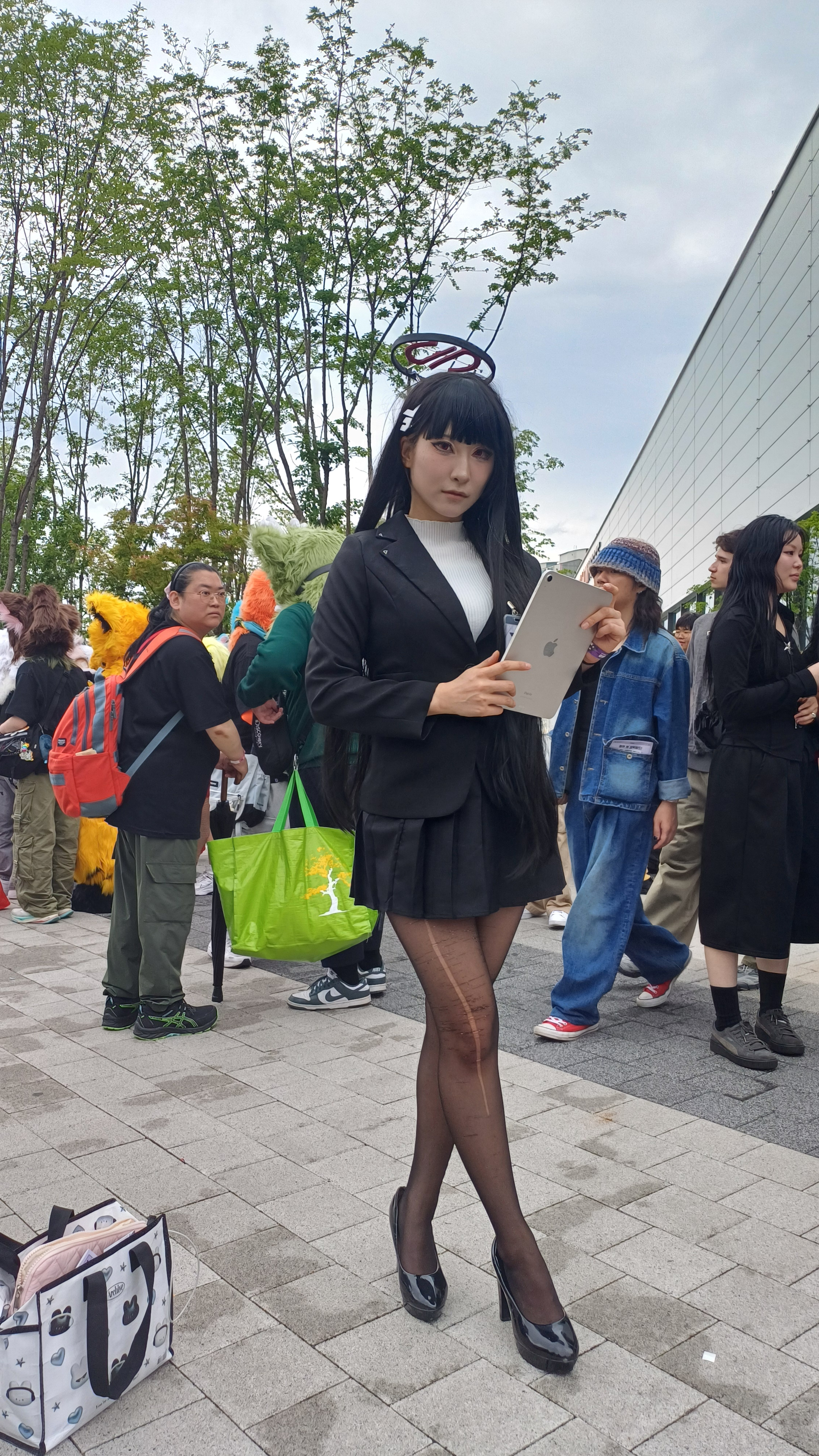
블루 아카이브 리오 코스프레
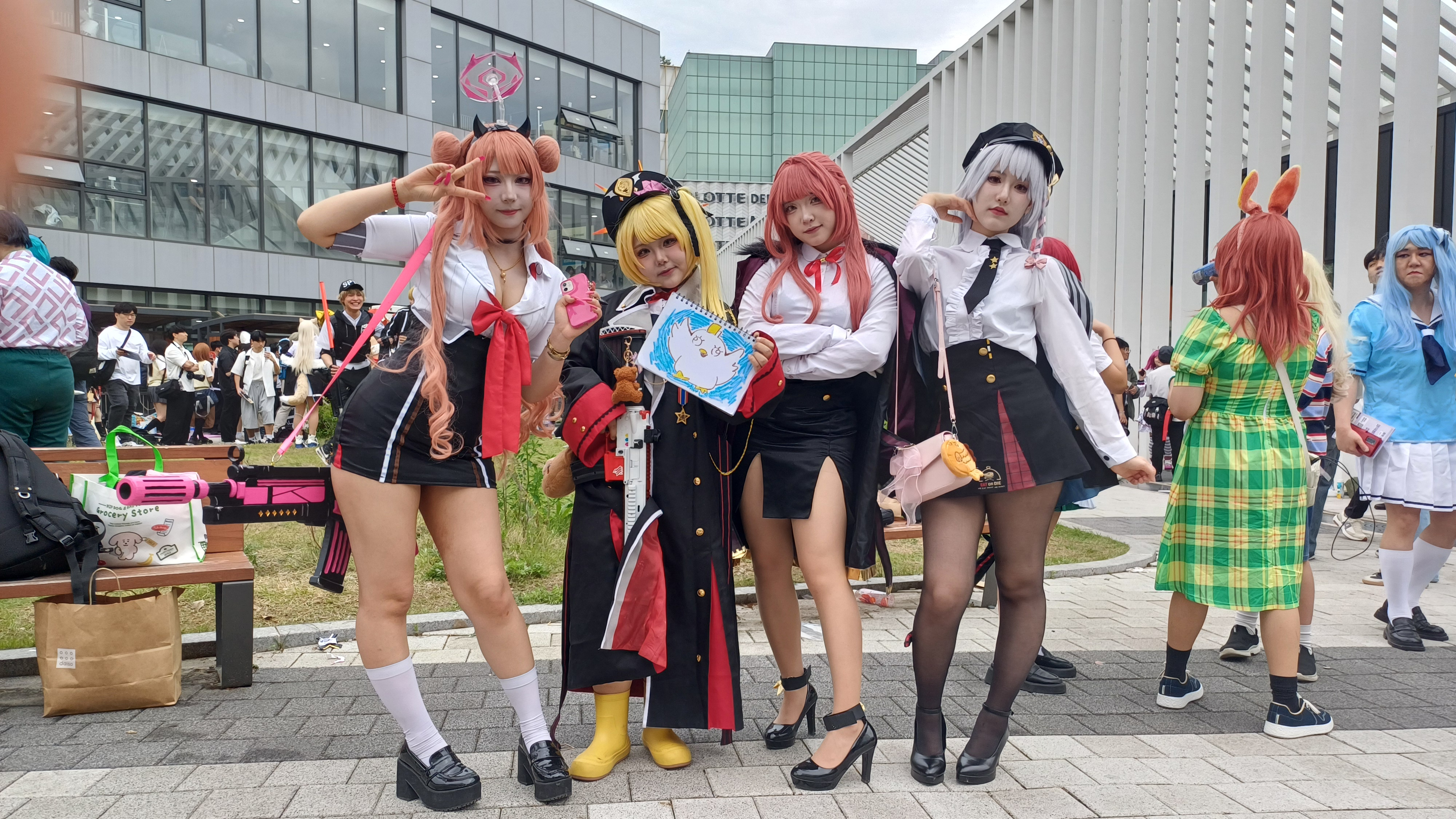
블루아카이브 코스프레
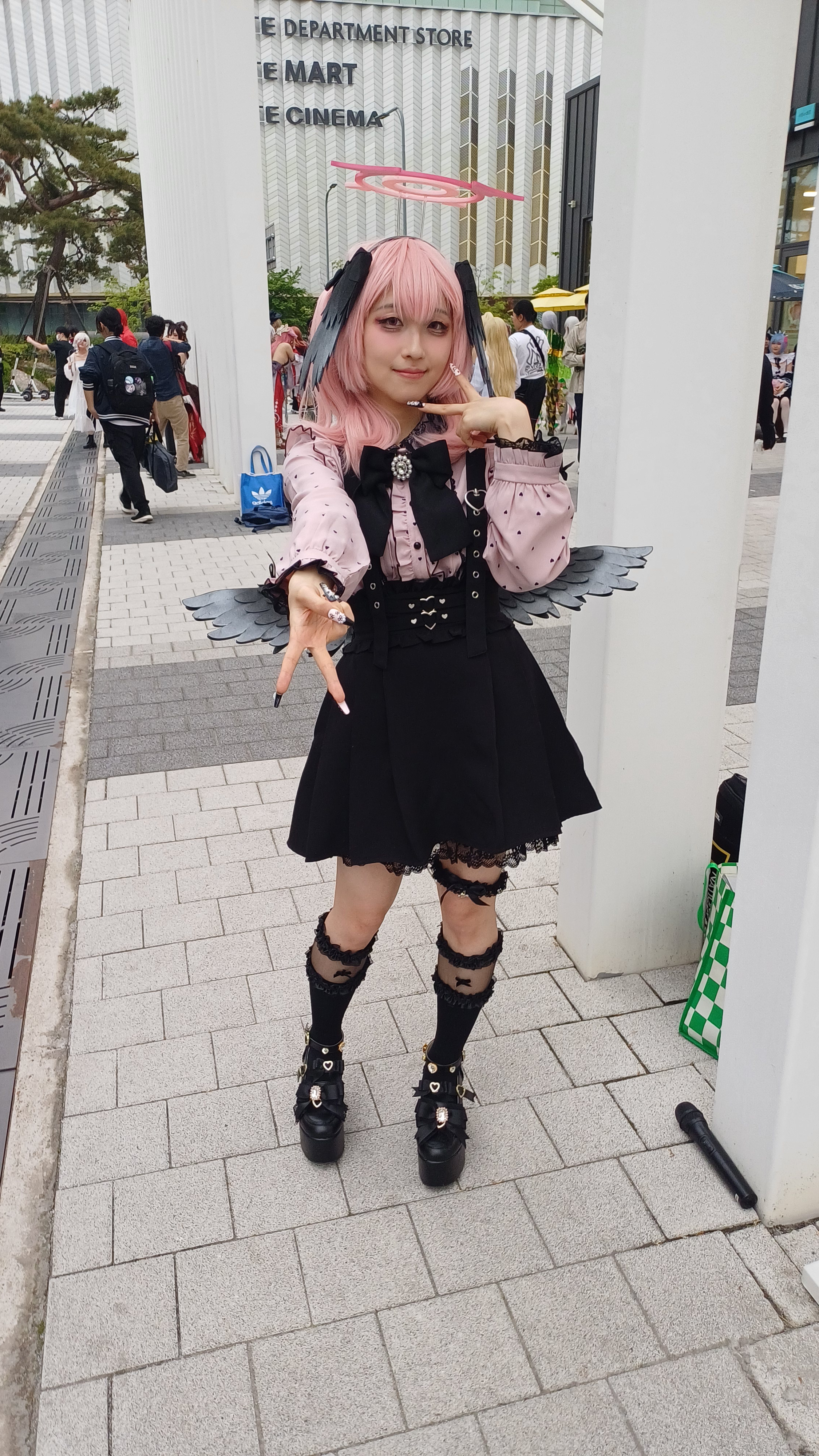
블루아카이브 코스프레 3
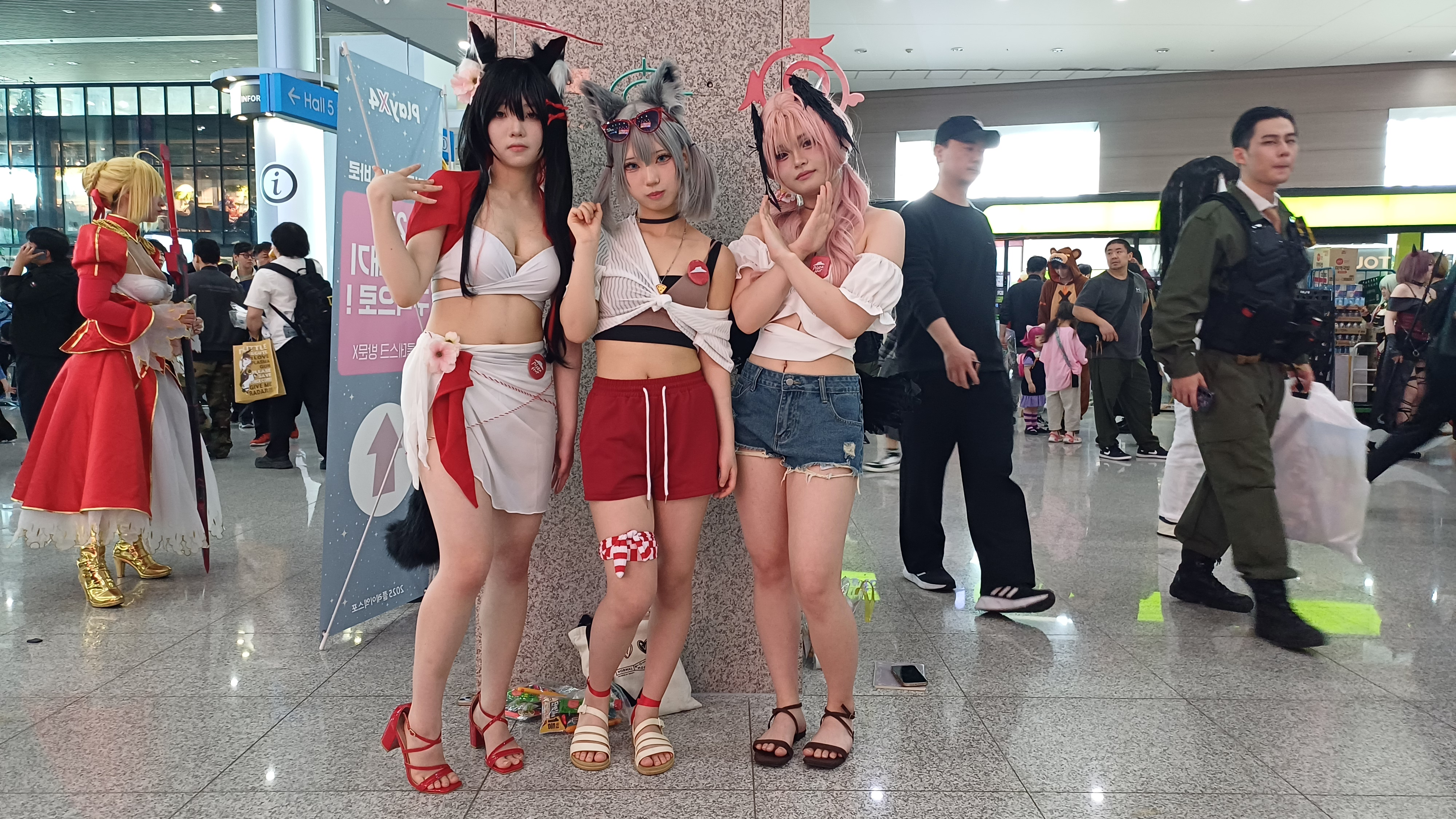
블루아카이브 코스프레 4
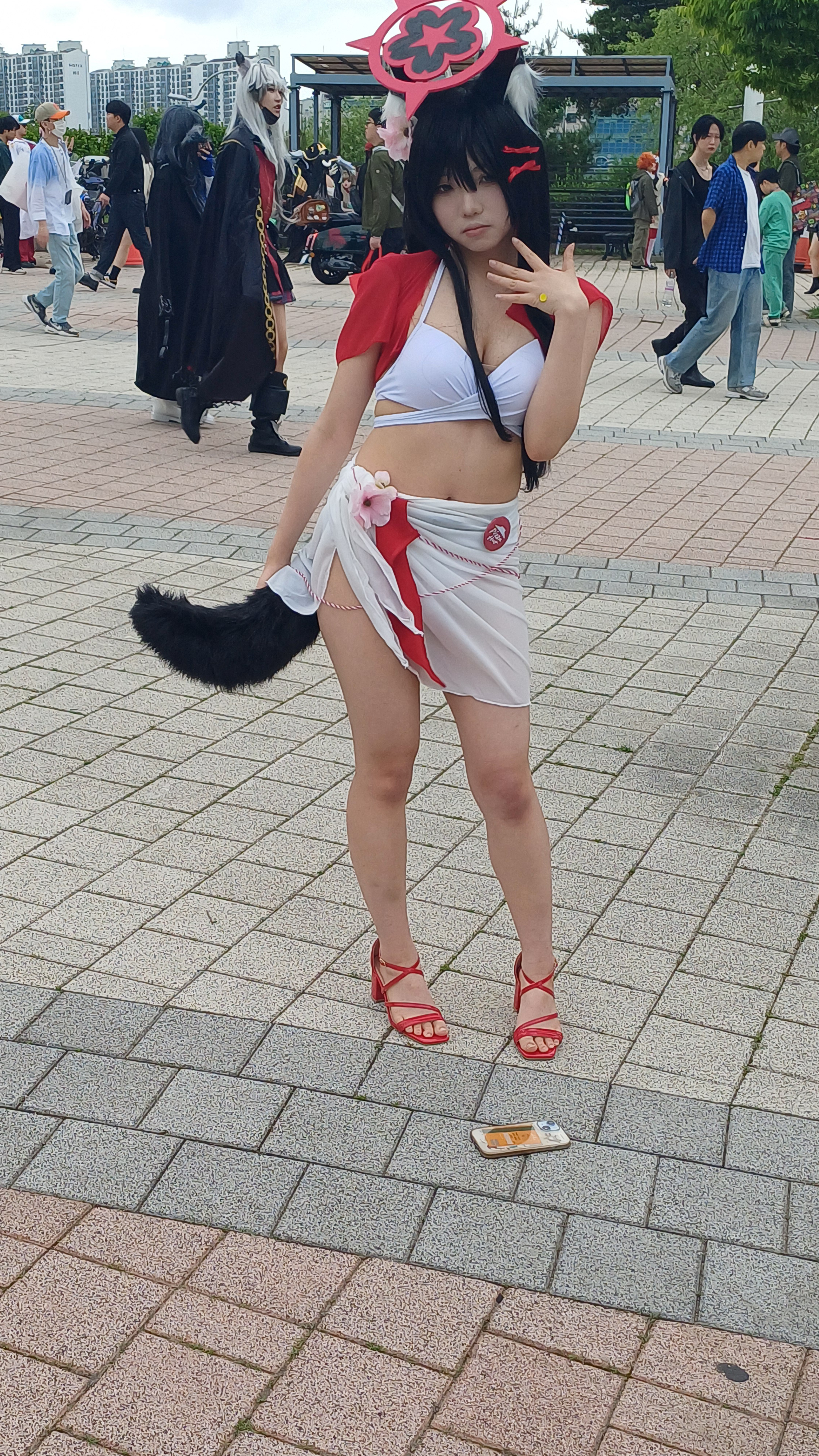
블루 아카이브 코사카 와카모 피자헛 버전 코스프레
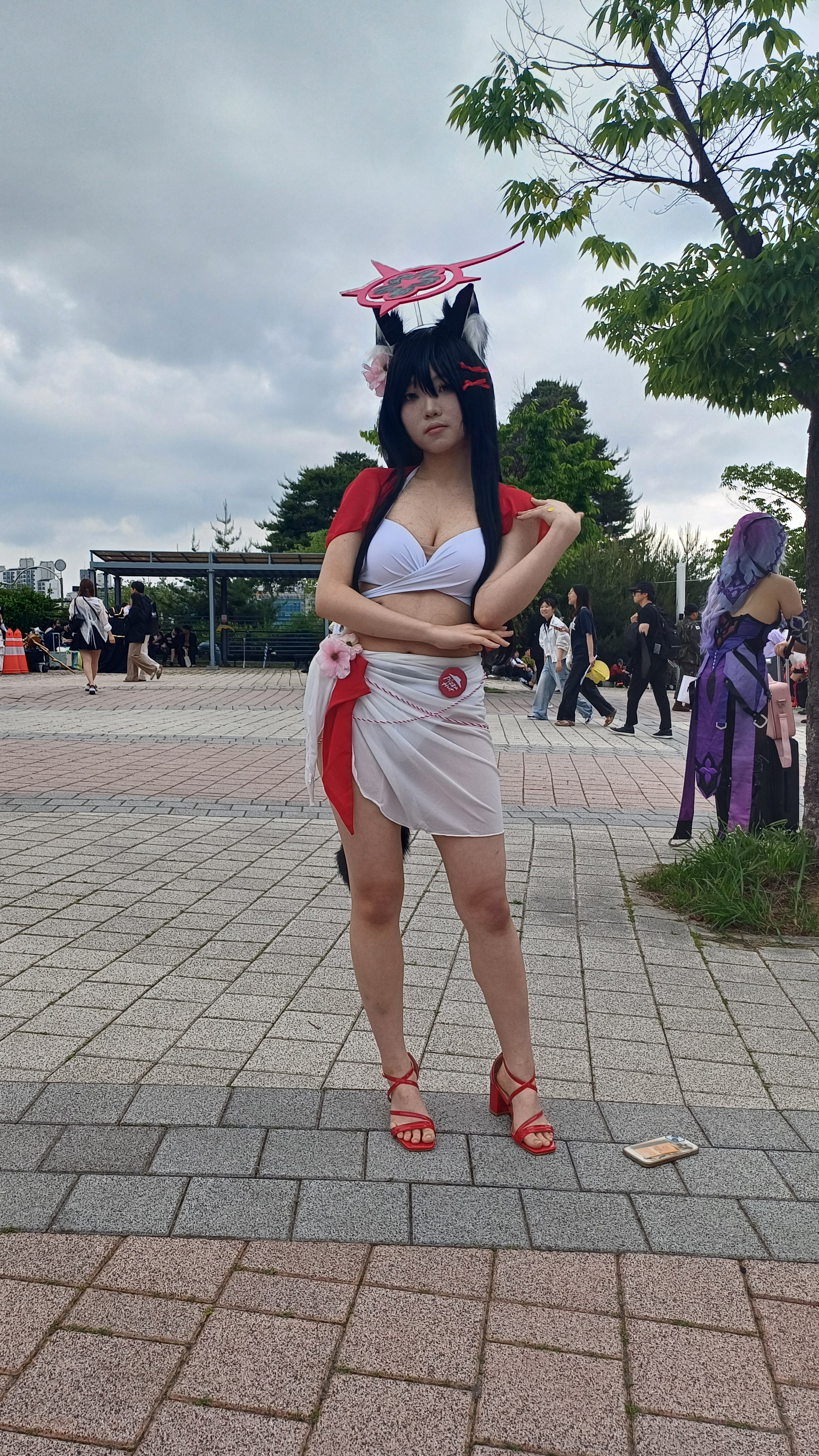
블루 아카이브 코사카 와카모 피자헛 버전 코스프레 2
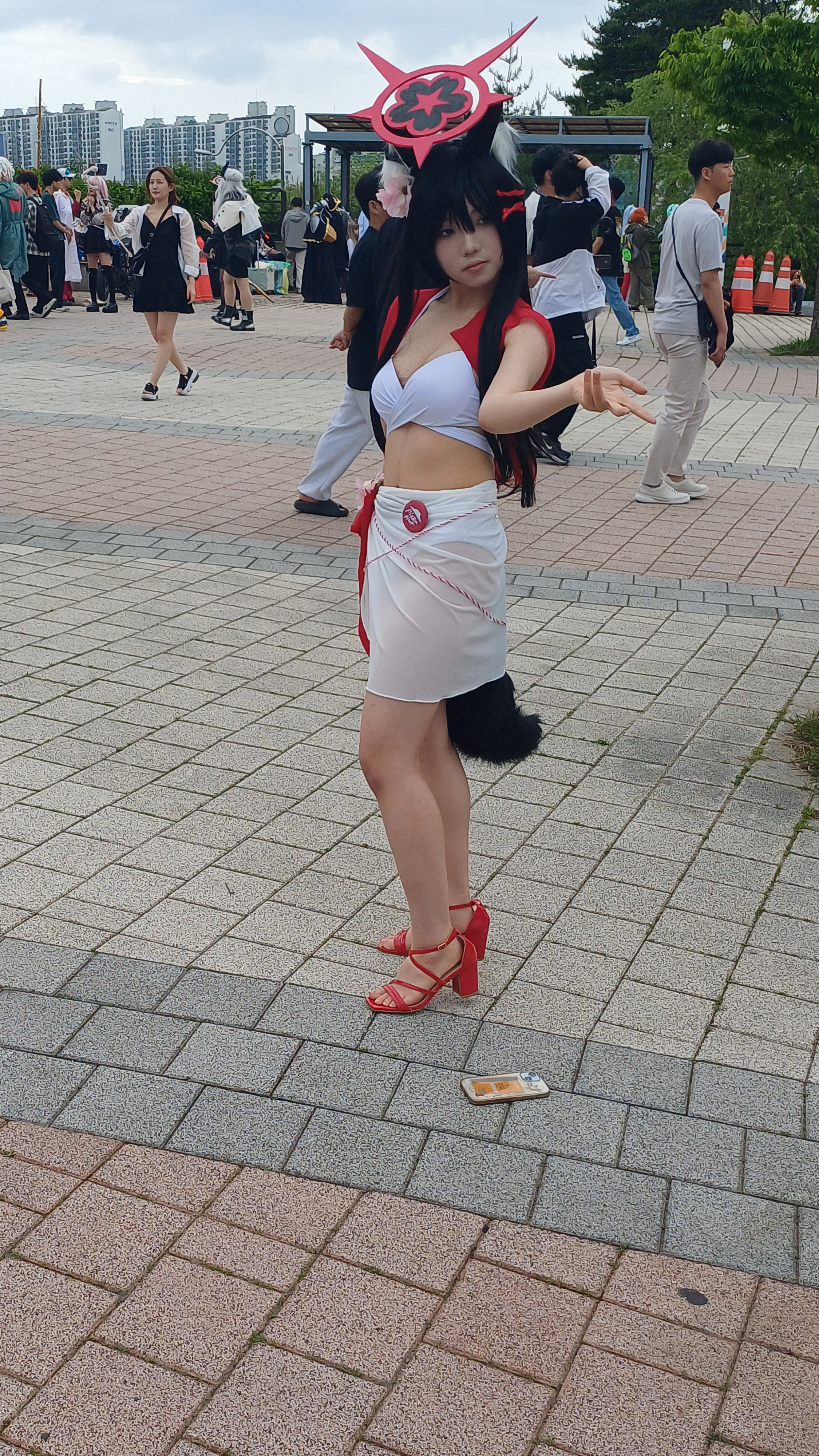
블루 아카이브 코사카 와카모 피자헛 버전 코스프레 3
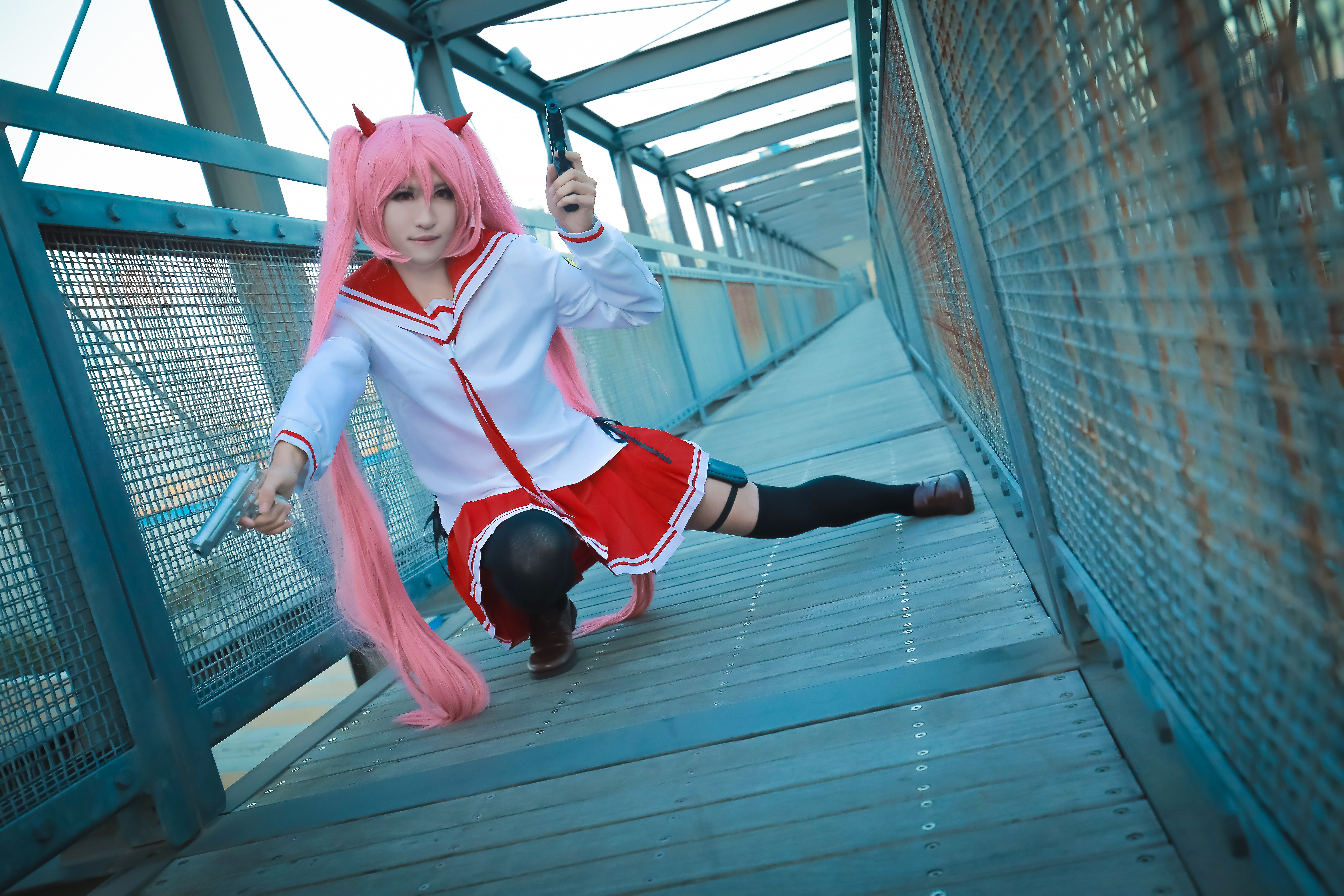
비탄의 아리아 코스프레
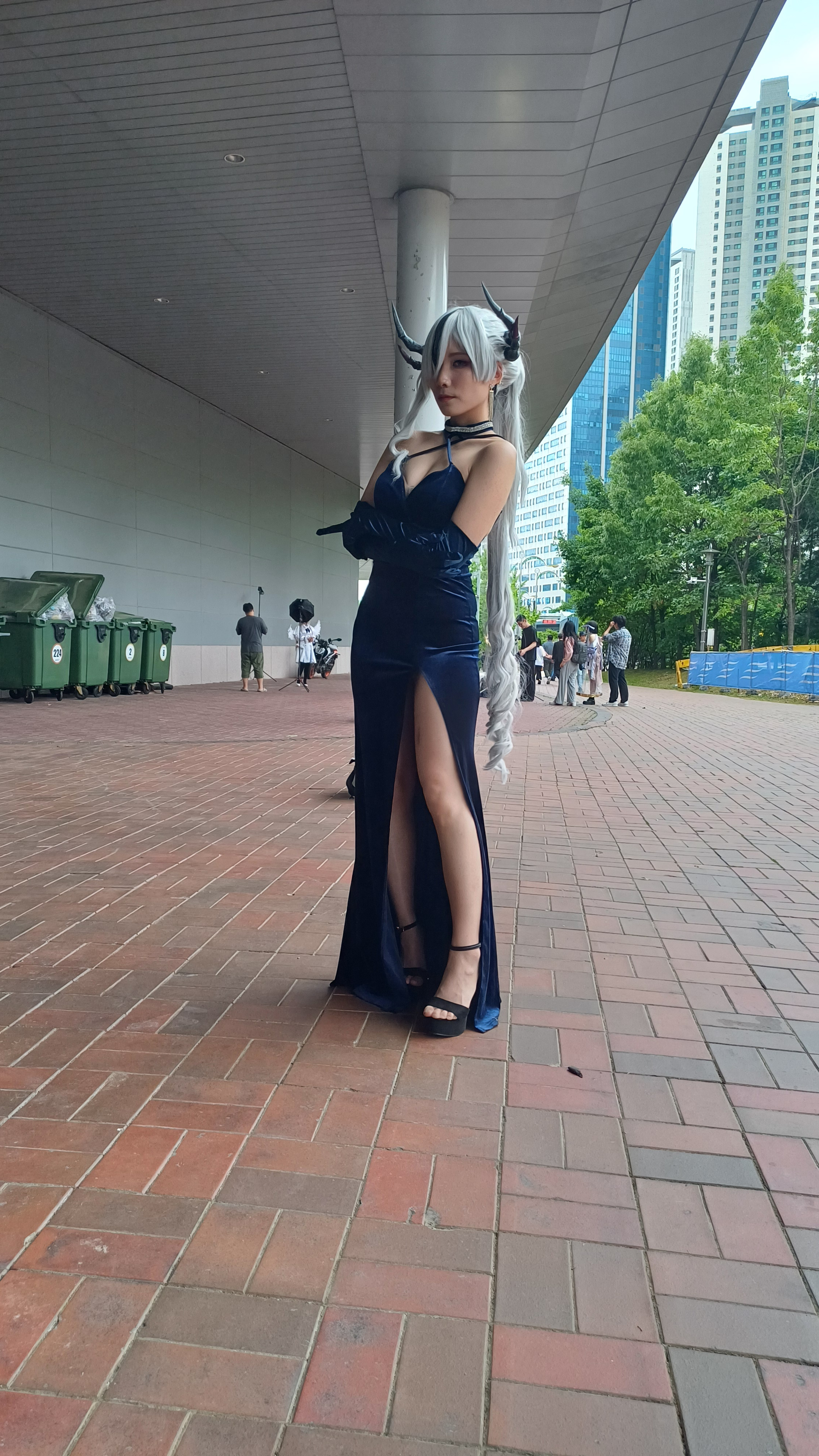
2025 플레이엑스포에서 코스프레
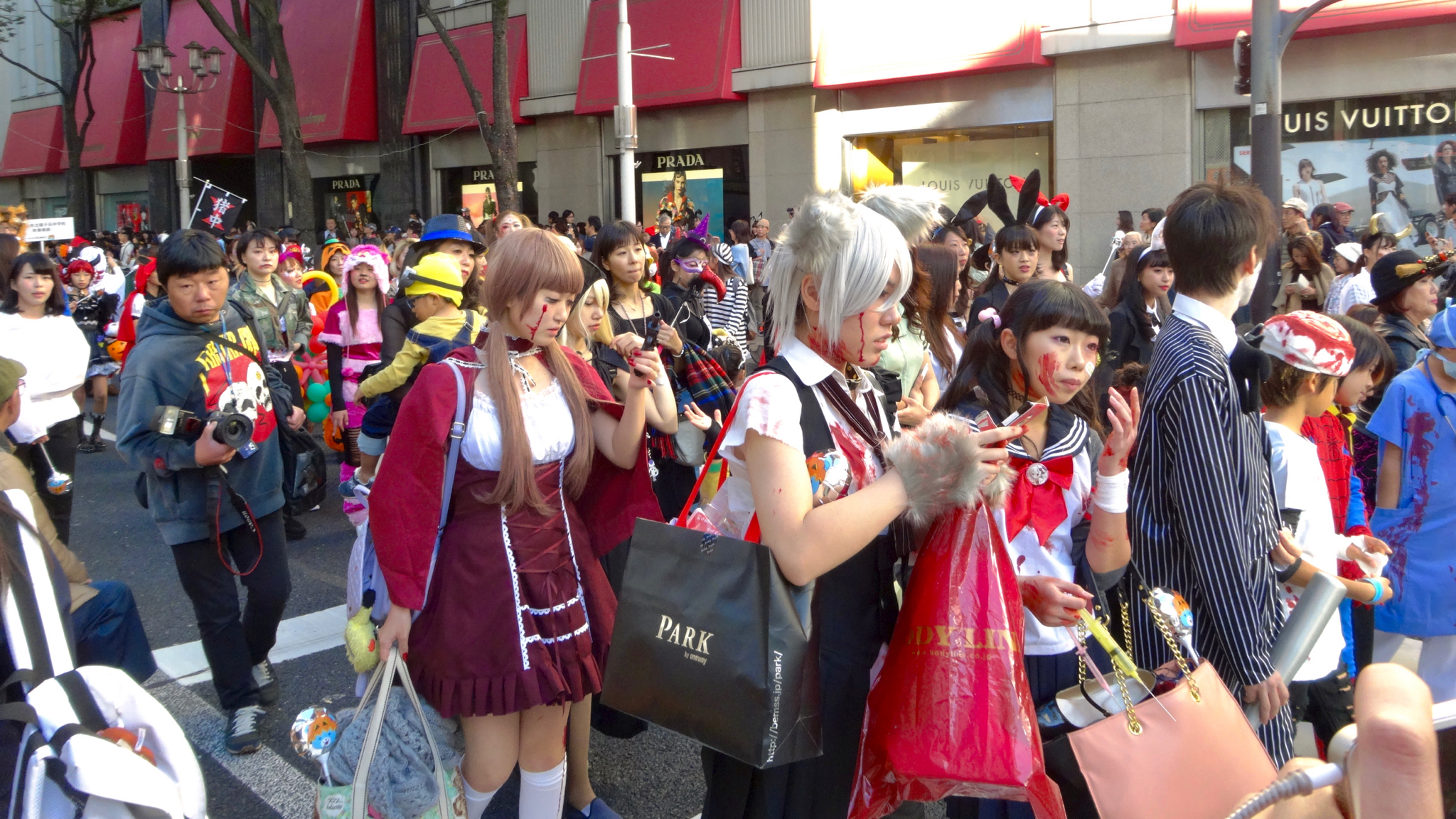
2016년 일본의 할로윈 파티 코스프레
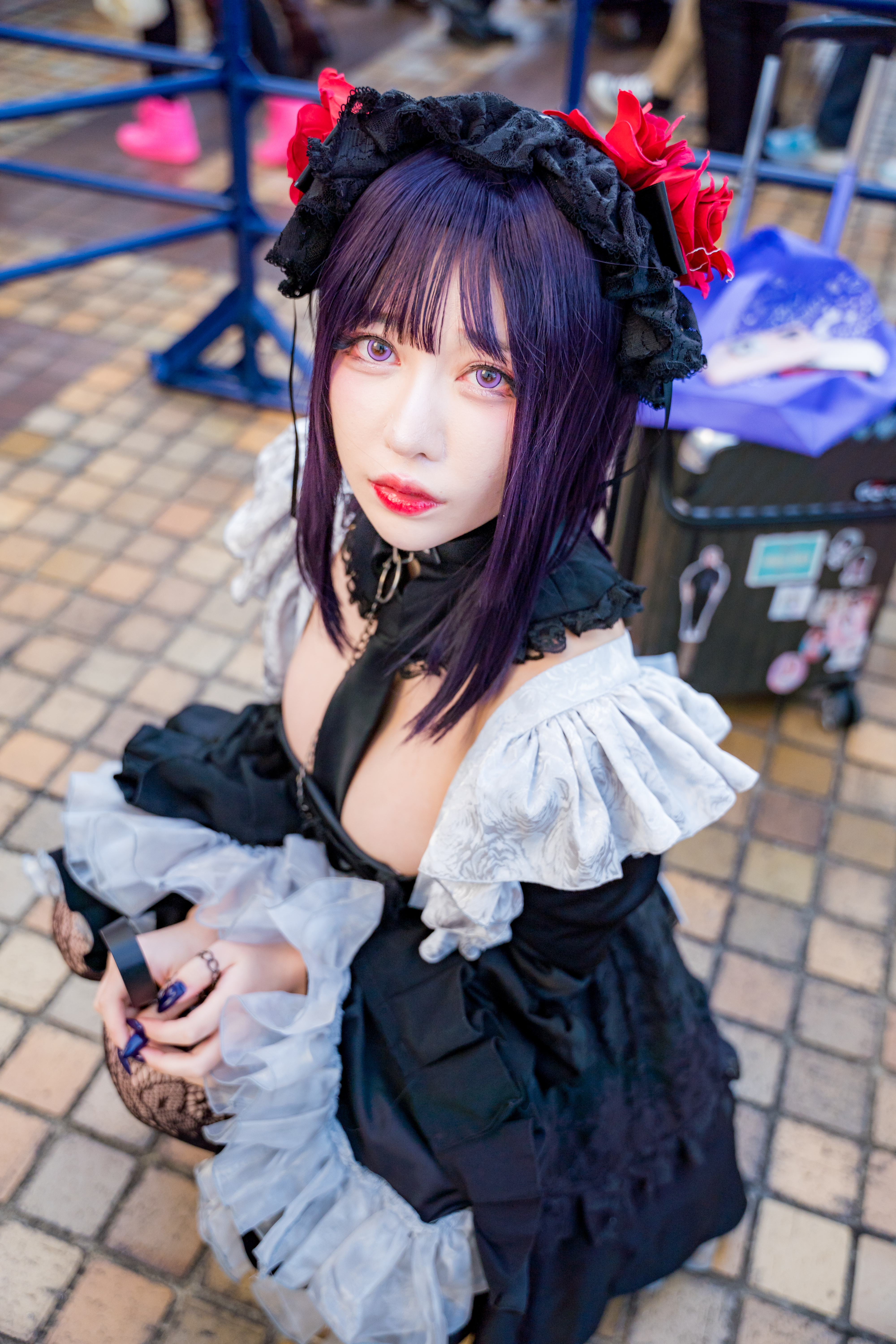
2023년 이케부쿠로 할로윈 코스프레
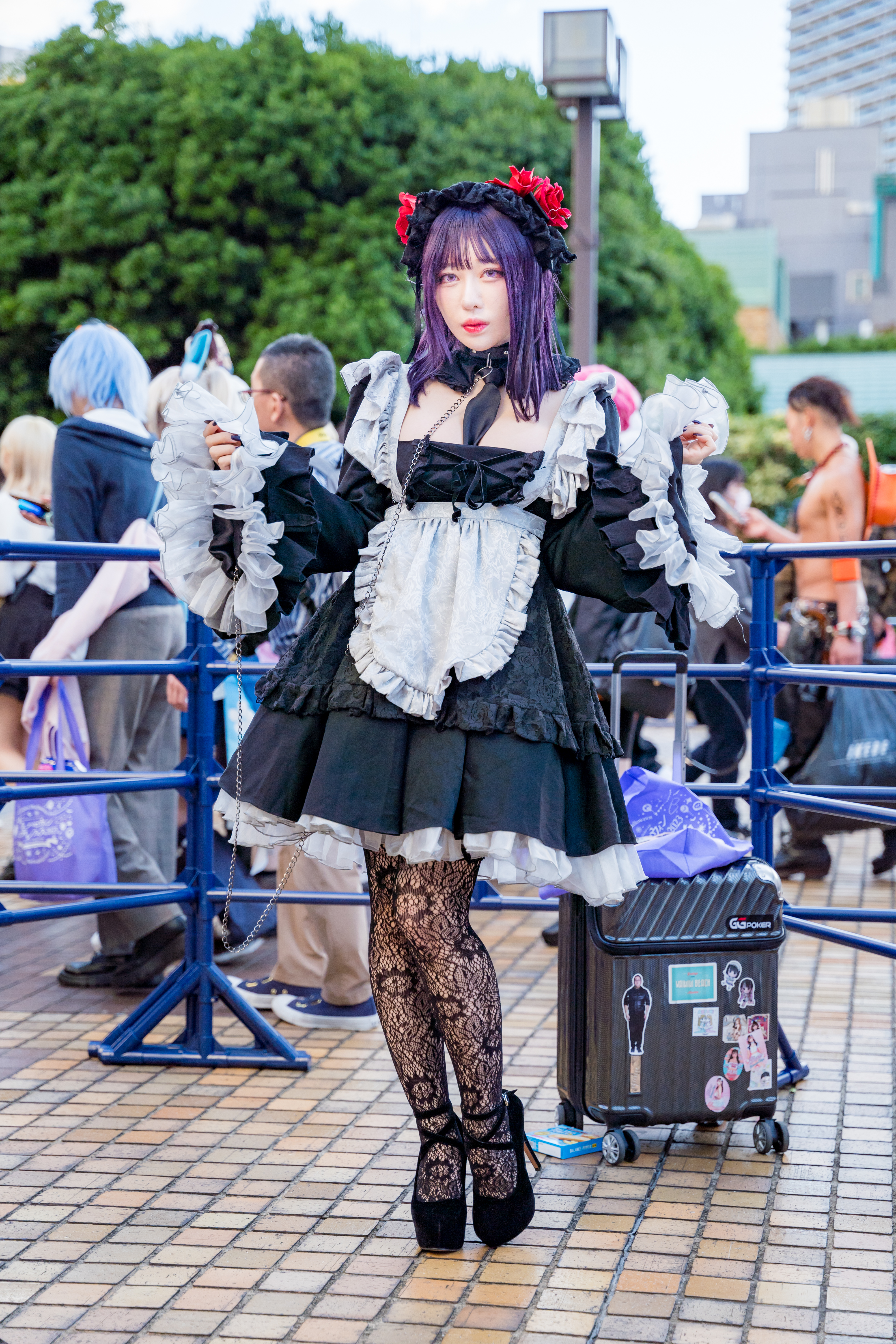
2023년 이케부쿠로 할로윈 코스프레 2
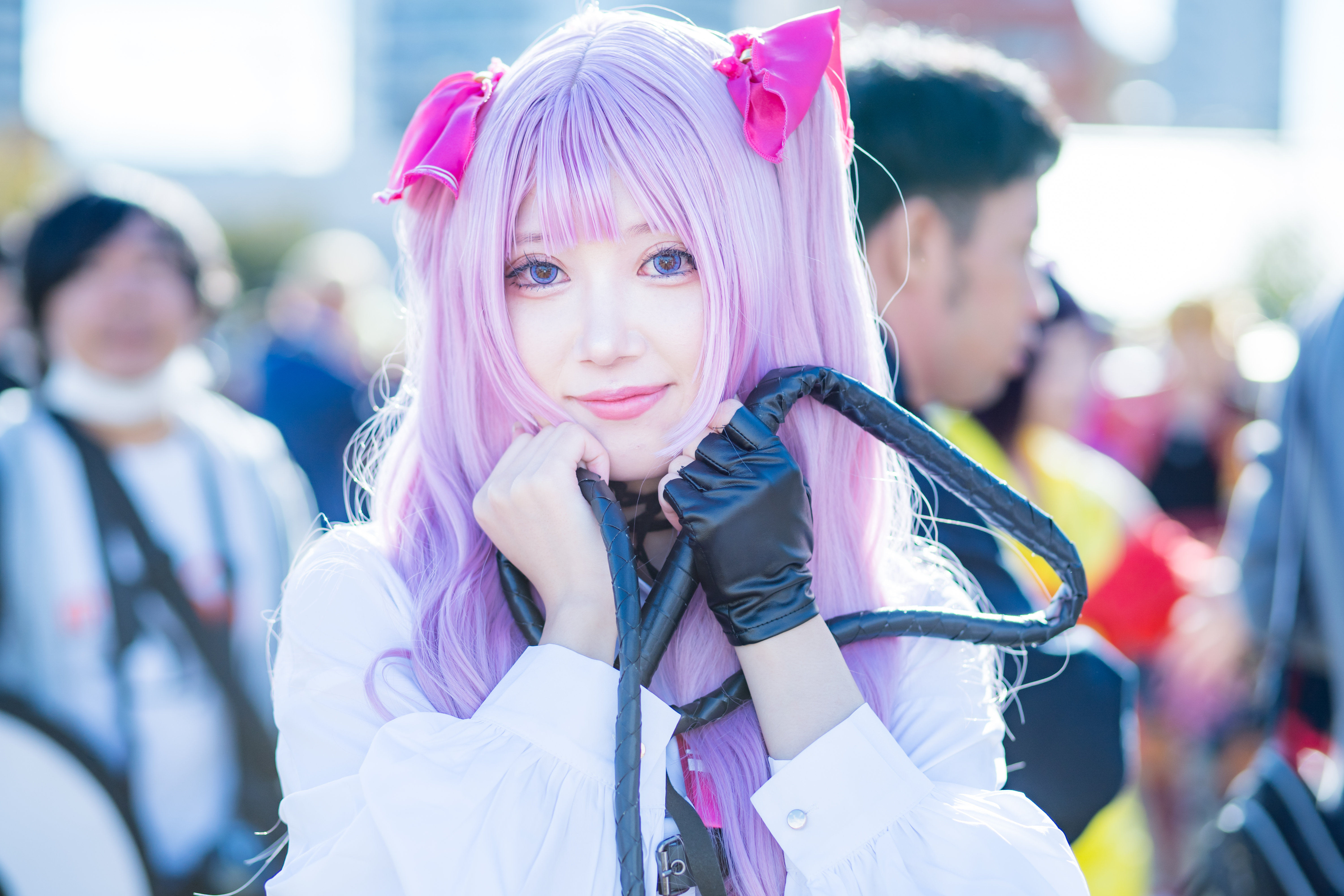
승리의 여신: 니케의 유니 코스프레
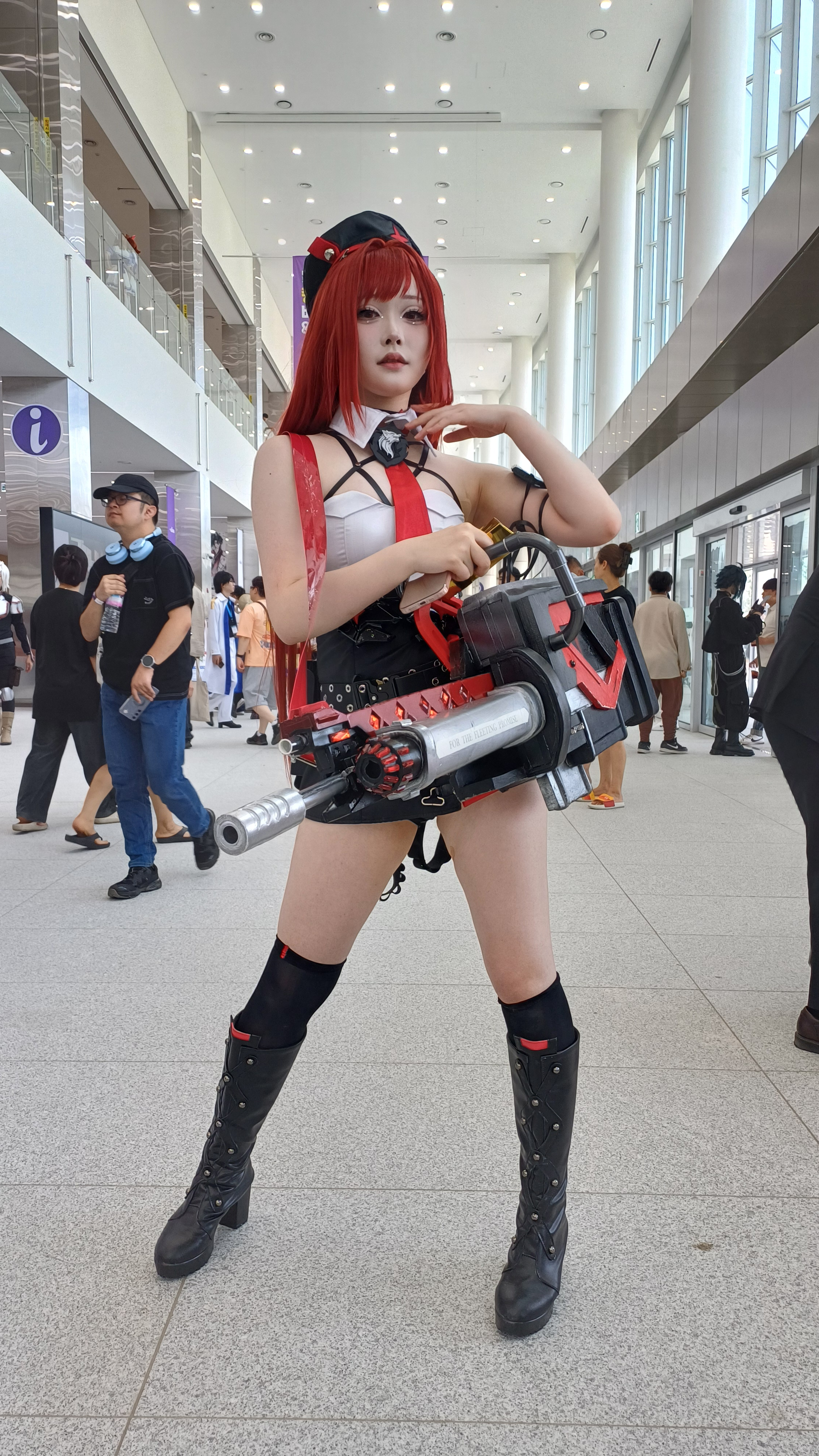
승리의 여신: 니케의 라피:레드후드 코스프레
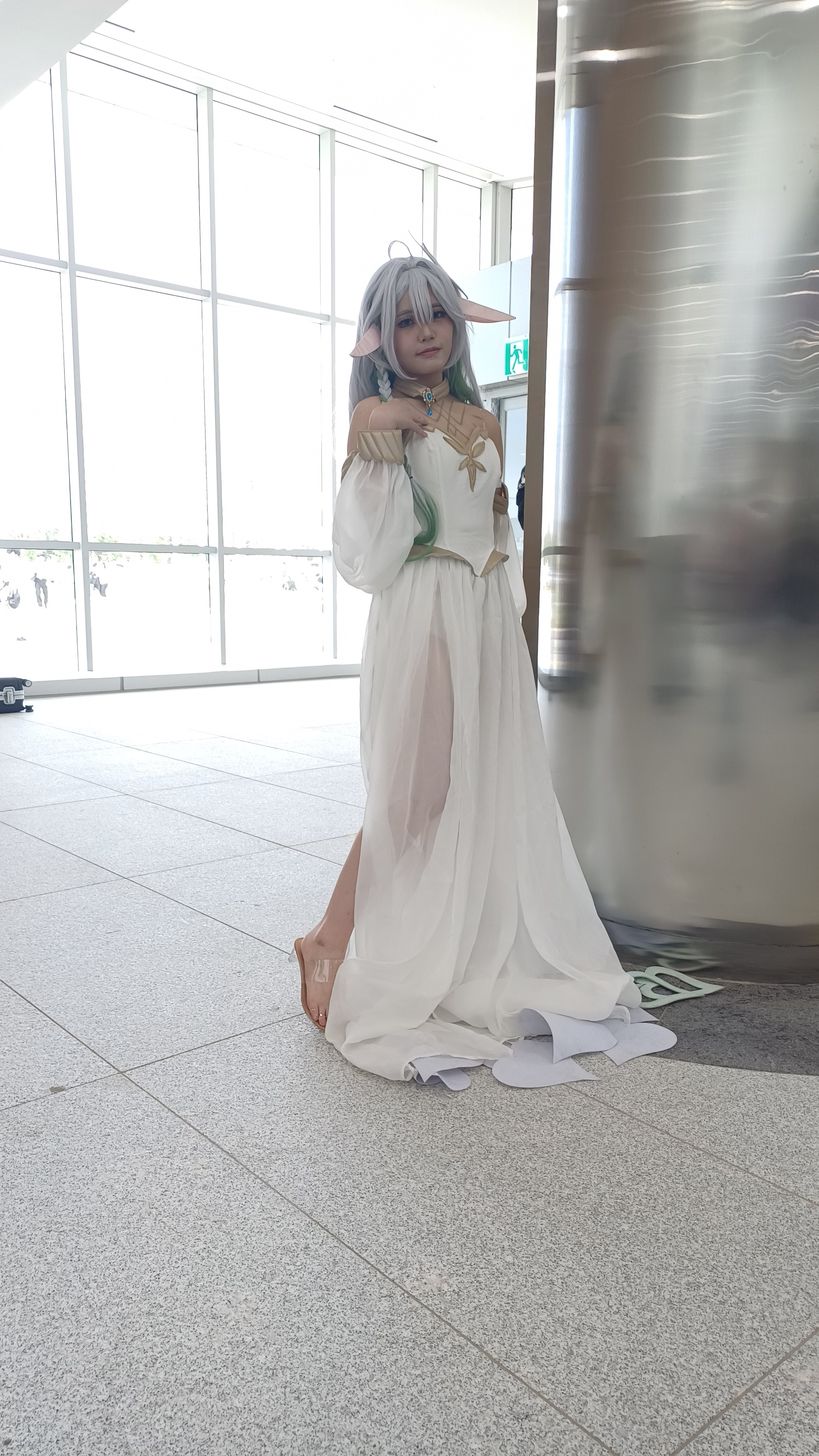
코스프레(청주 오스코에서)
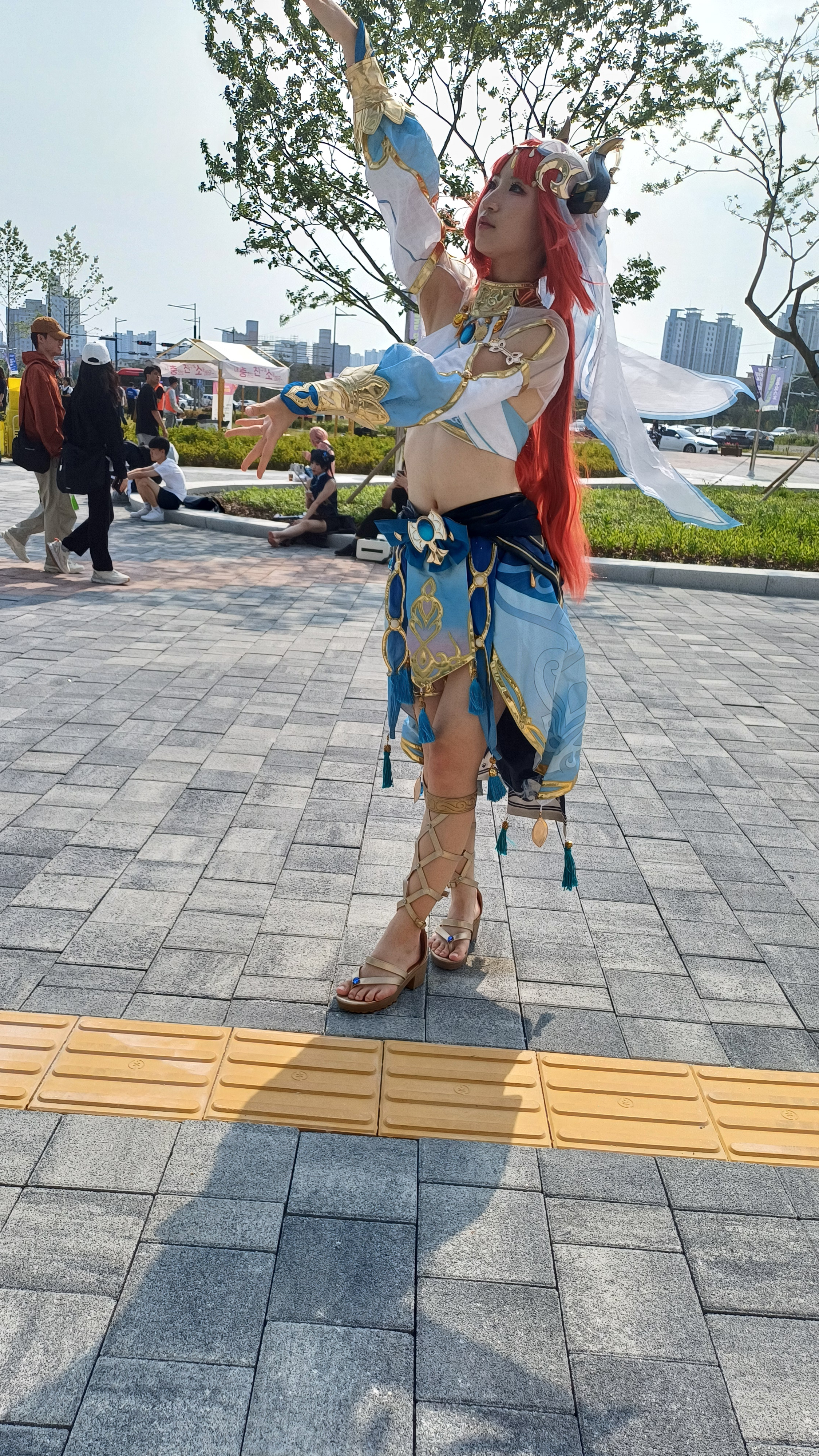
원신 코스프레
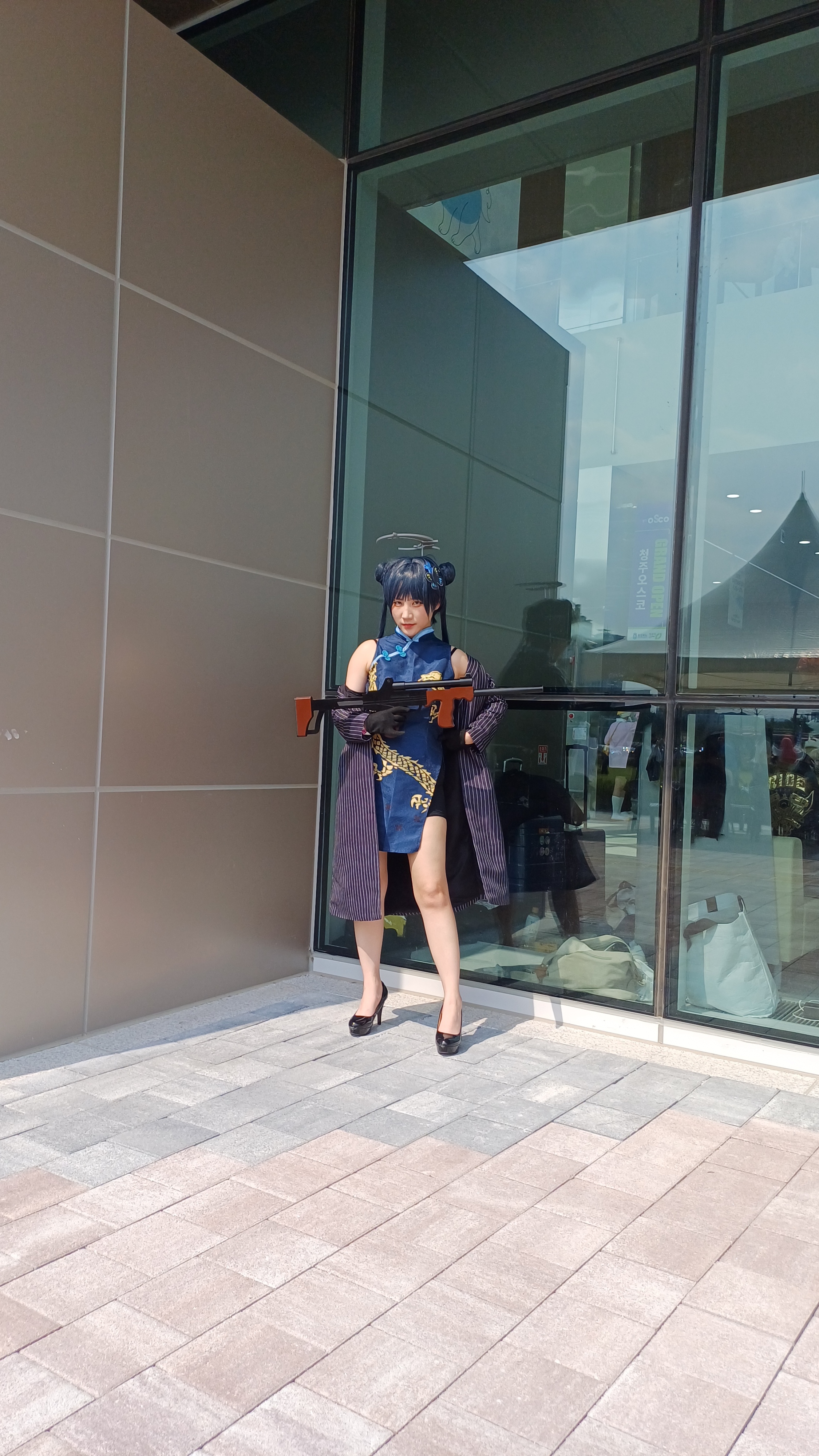
블루 아카이브 코스프레
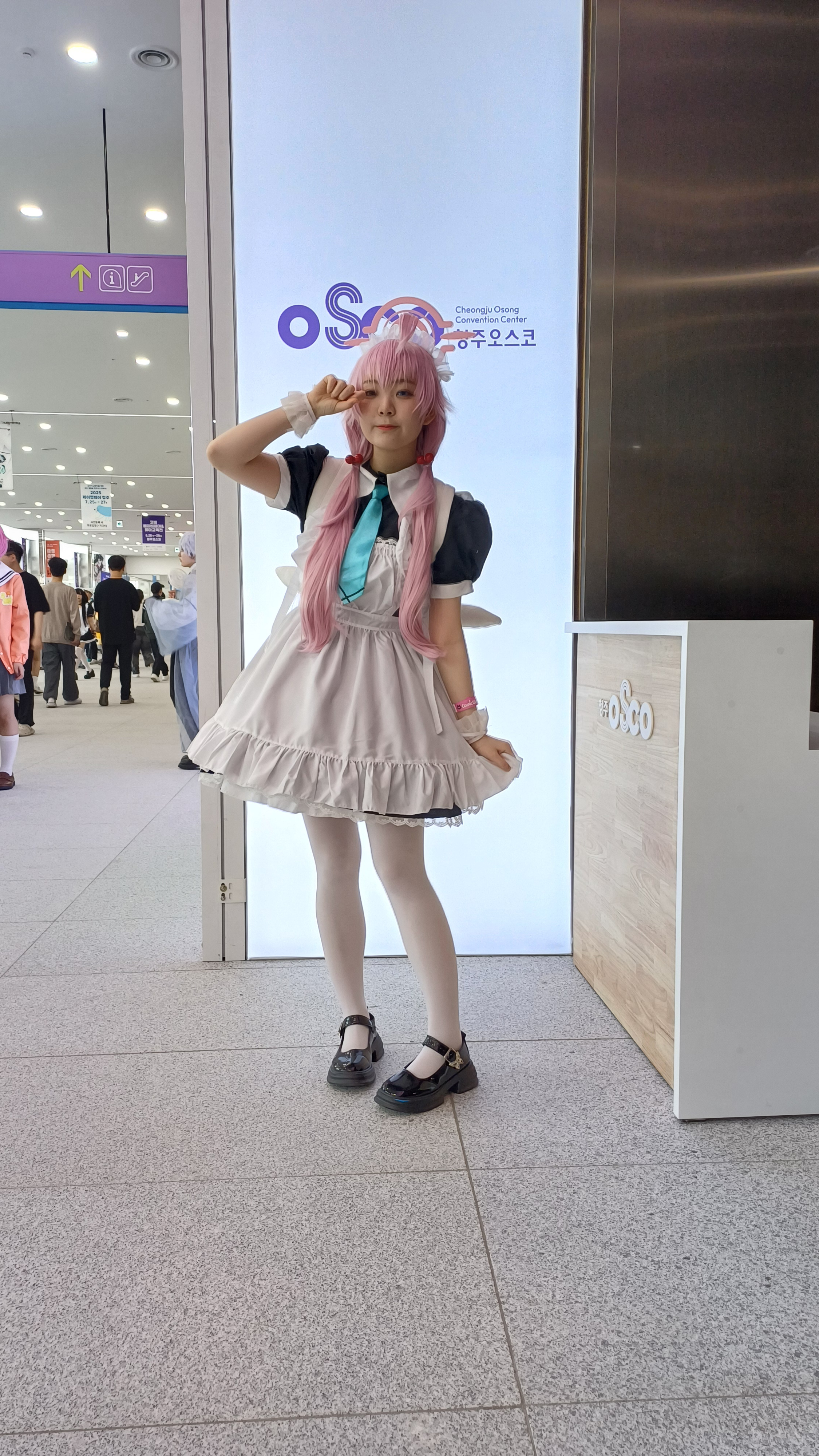
블루 아카이브 코스프레 2
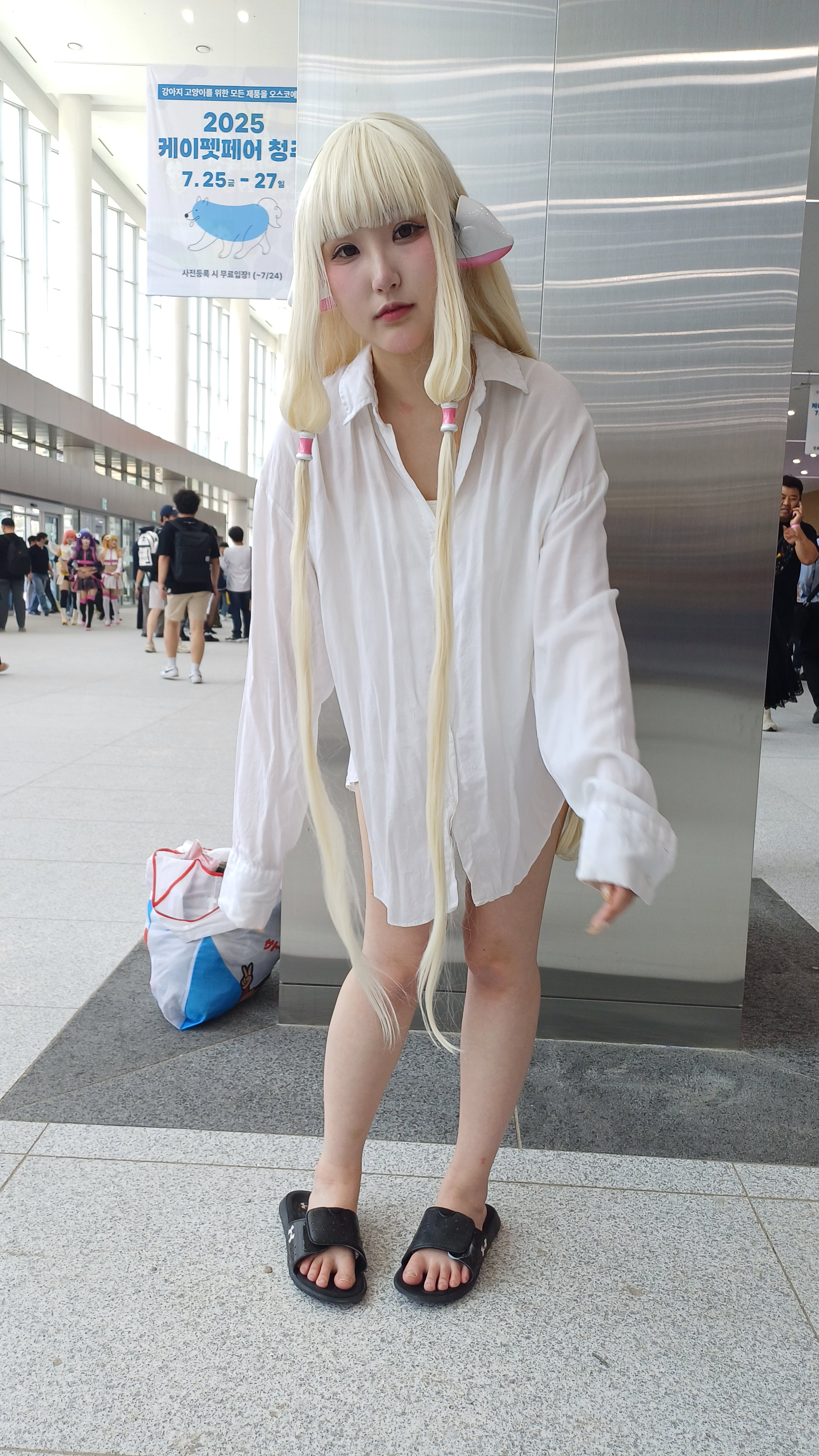
쵸비츠 코스프레
키타가와 마린 코스프레
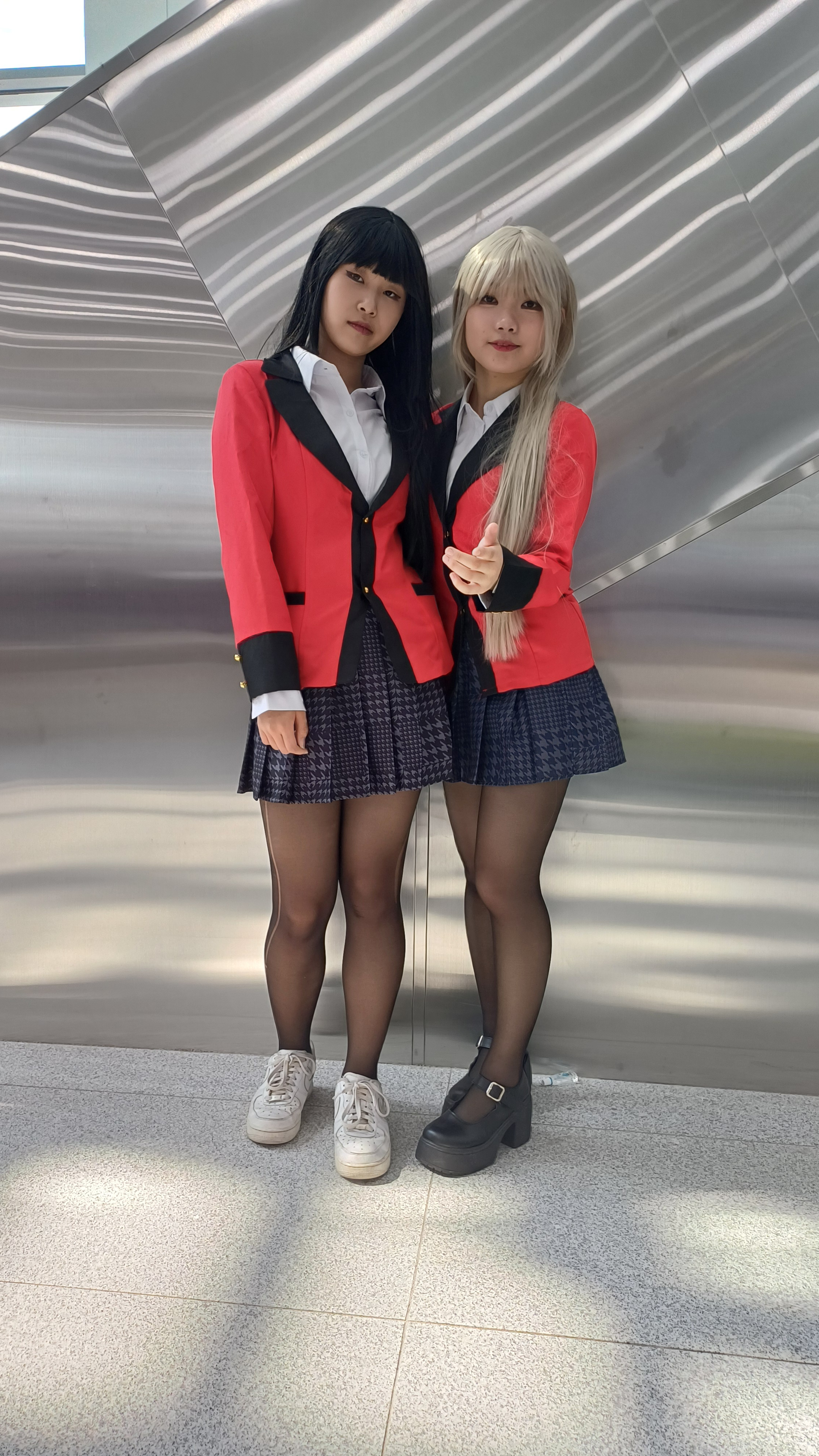
카게쿠루이 코스프레
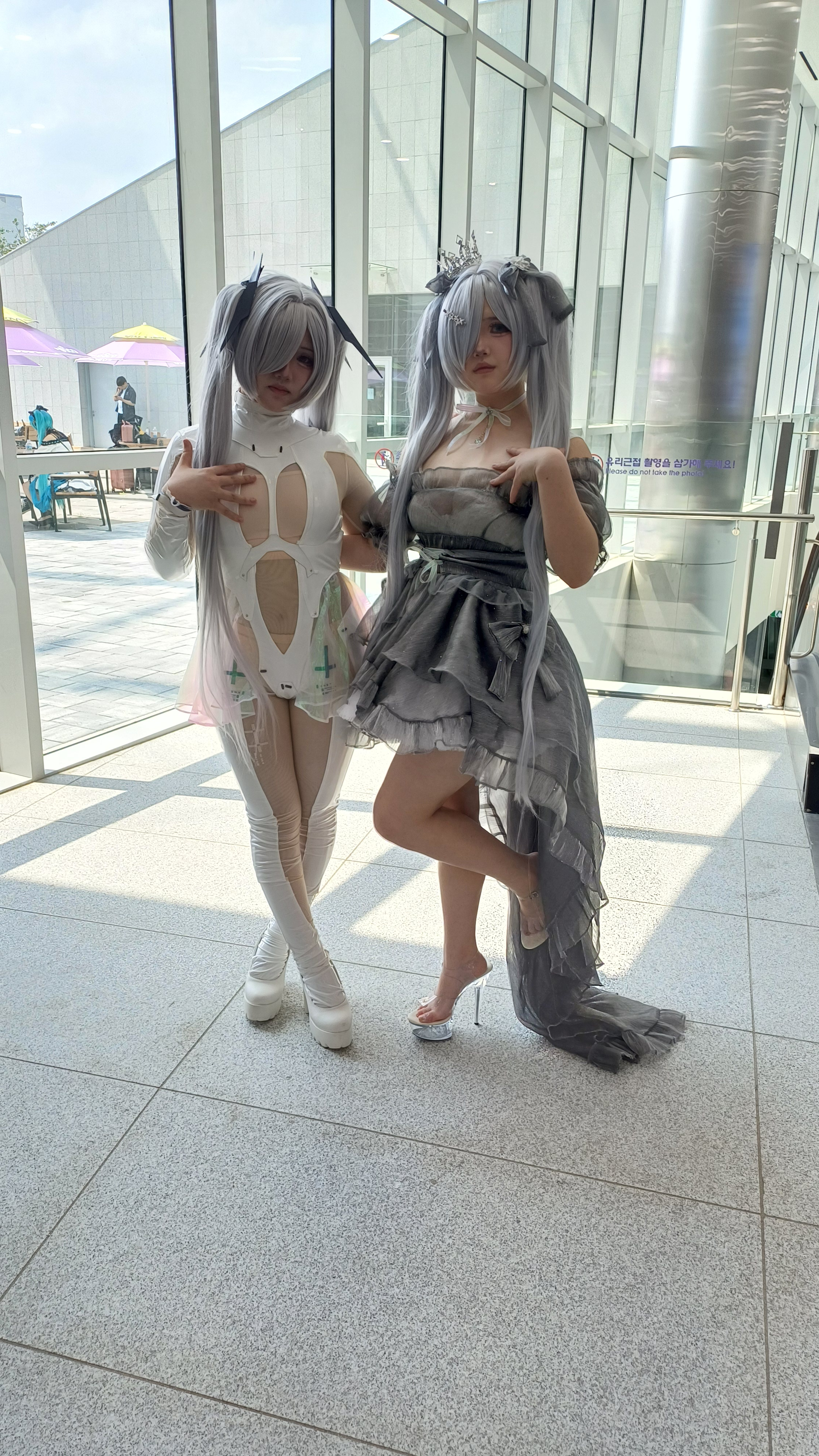
승리의 여신: 니케의 신데렐라 코스프레
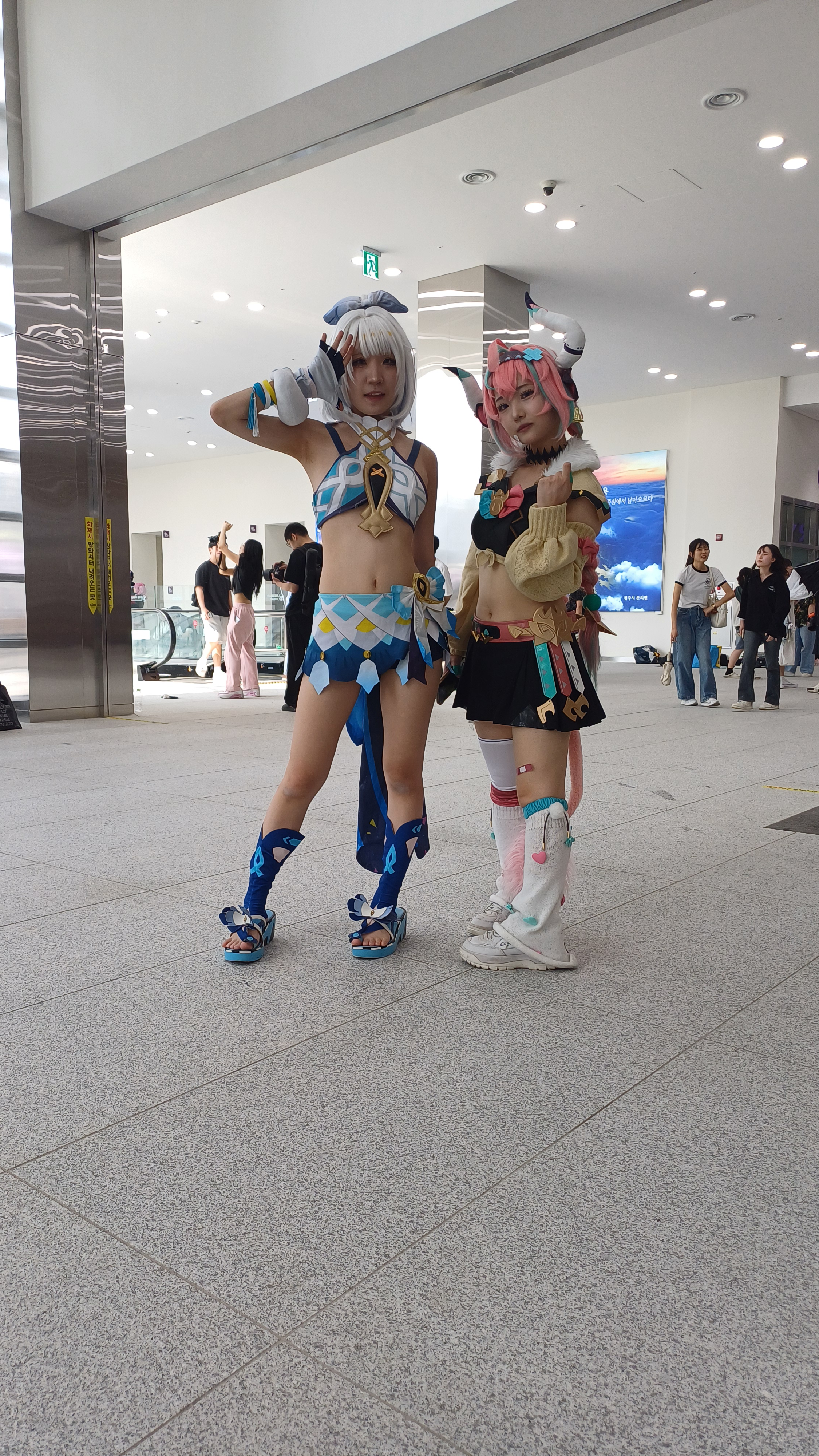
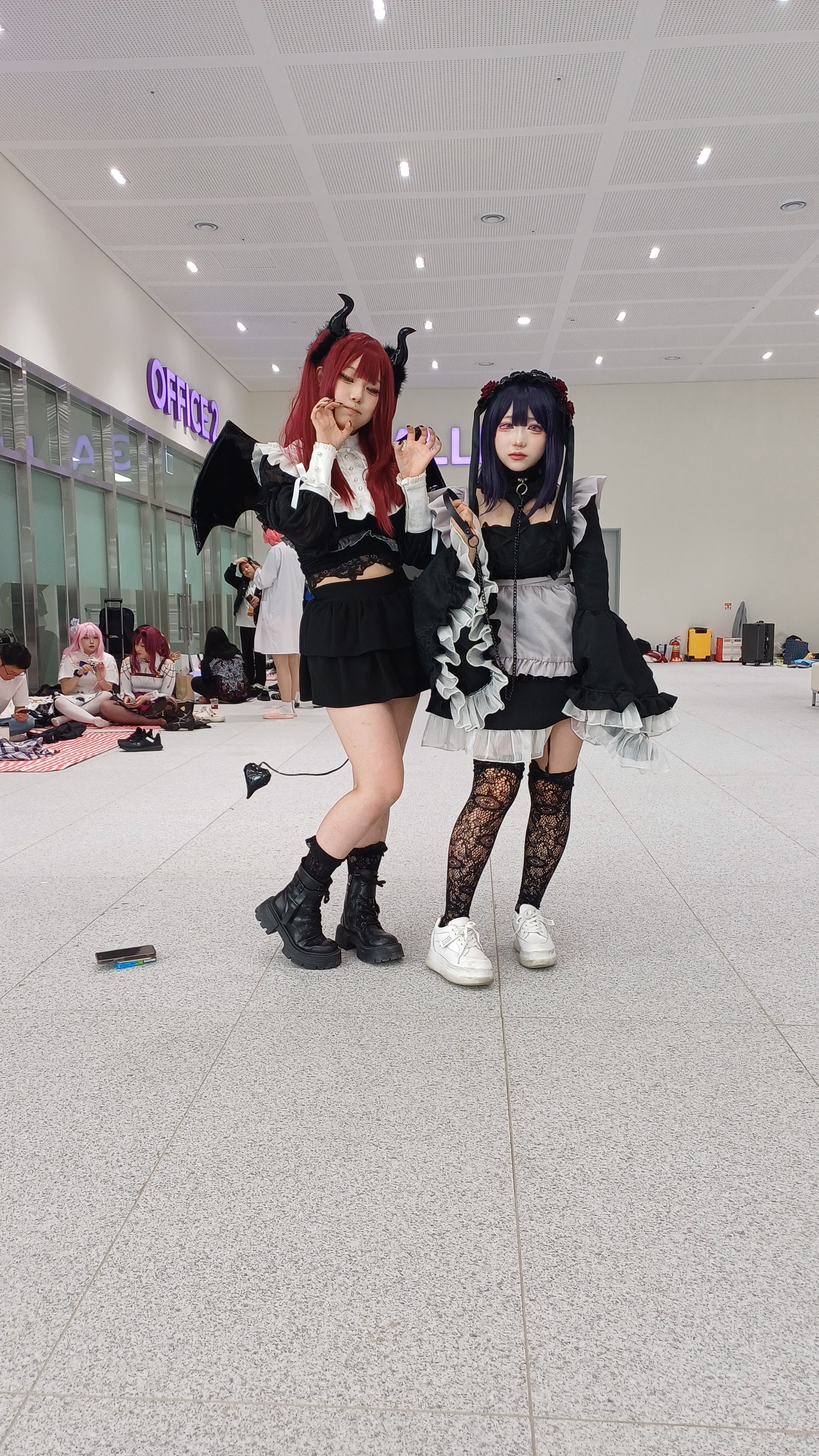
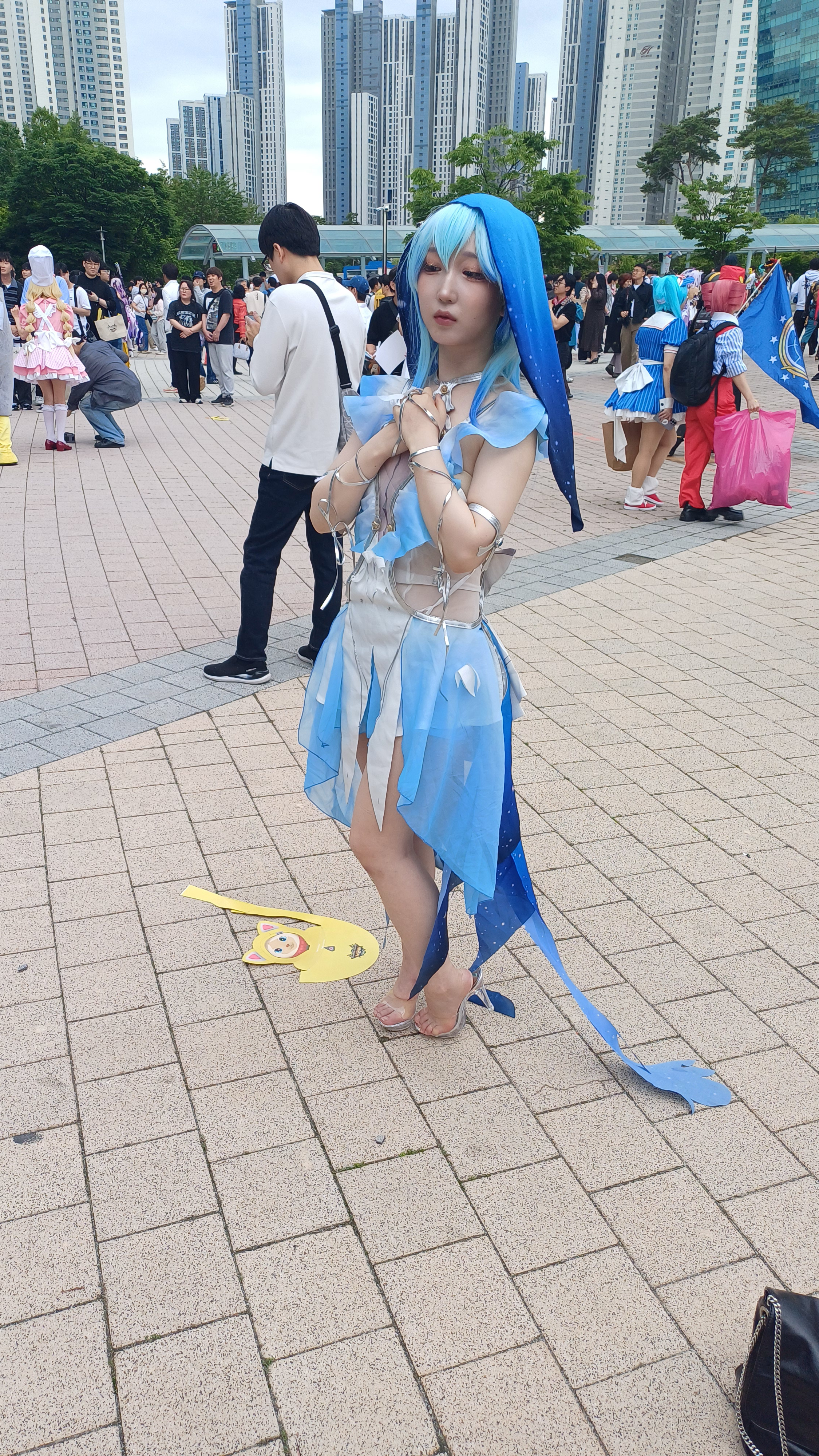
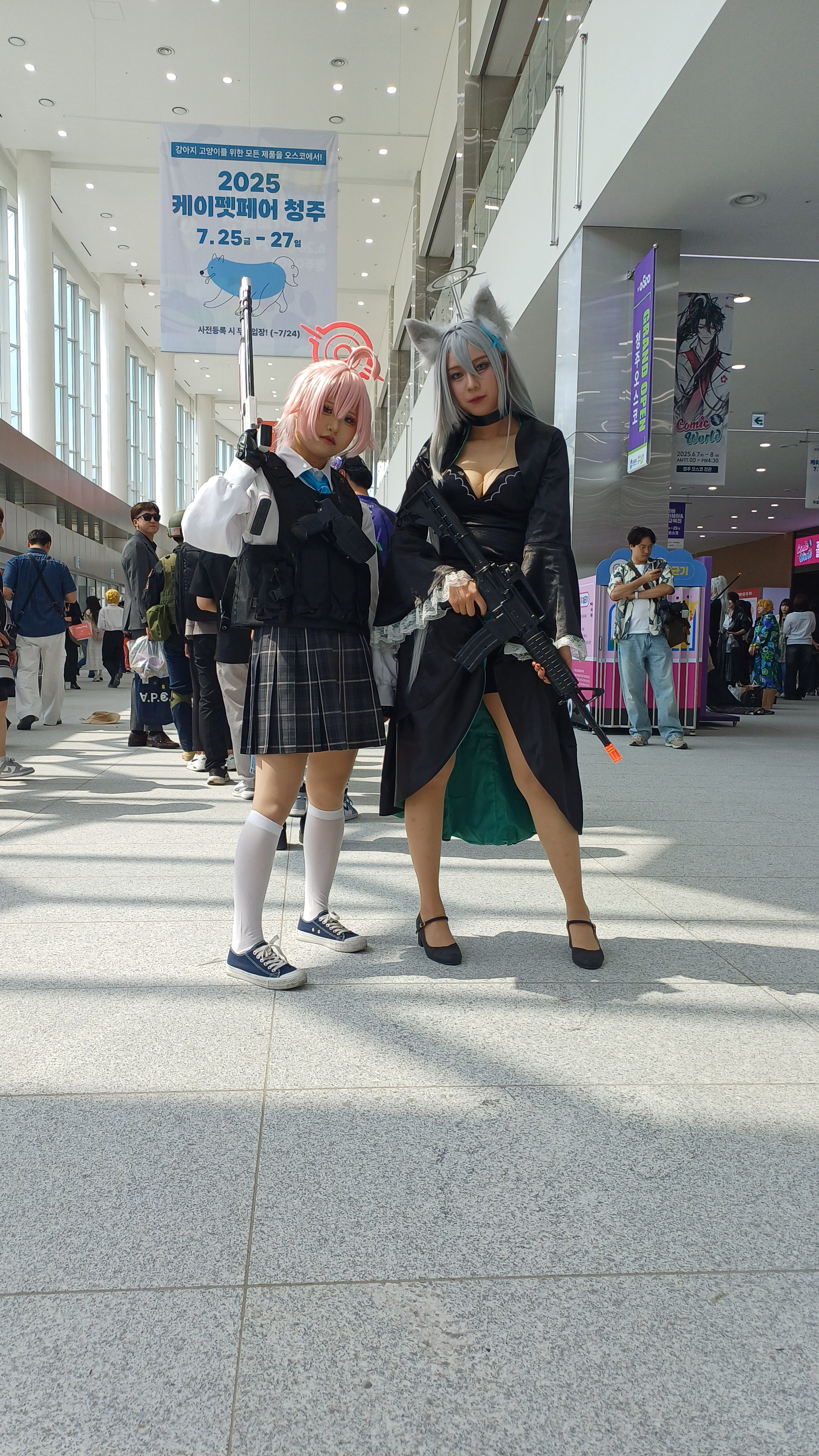
블루아카이브 코스프레 3
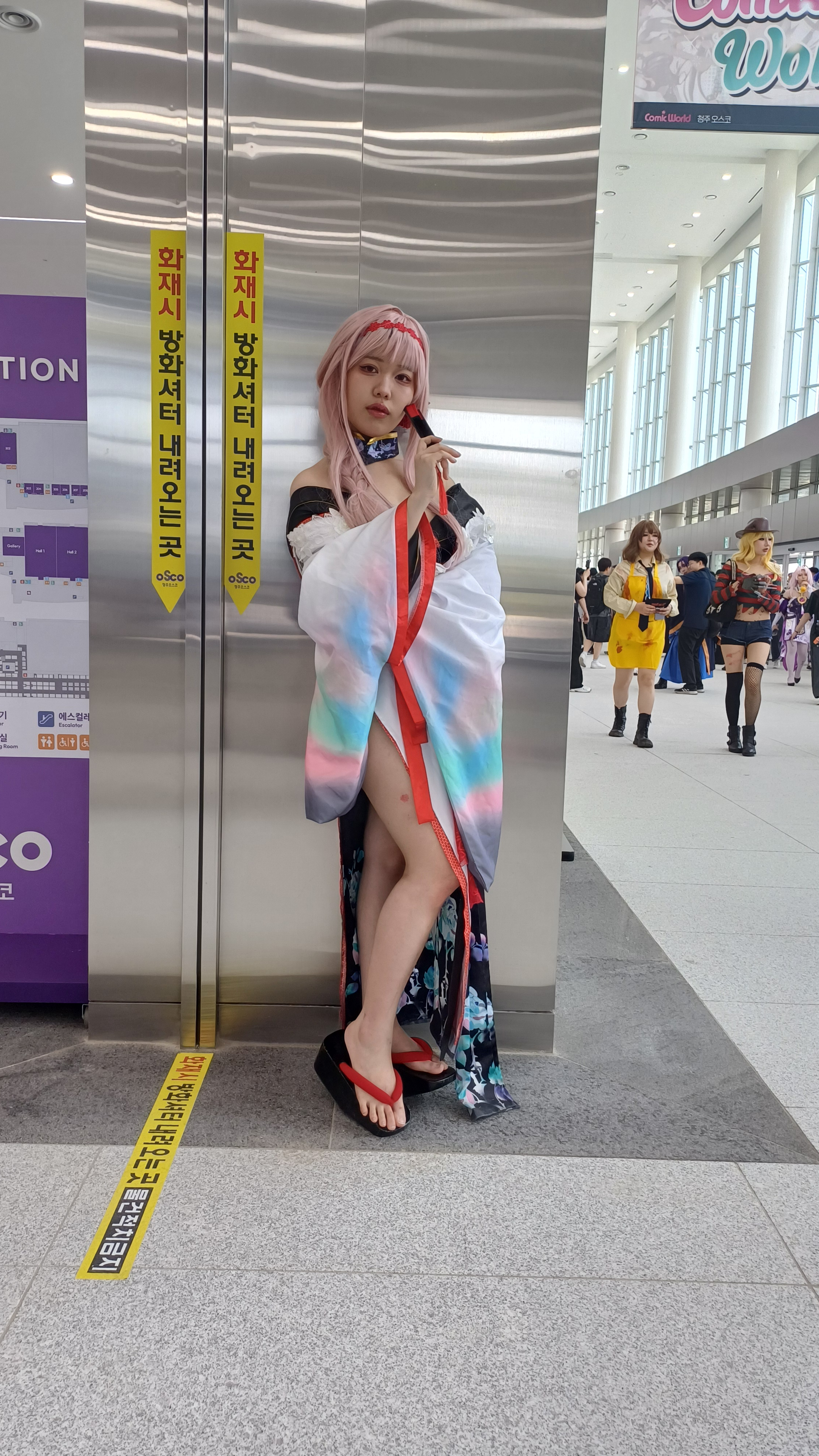
승리의 여신: 니케의 홍련:흑영 코스프레 2
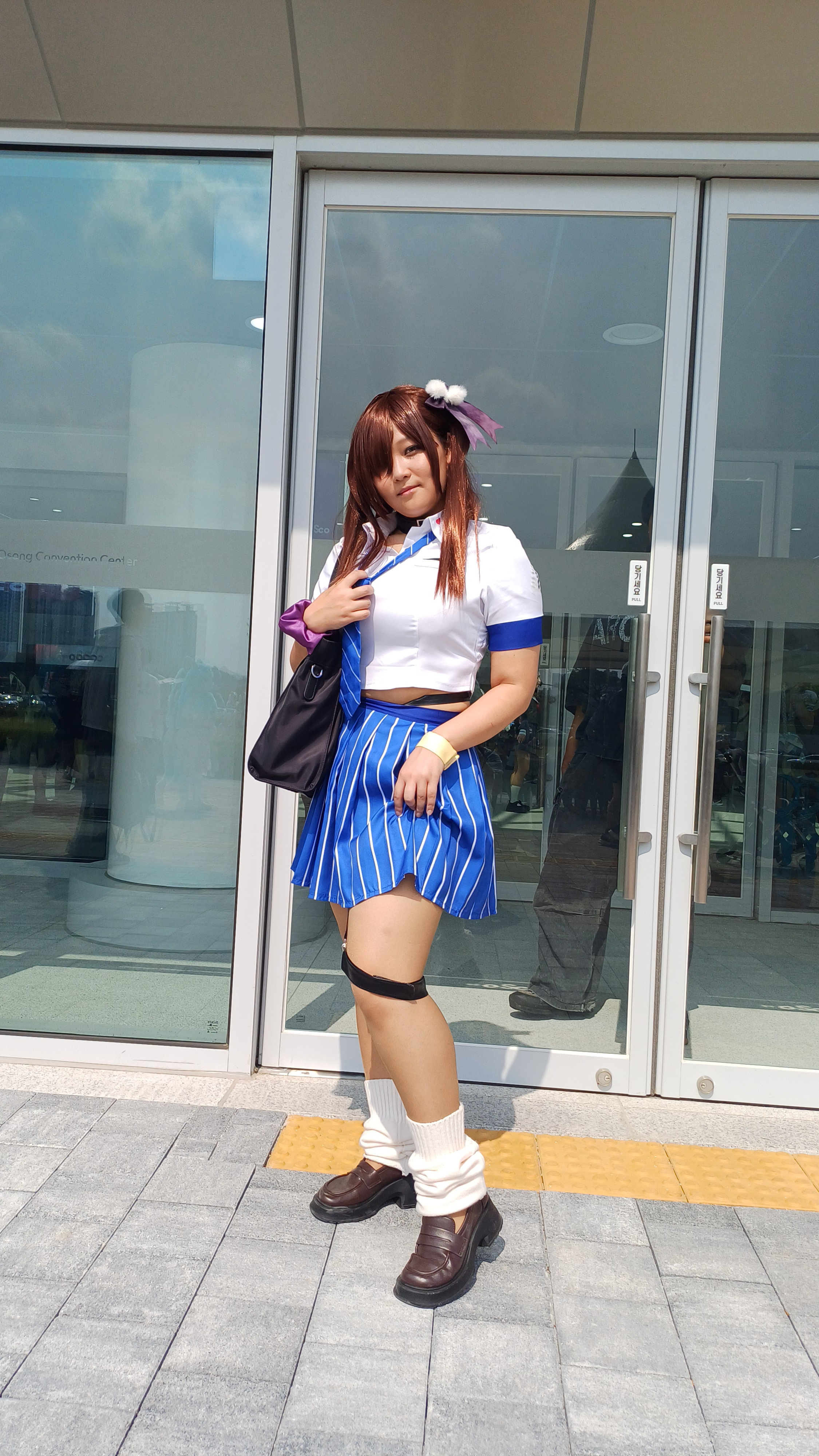
승리의 여신: 니케의 나가 코스프레
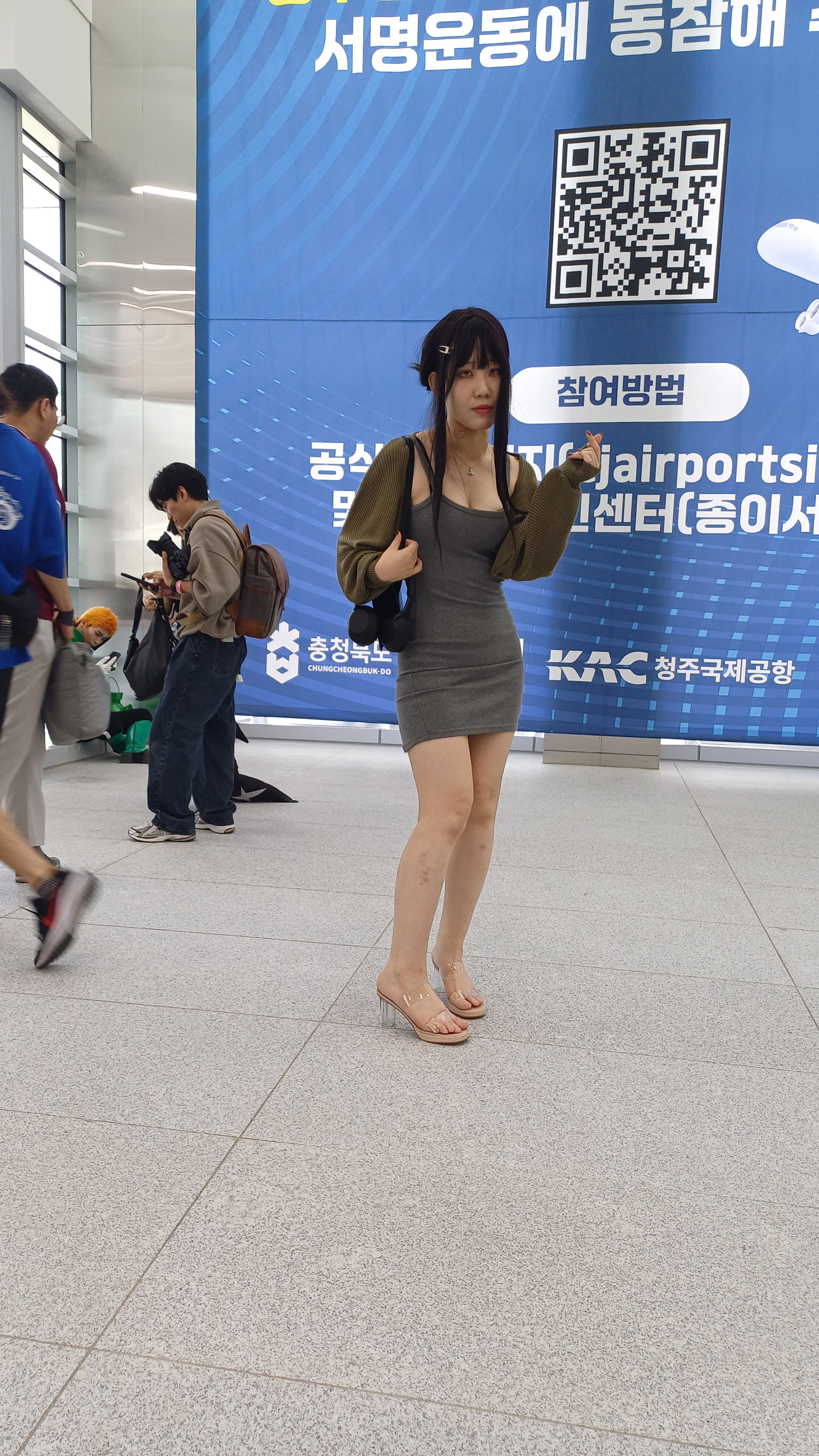
승리의 여신:니케 동D 코스프레
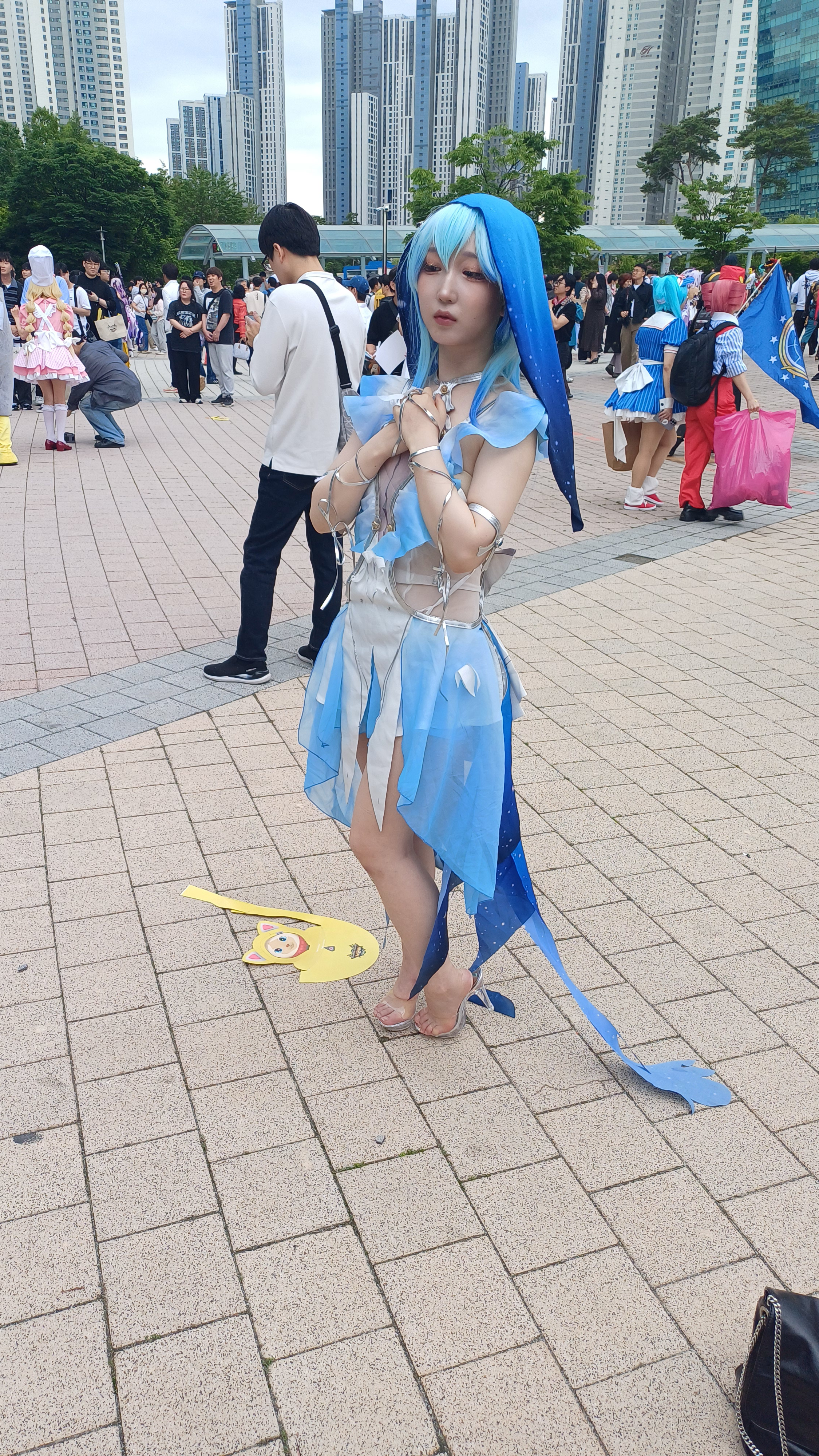
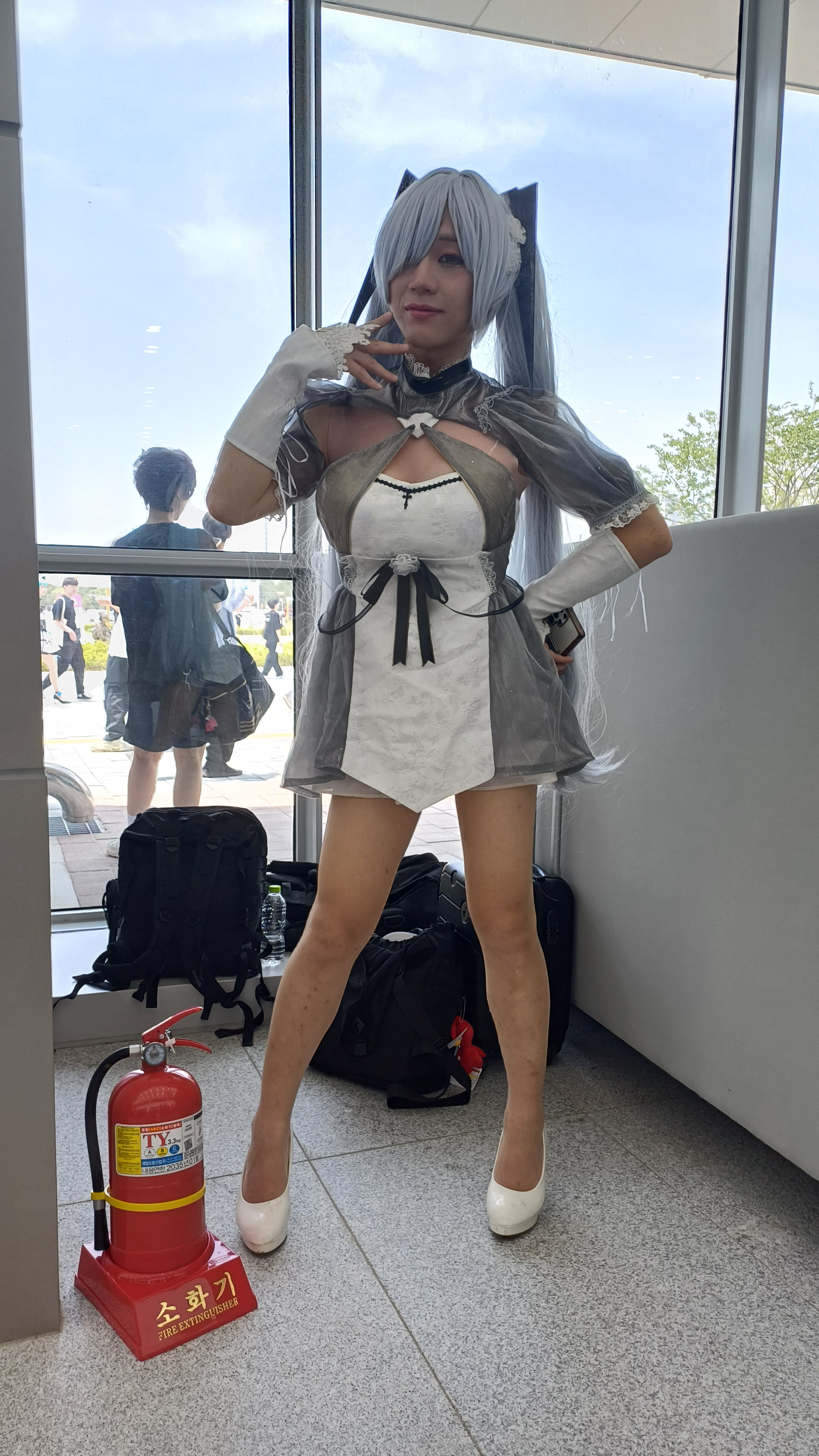
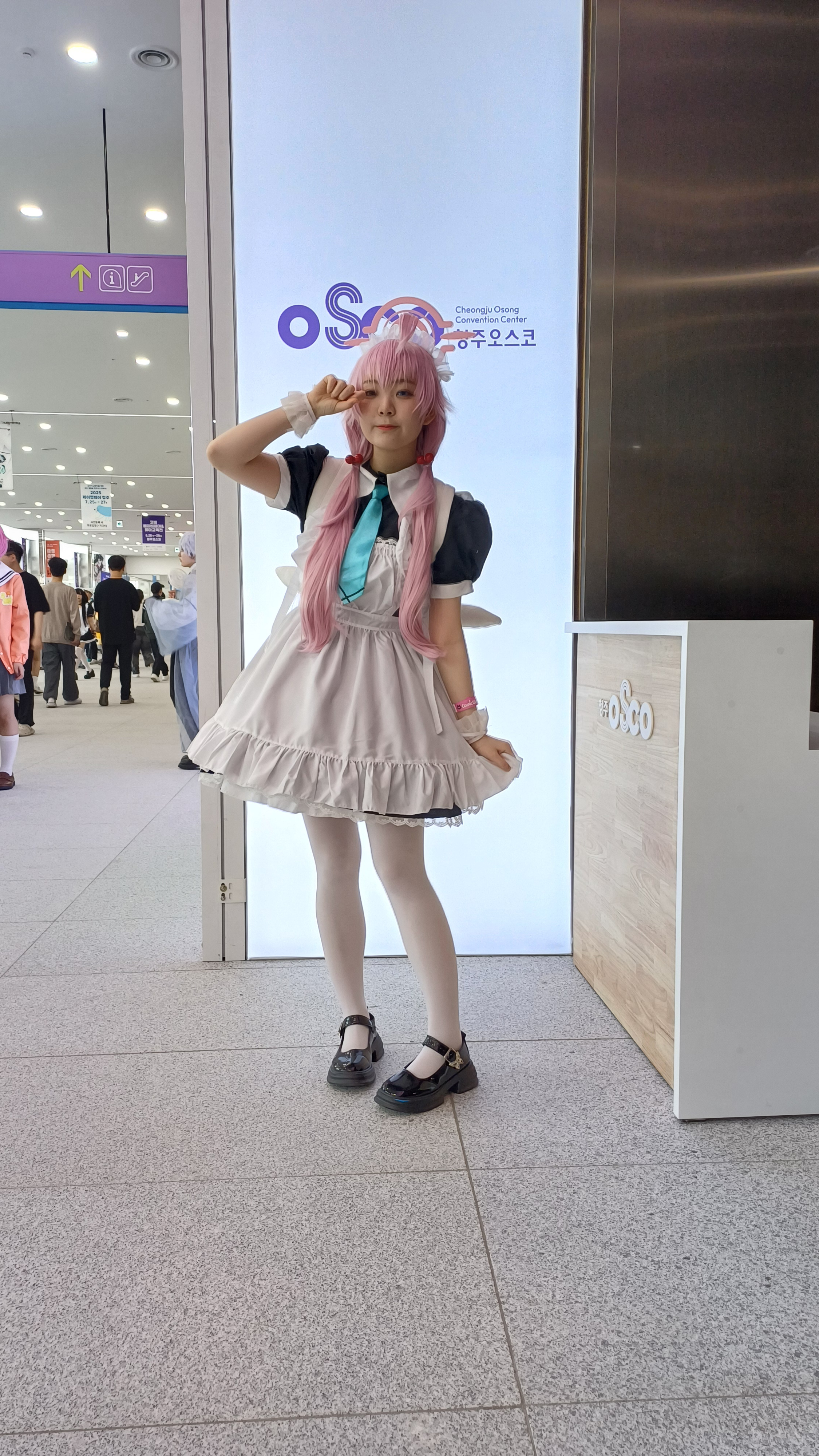
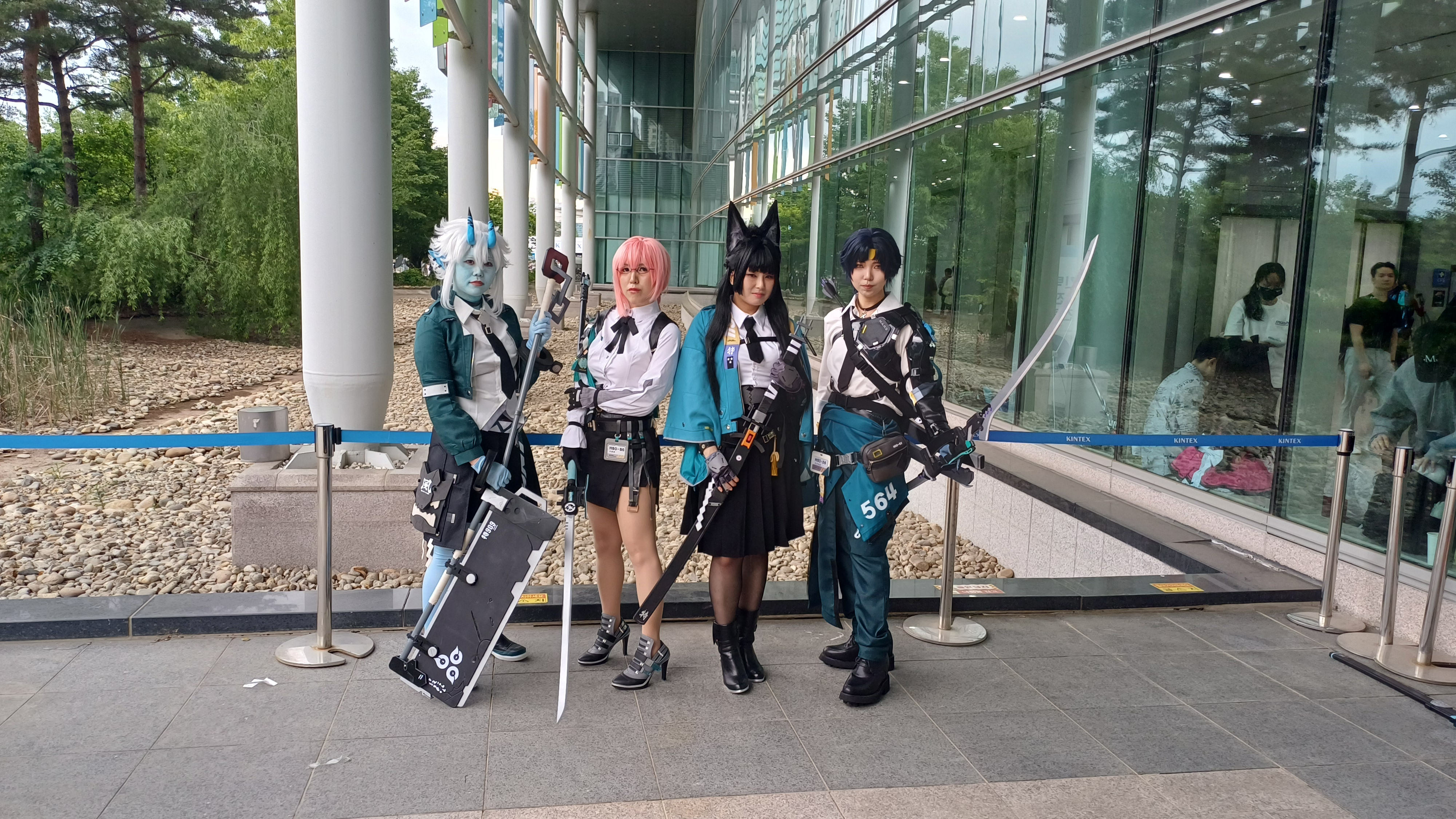
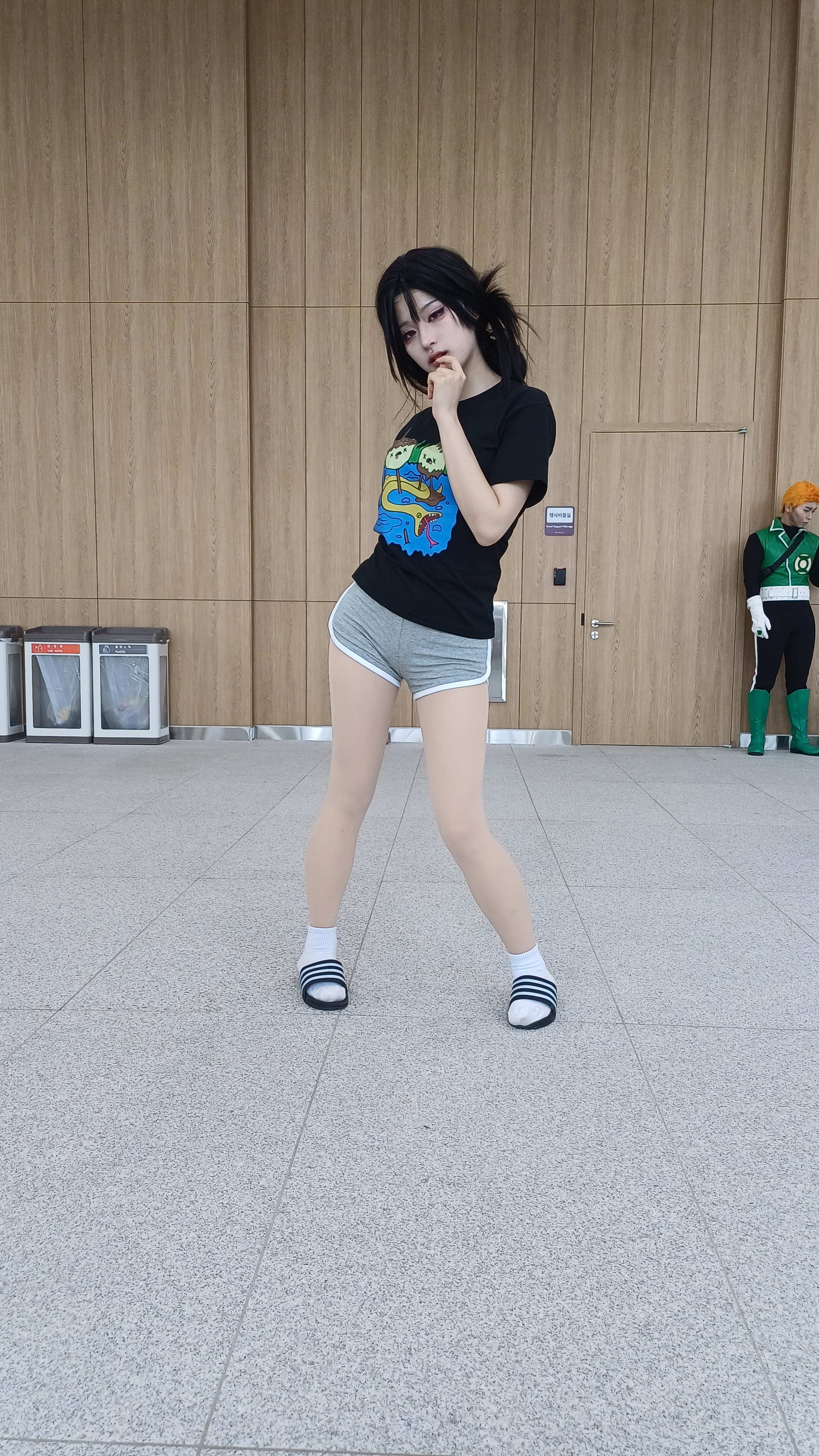
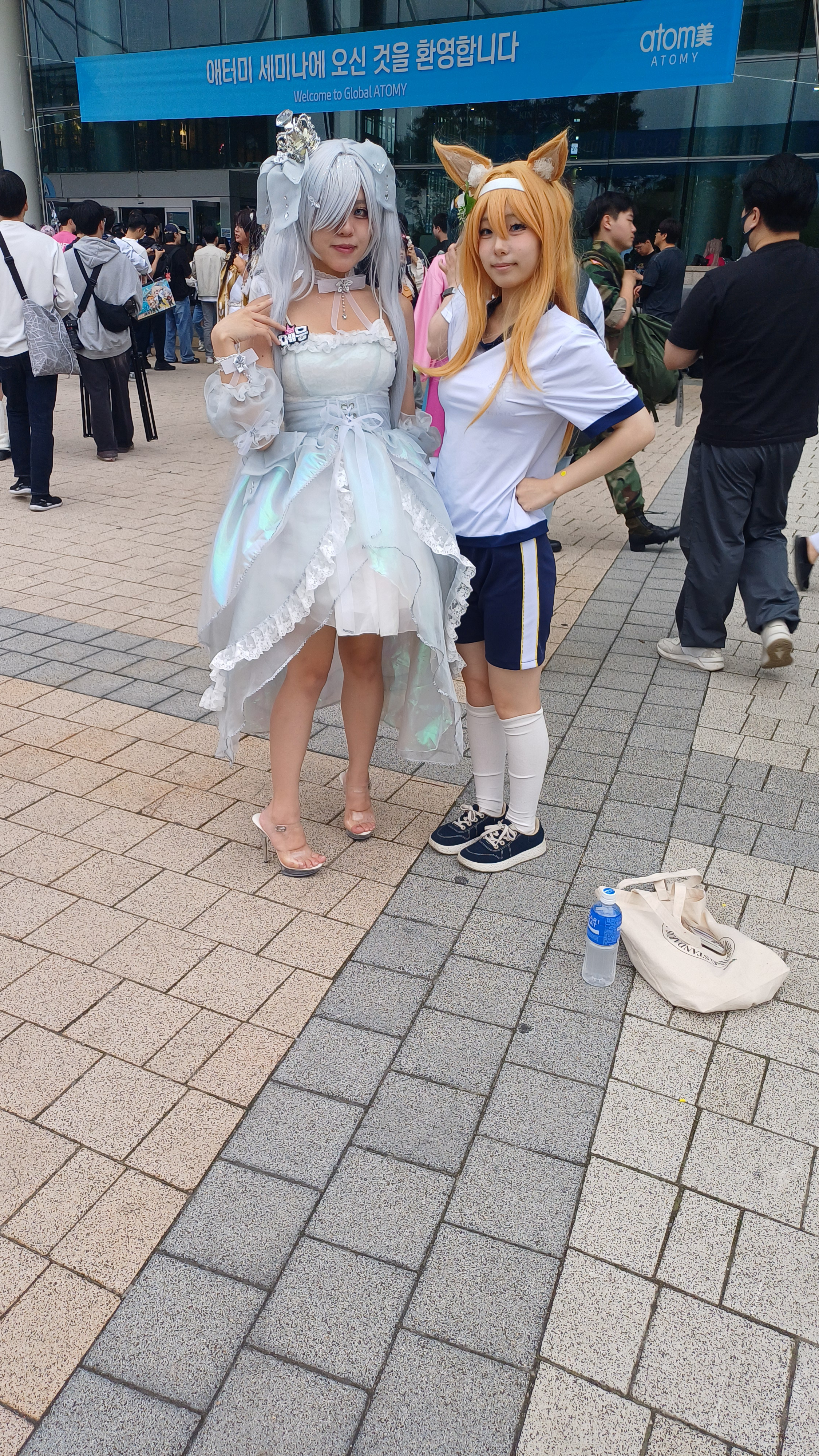
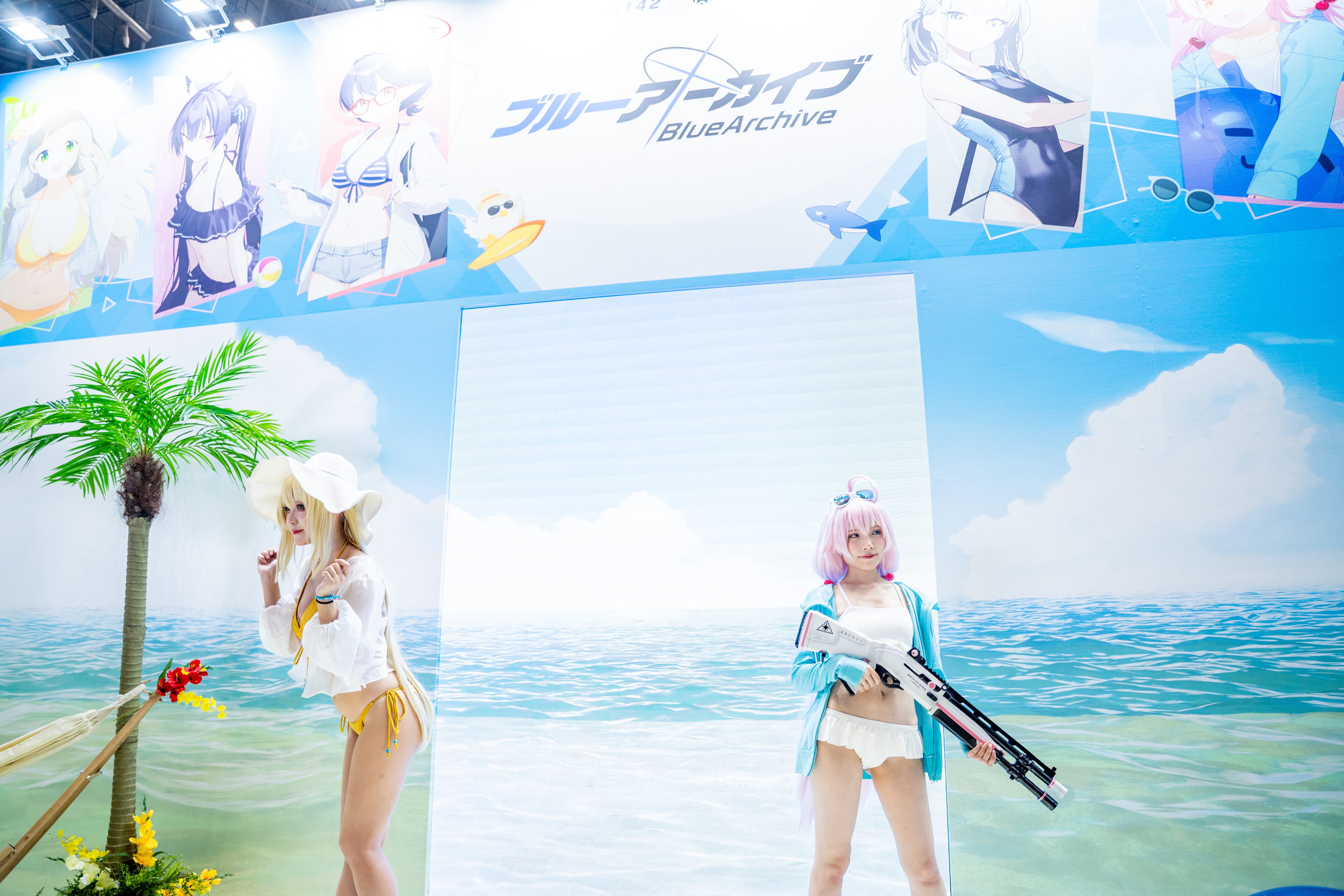
코믹마켓 블루아카아비 코스프레
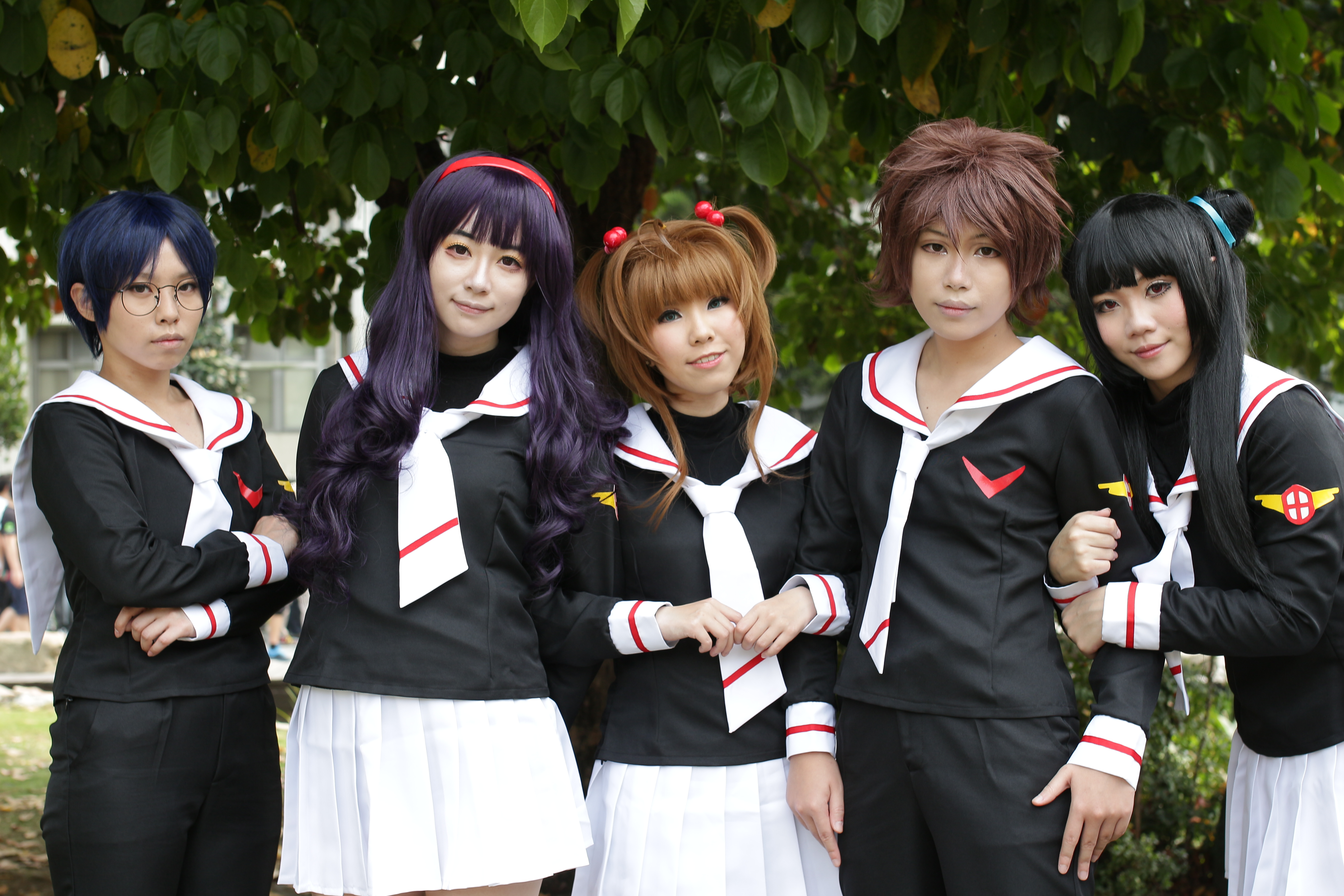
카드캡터 사쿠라 코스프레
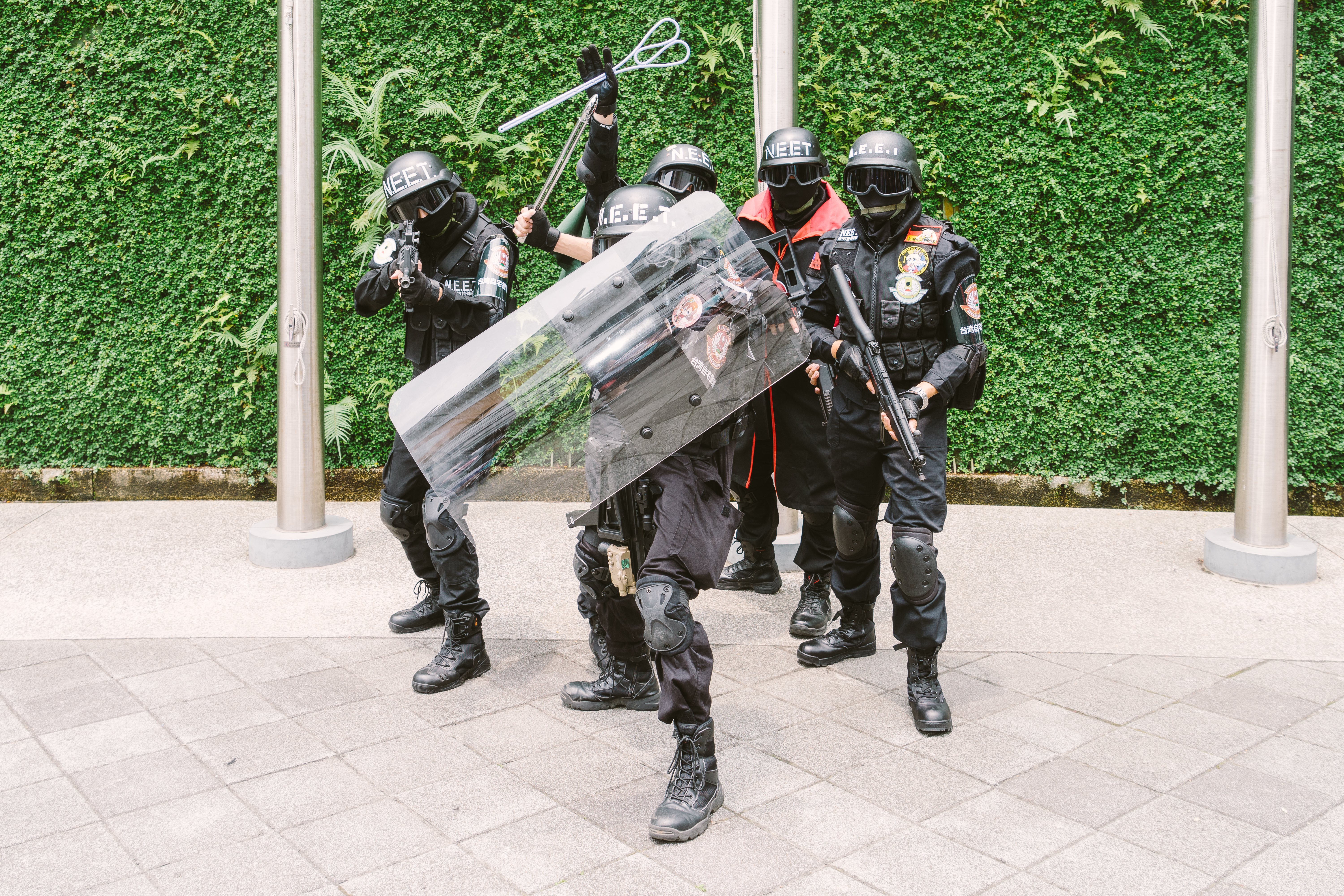
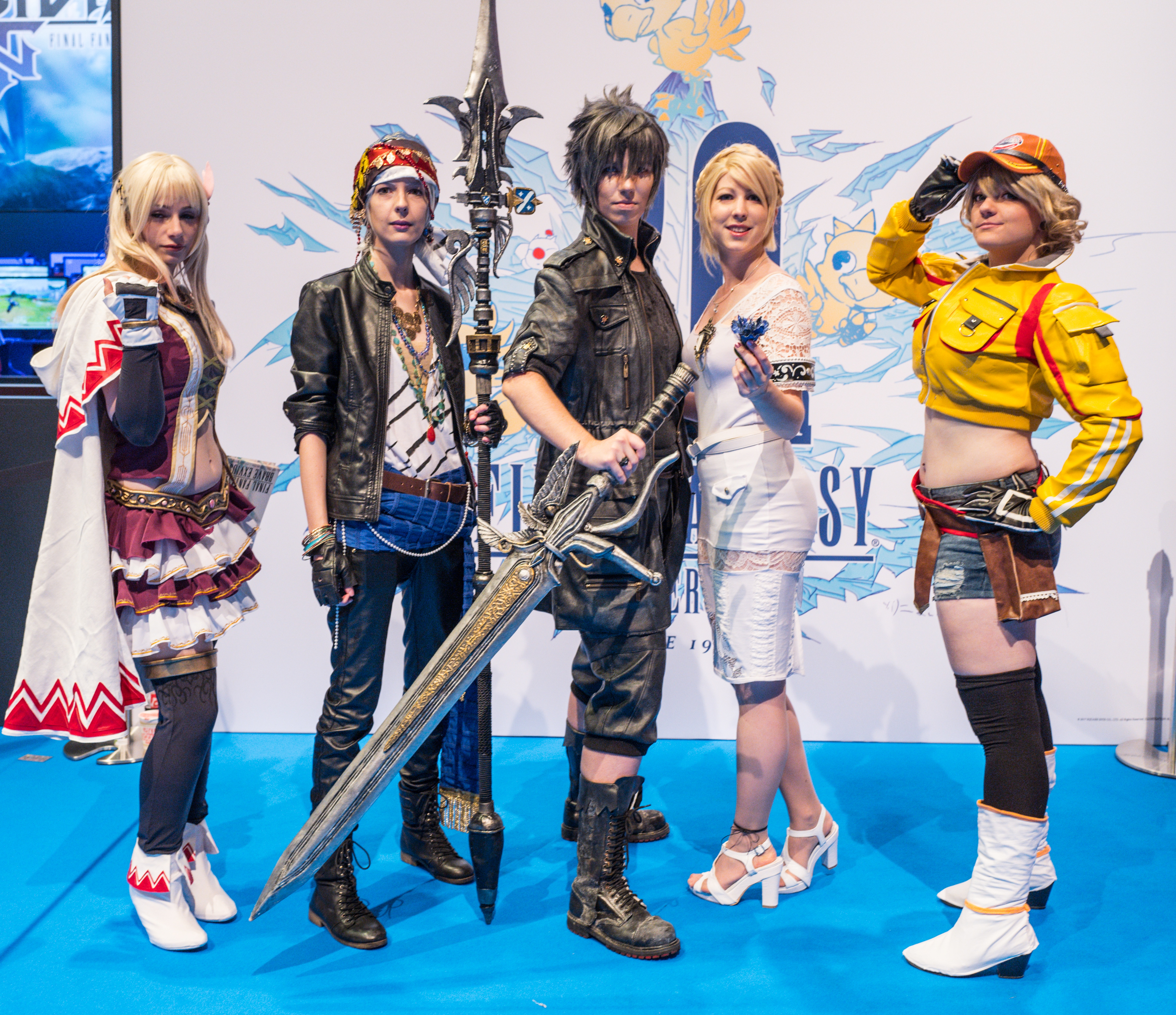
Gamescom 2017
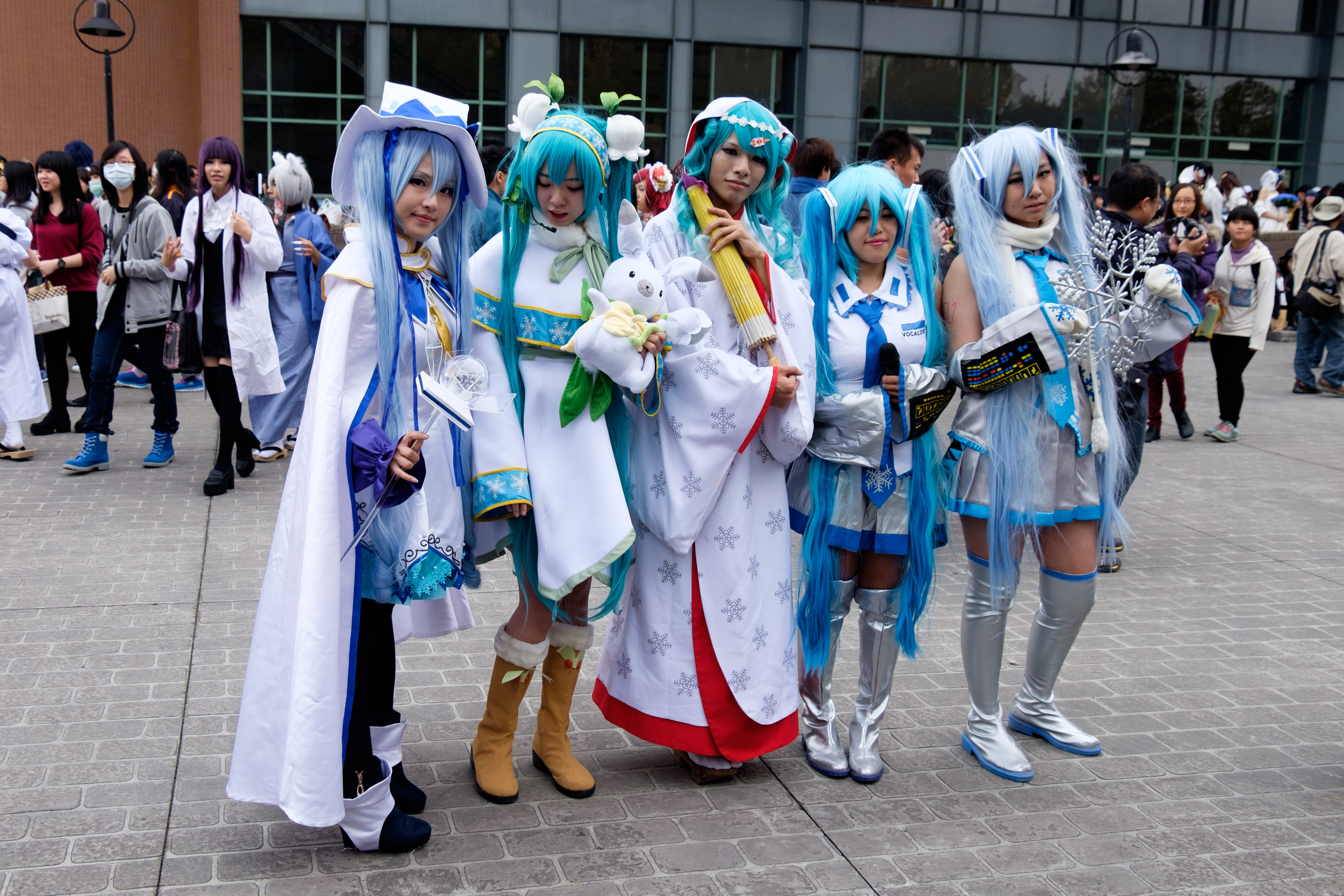
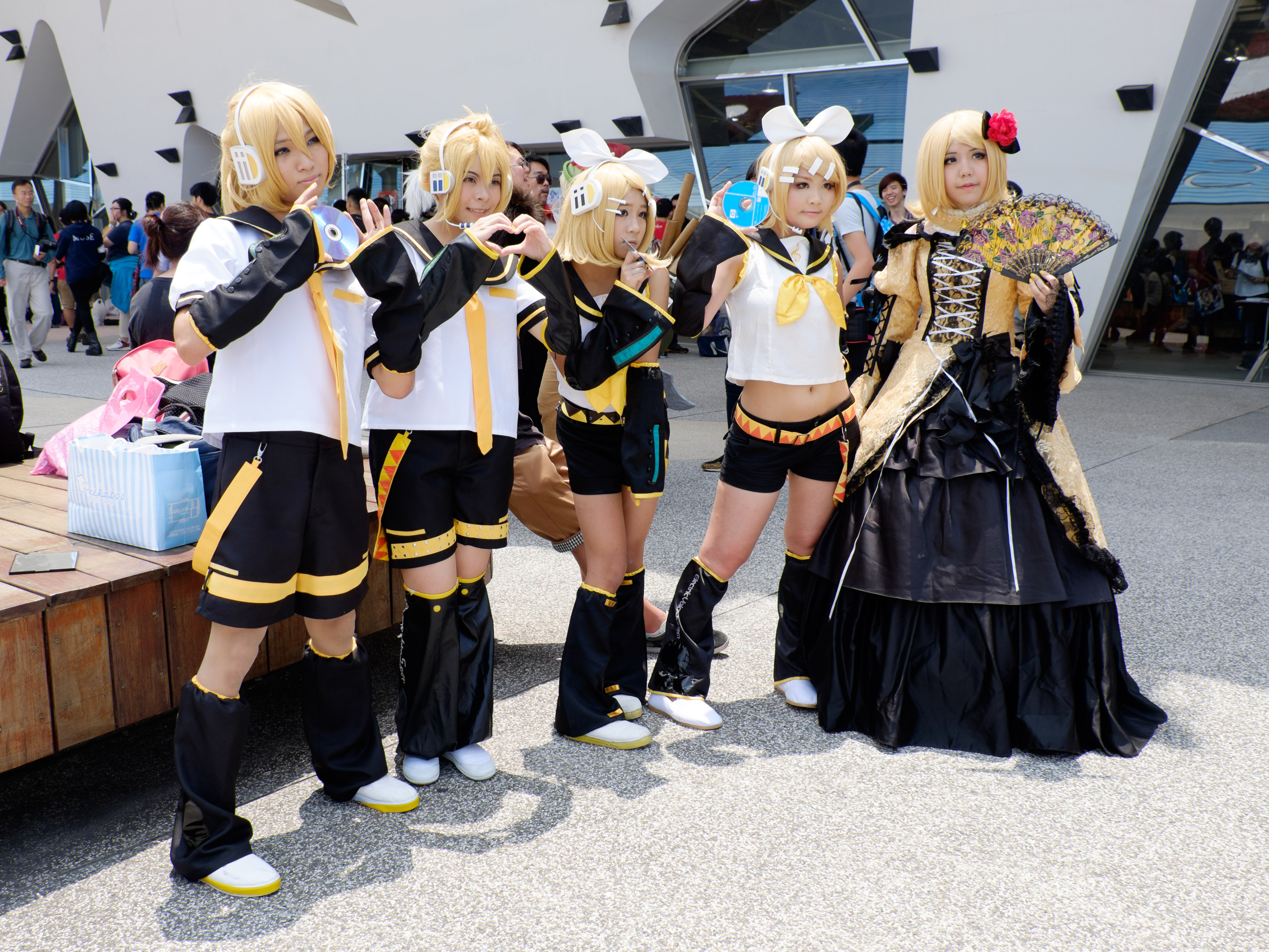
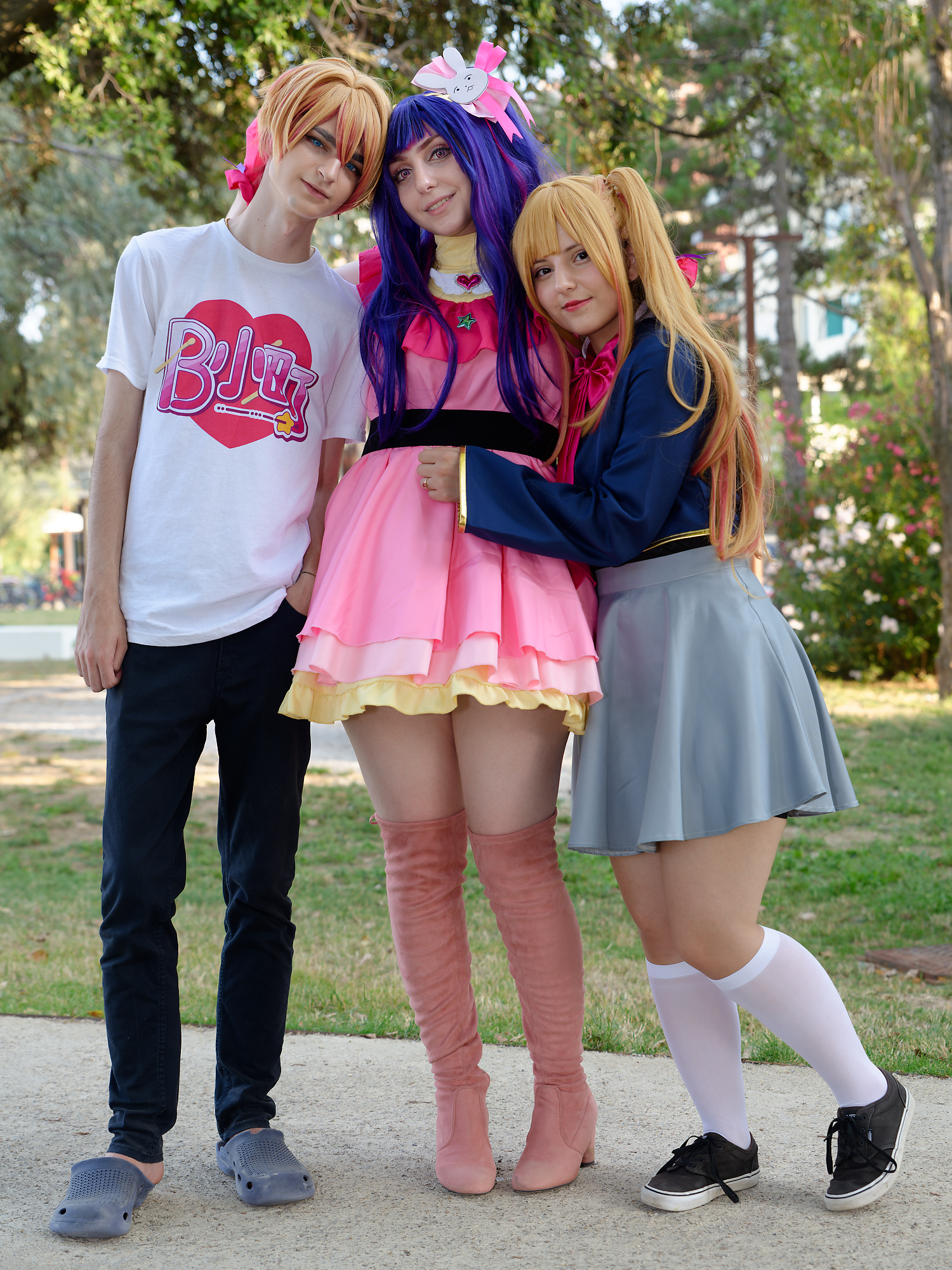
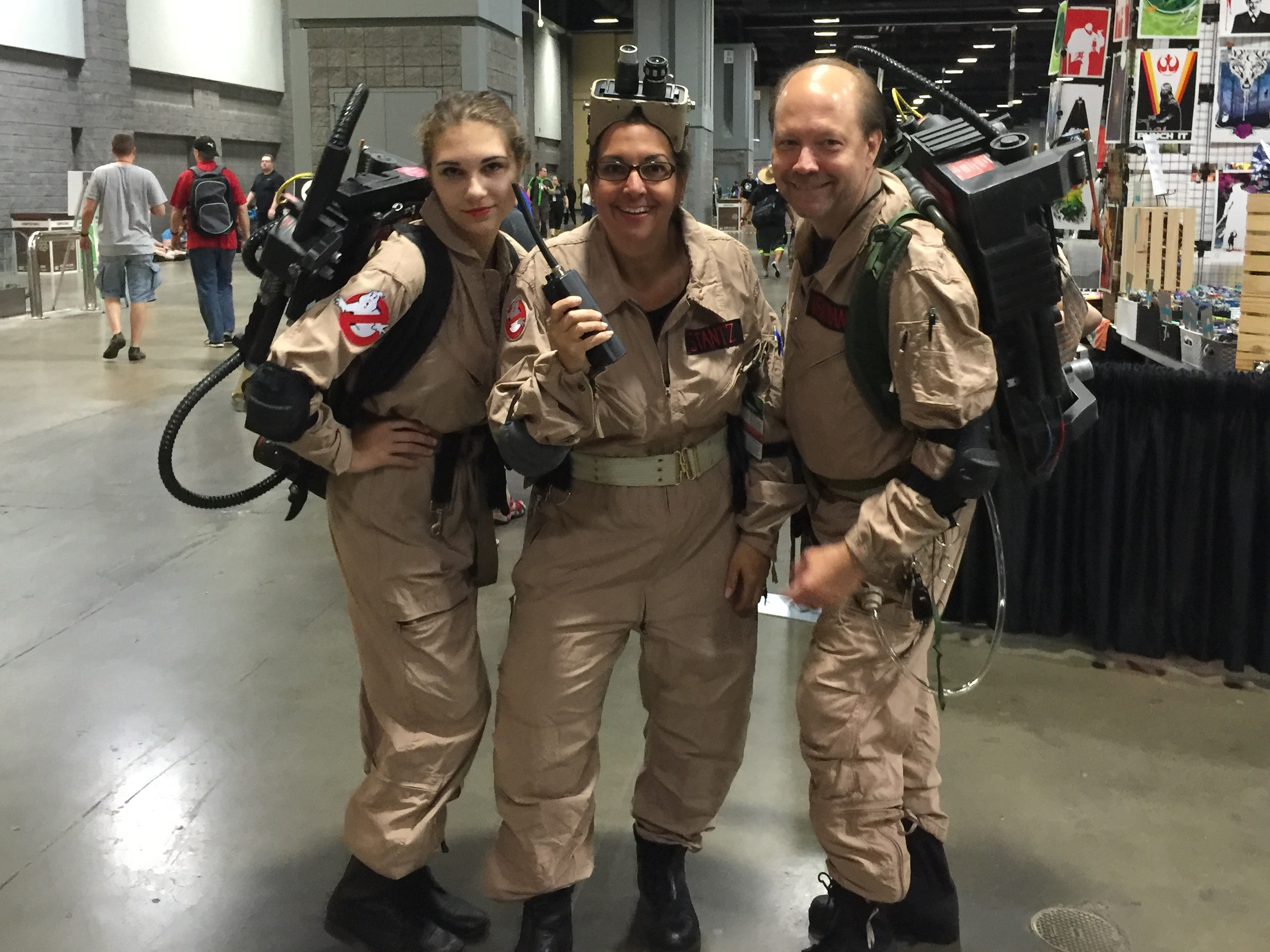
고스트 버스터즈 코스프레
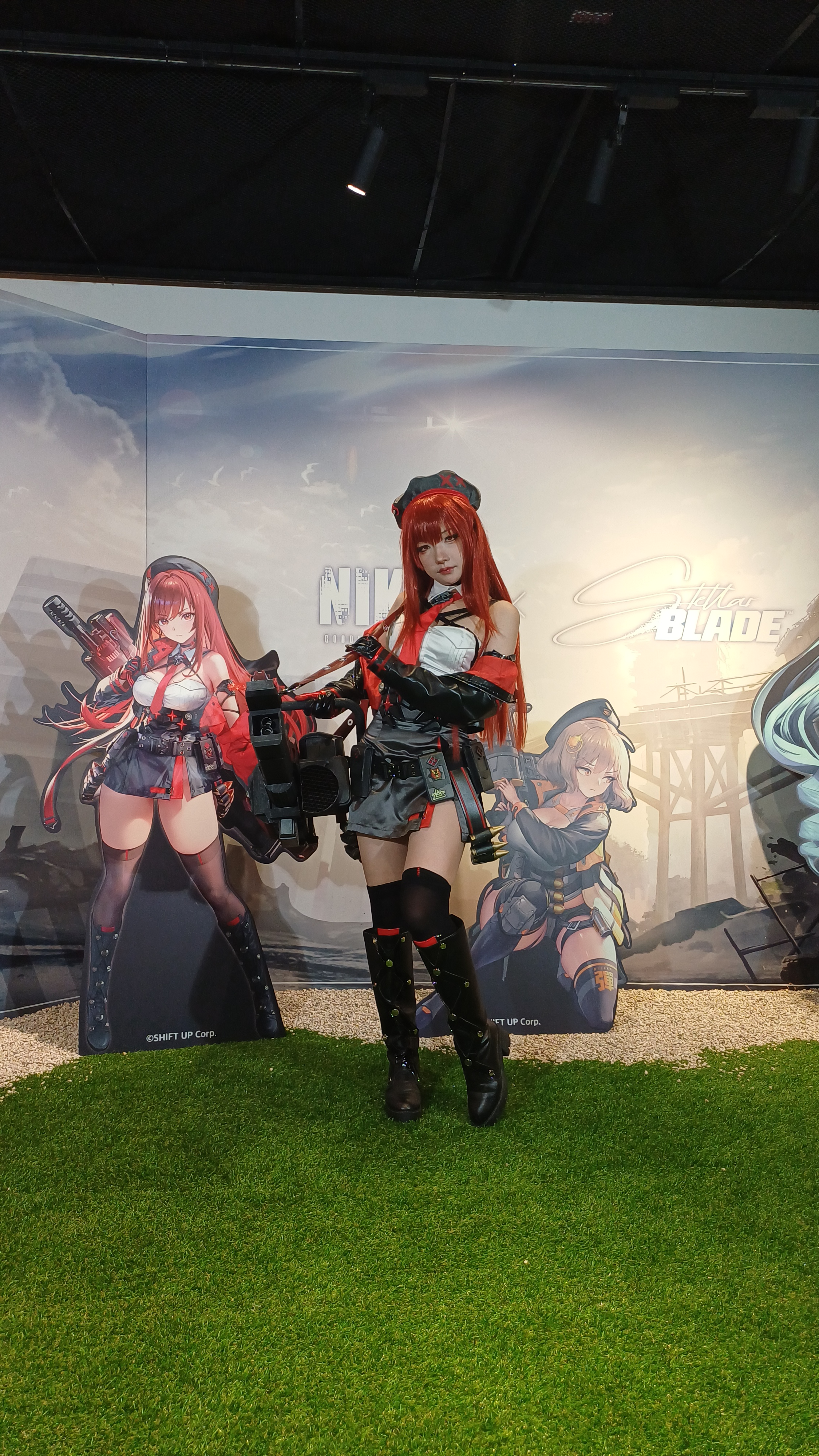
승리의 여신: 니케의 라피:레드후드 코스프레
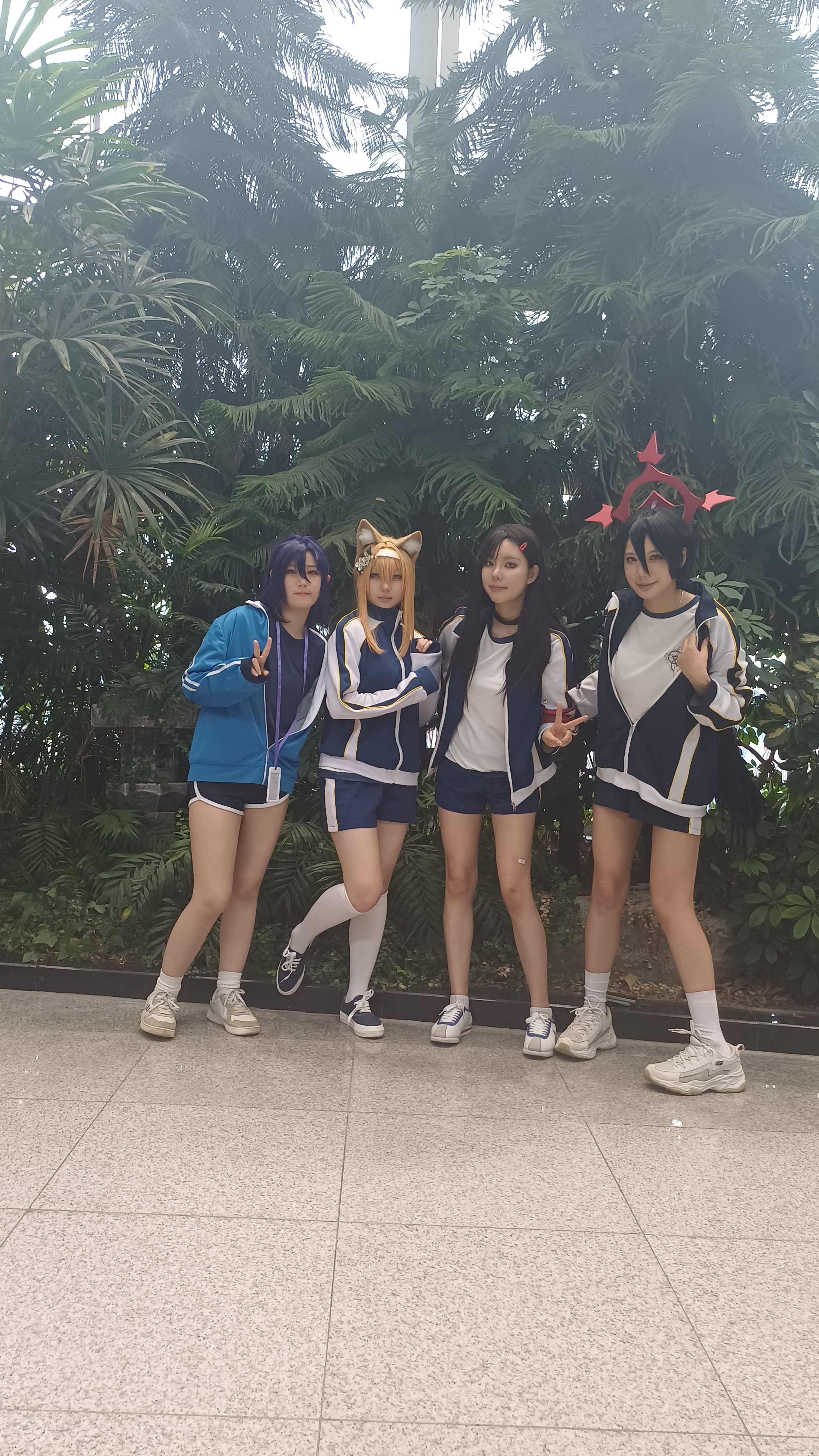
블루아카이브 코스프레
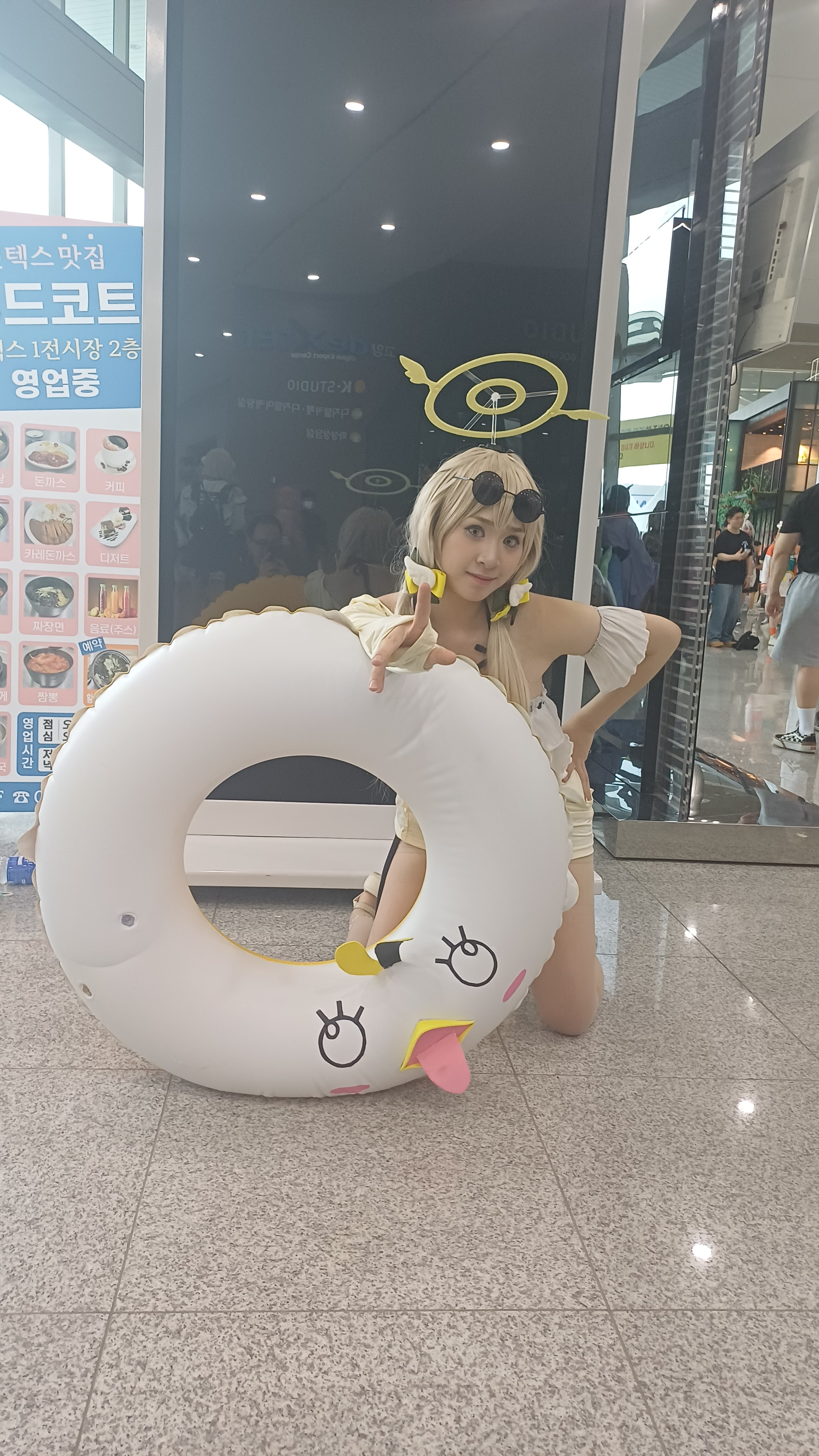
블루아카이브 코스프레 2
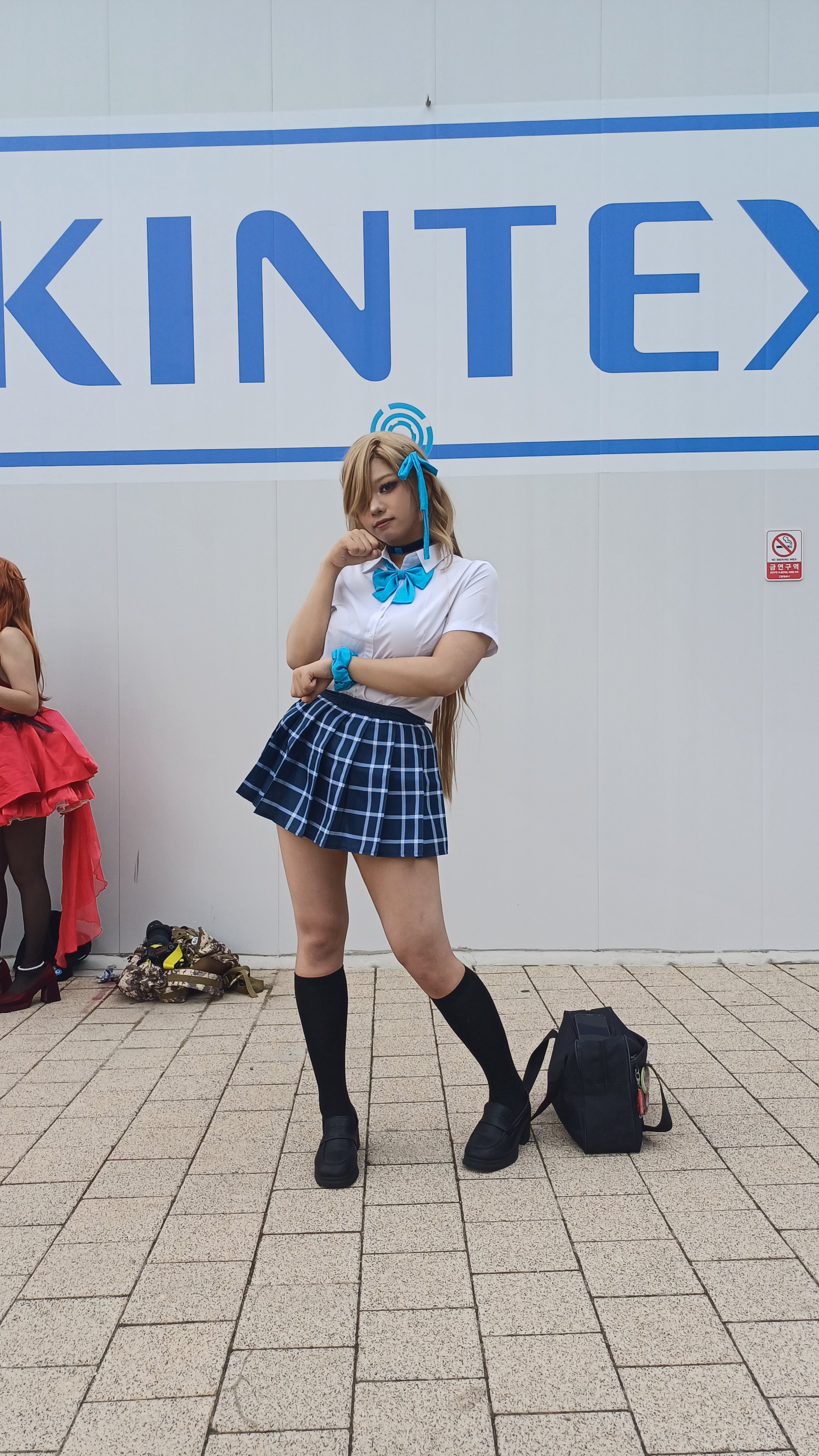
블루아카이브 아스나 코스프레
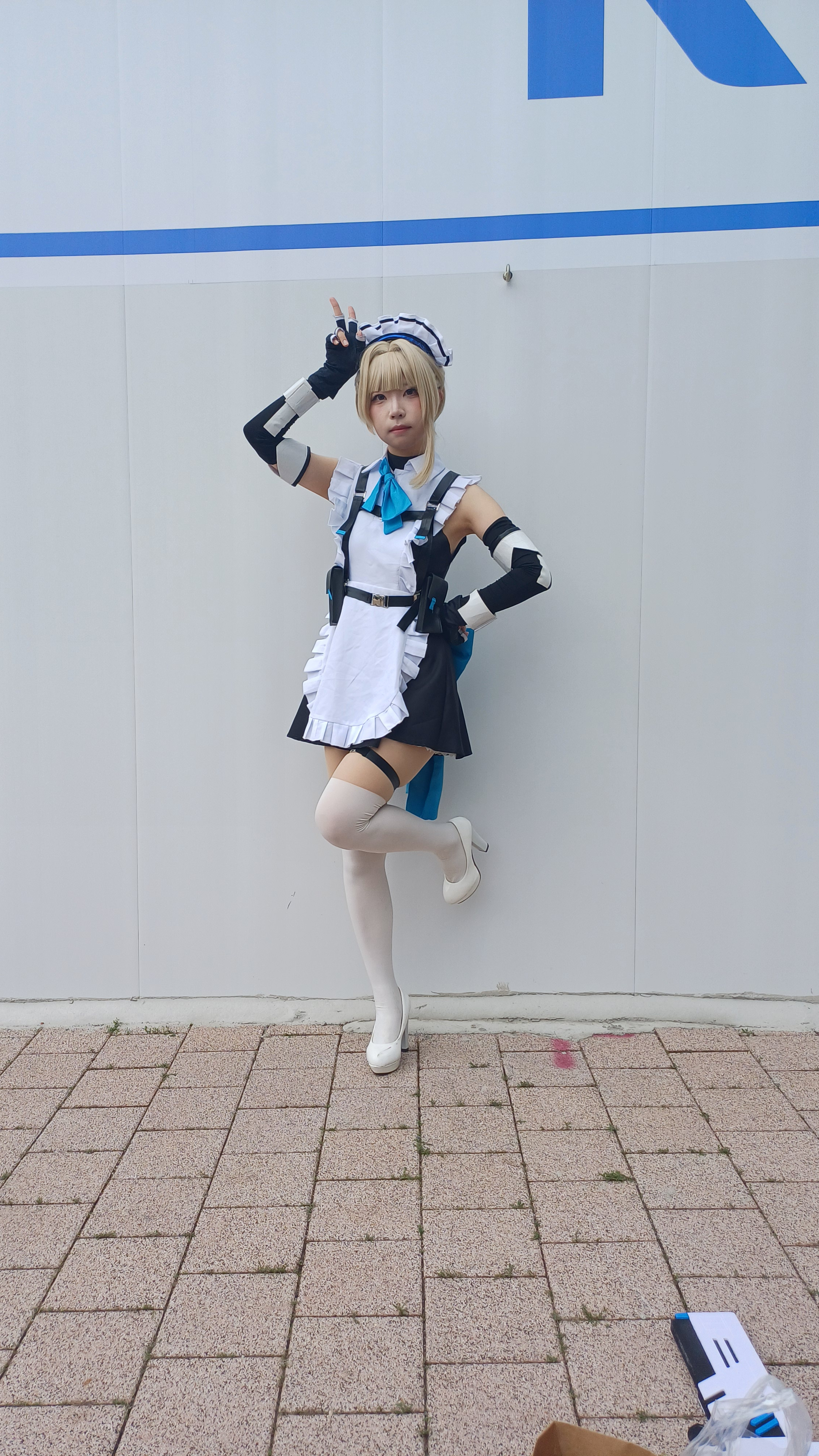
블루아카이브 토키 코스프레
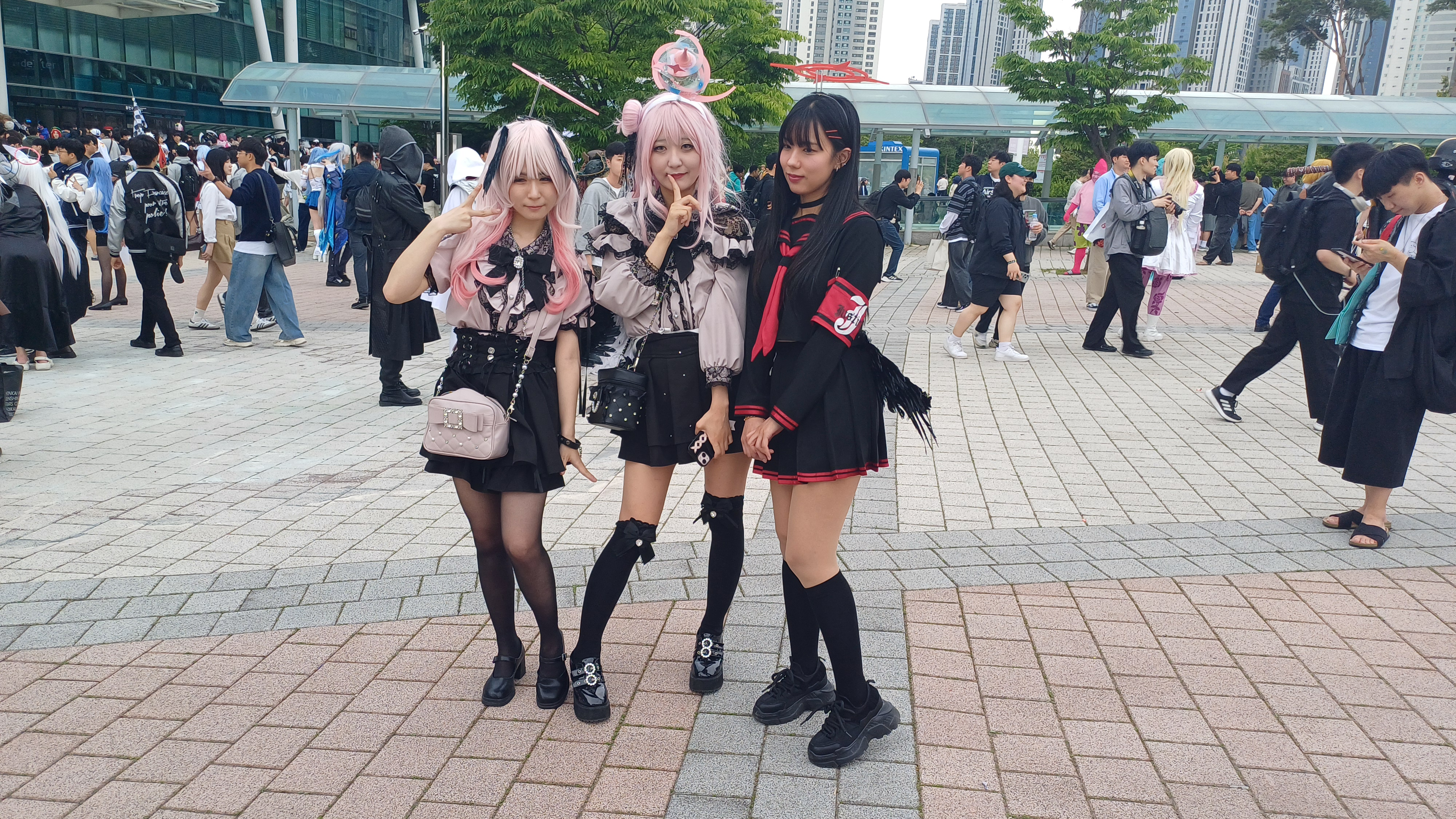
블루아카이브 코스프레 3
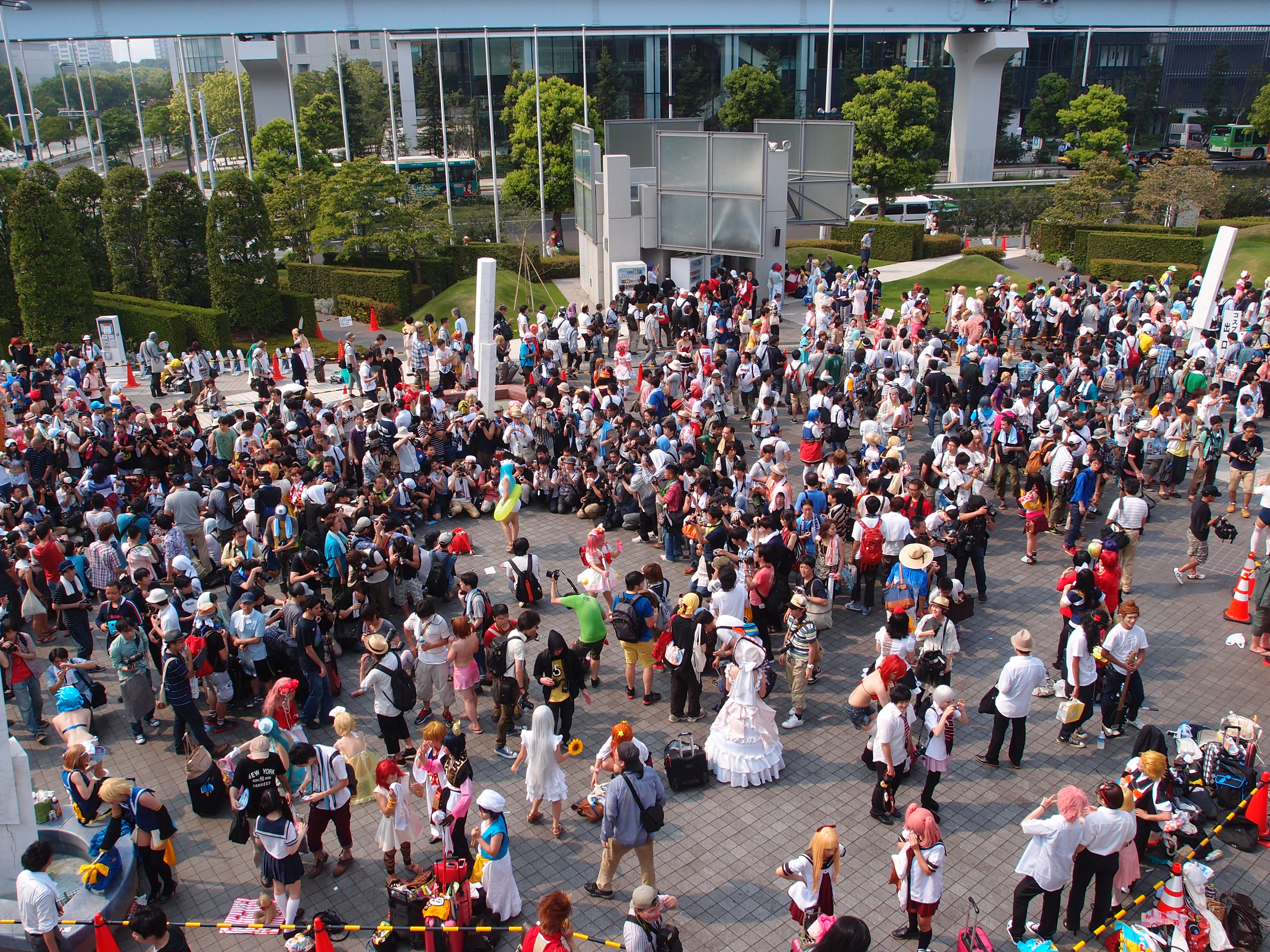
일본 코믹마켓에 촬영중인 많은 사람들
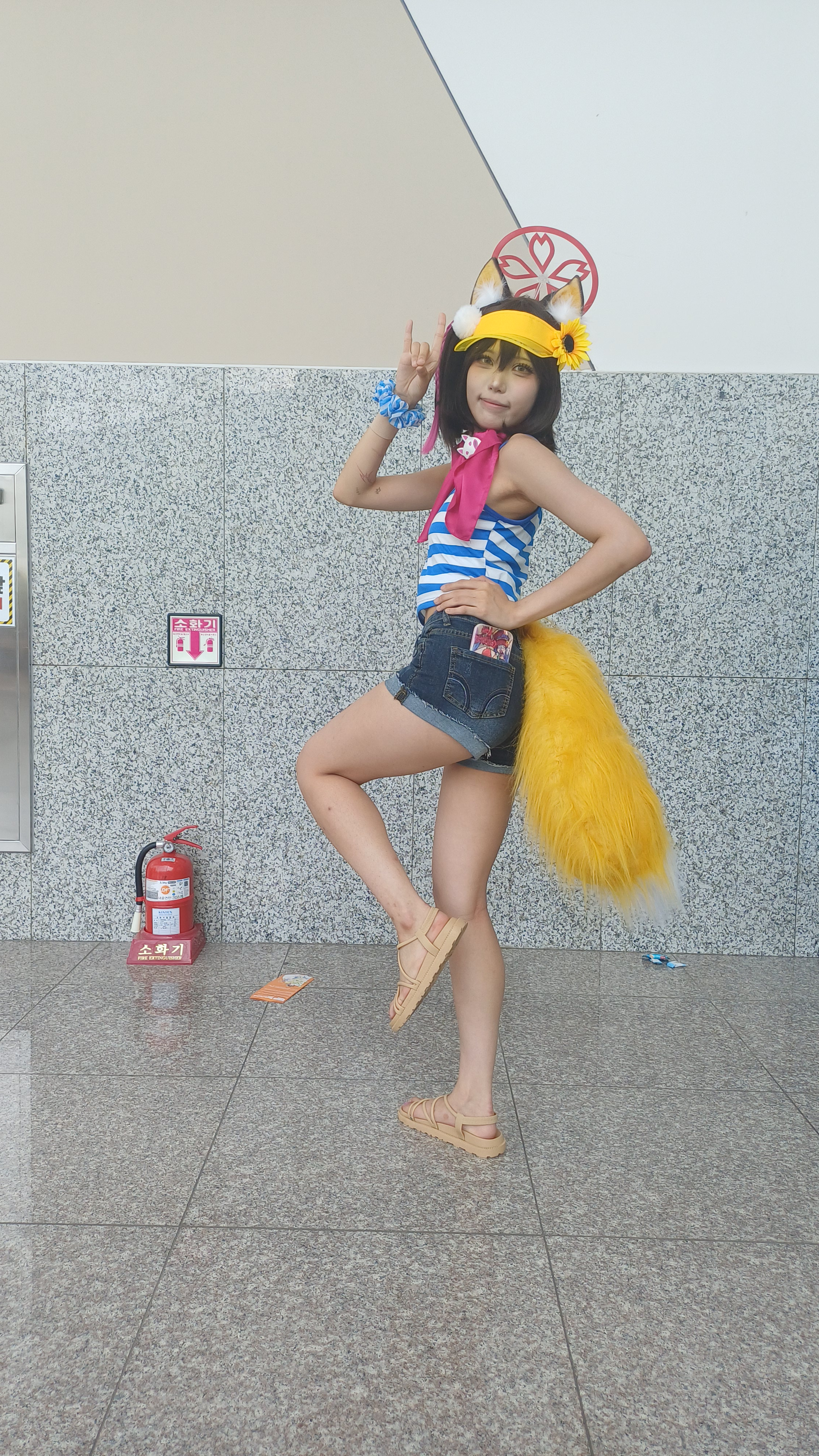
블루 아카이브 쿠다 이즈나 코스프레
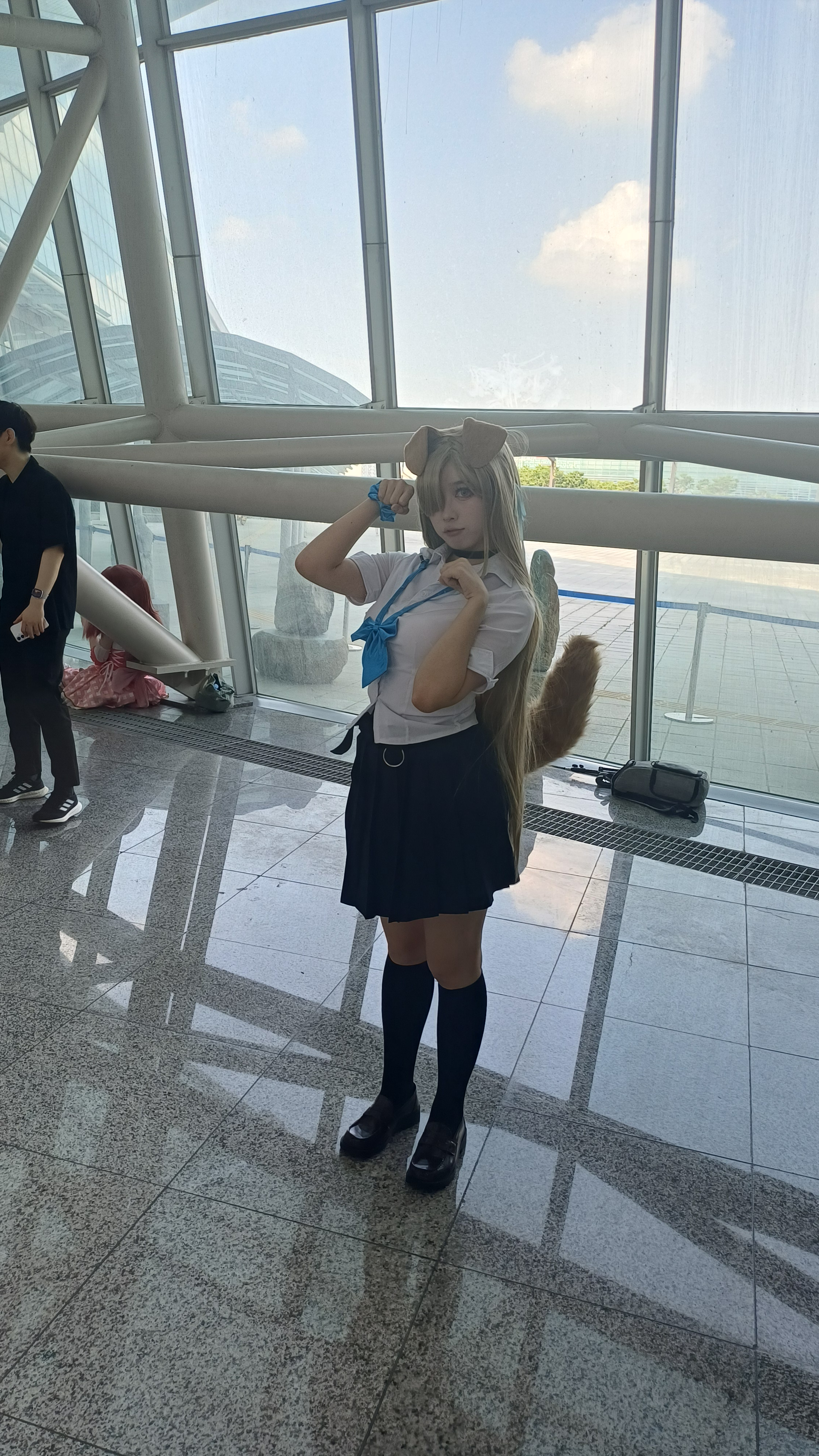
블루아카이브 아스나 코스프레
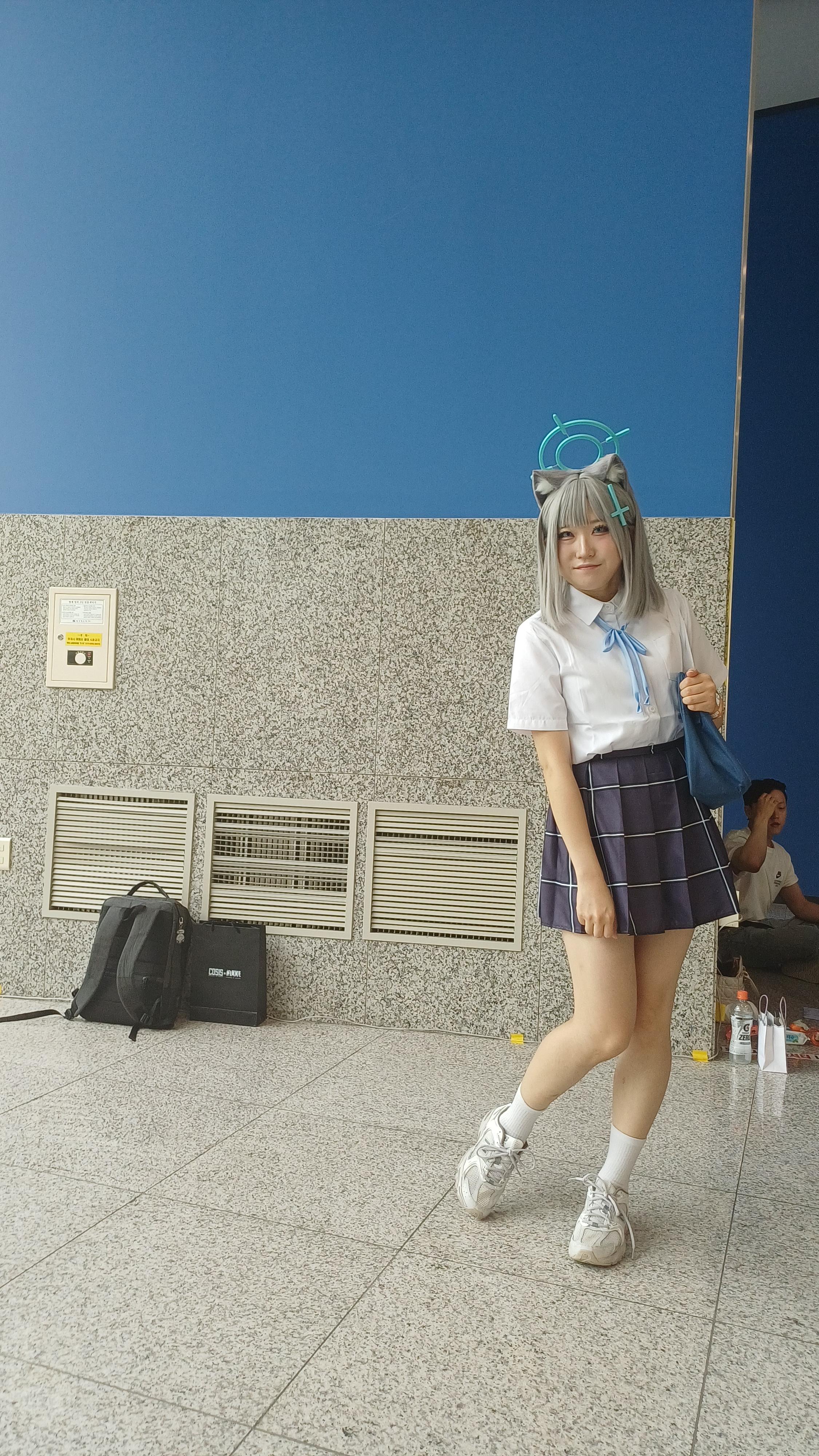
스나오오카미 시로코 코스프레
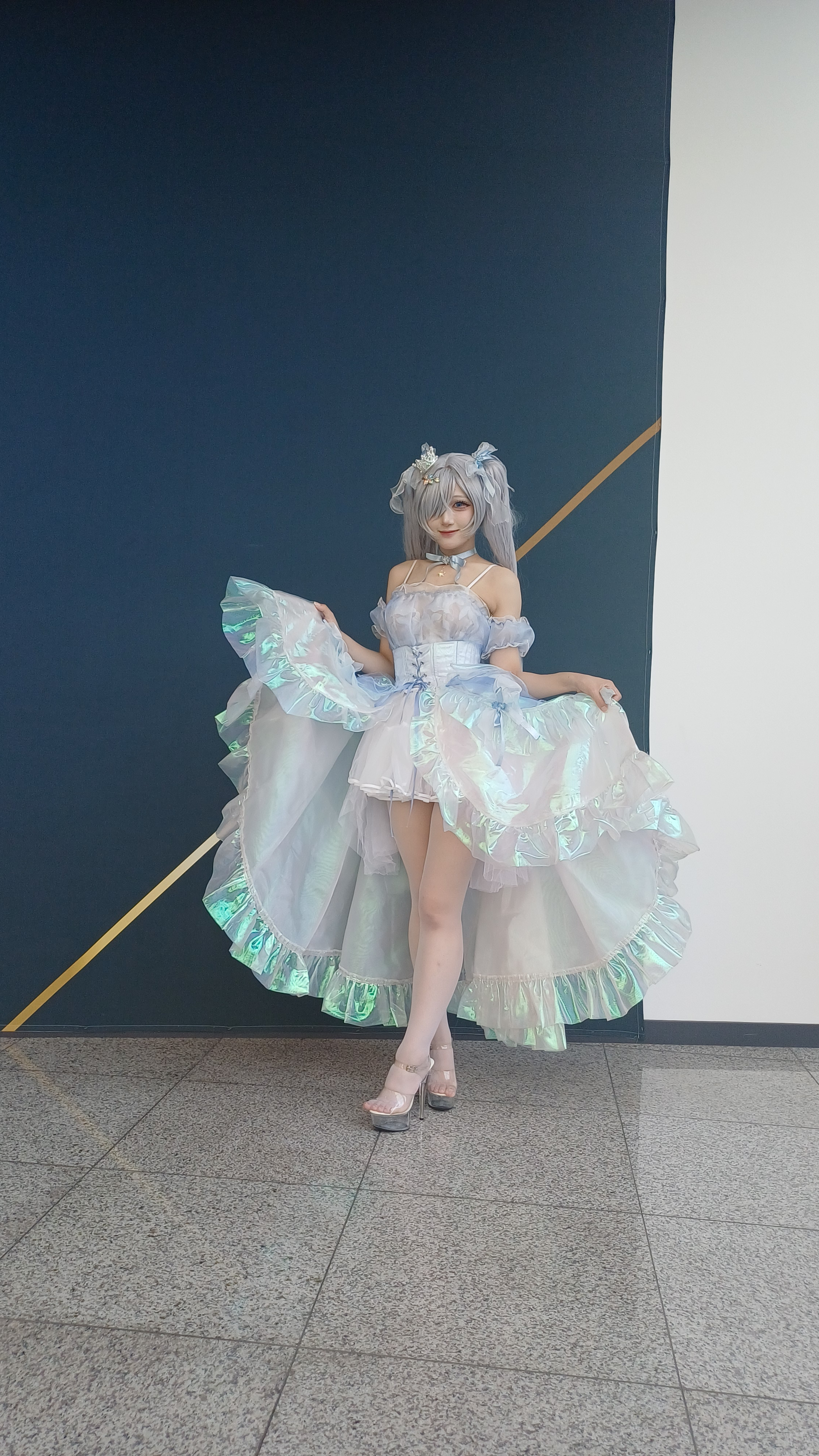
승리의 여신 니케 유리공주 신데렐라 코스프레
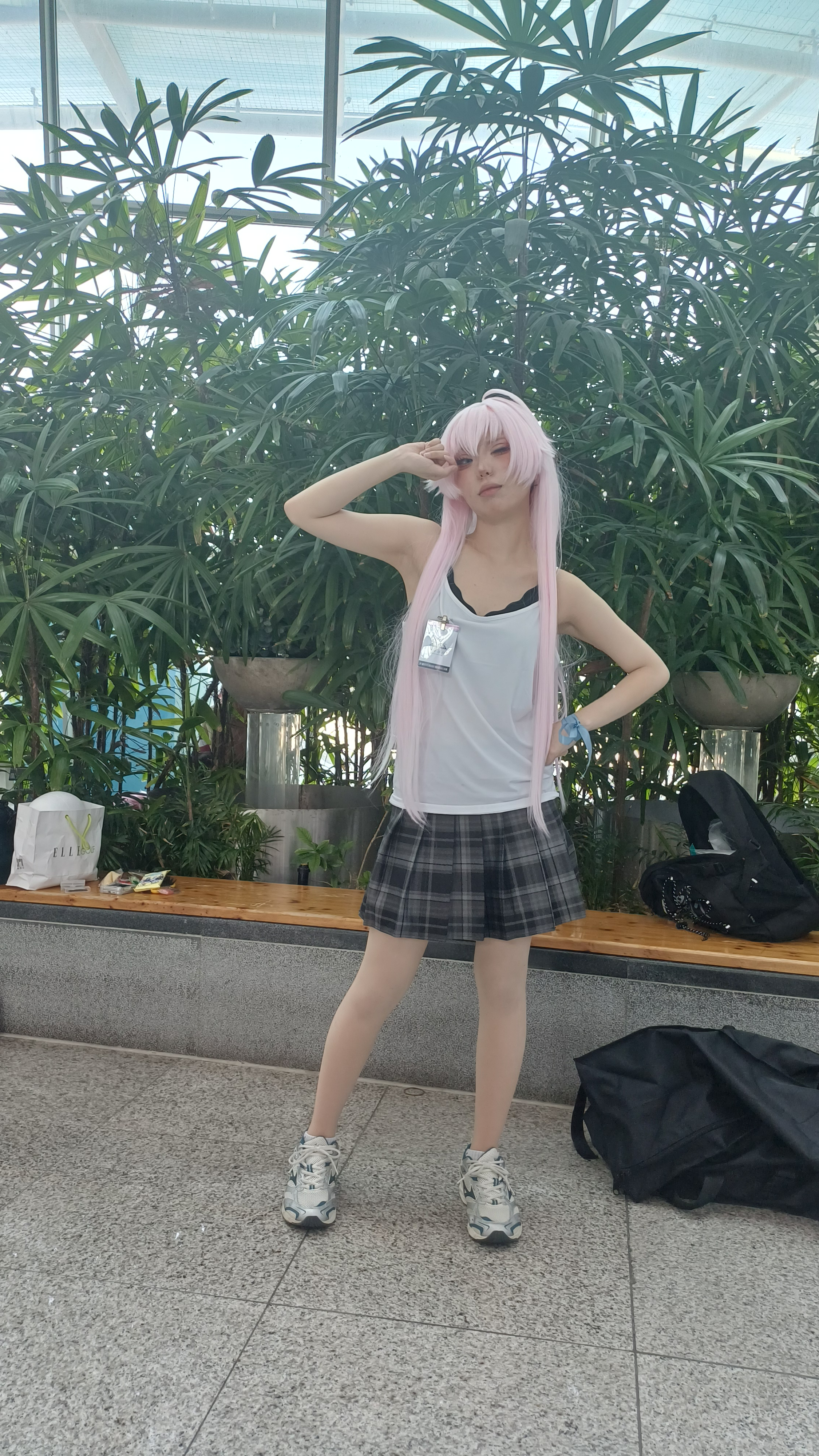
블루아카이브 타카하시 호시노 코스프레
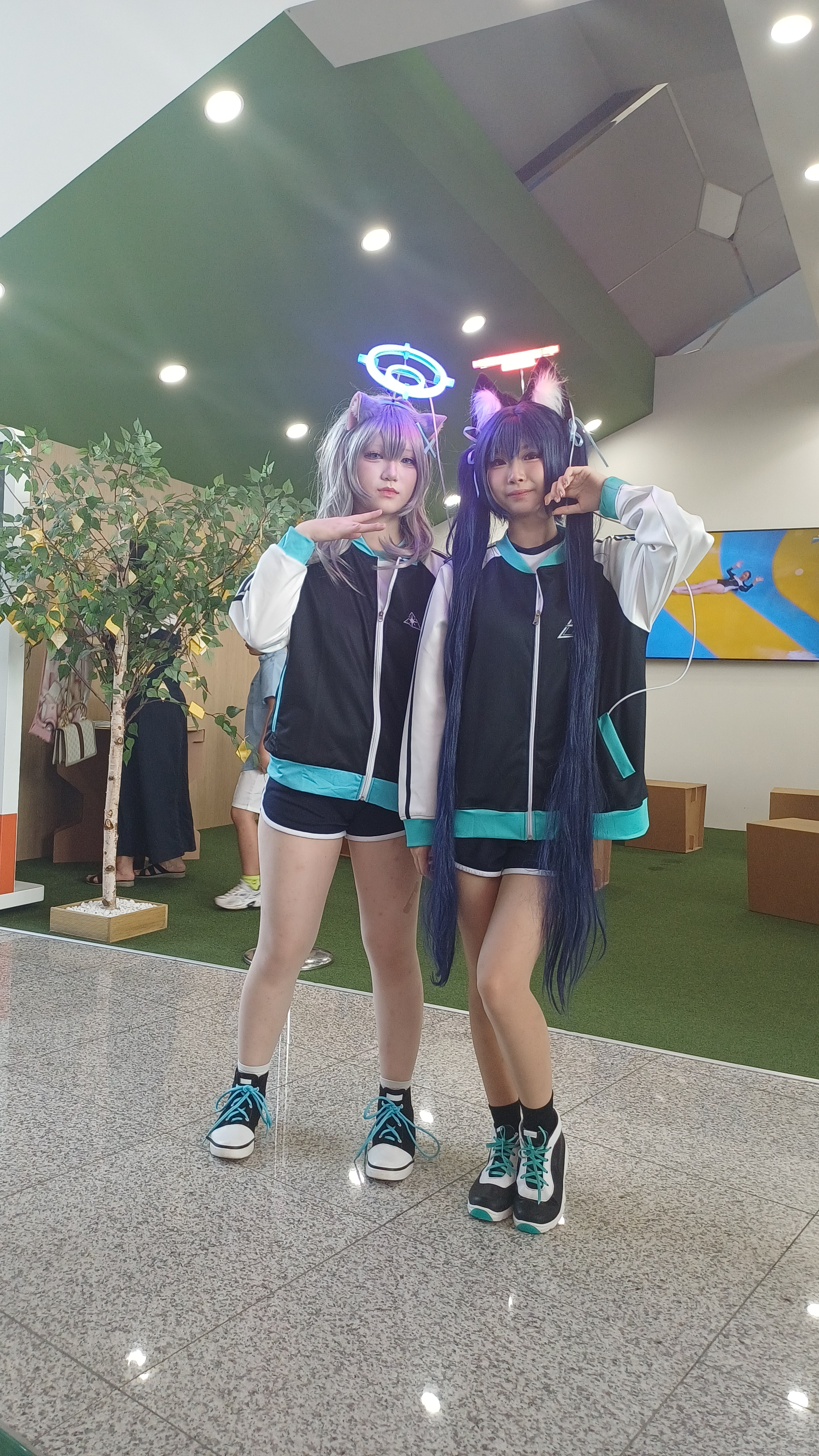
블루아카이브 시로코, 세리카 코스프레
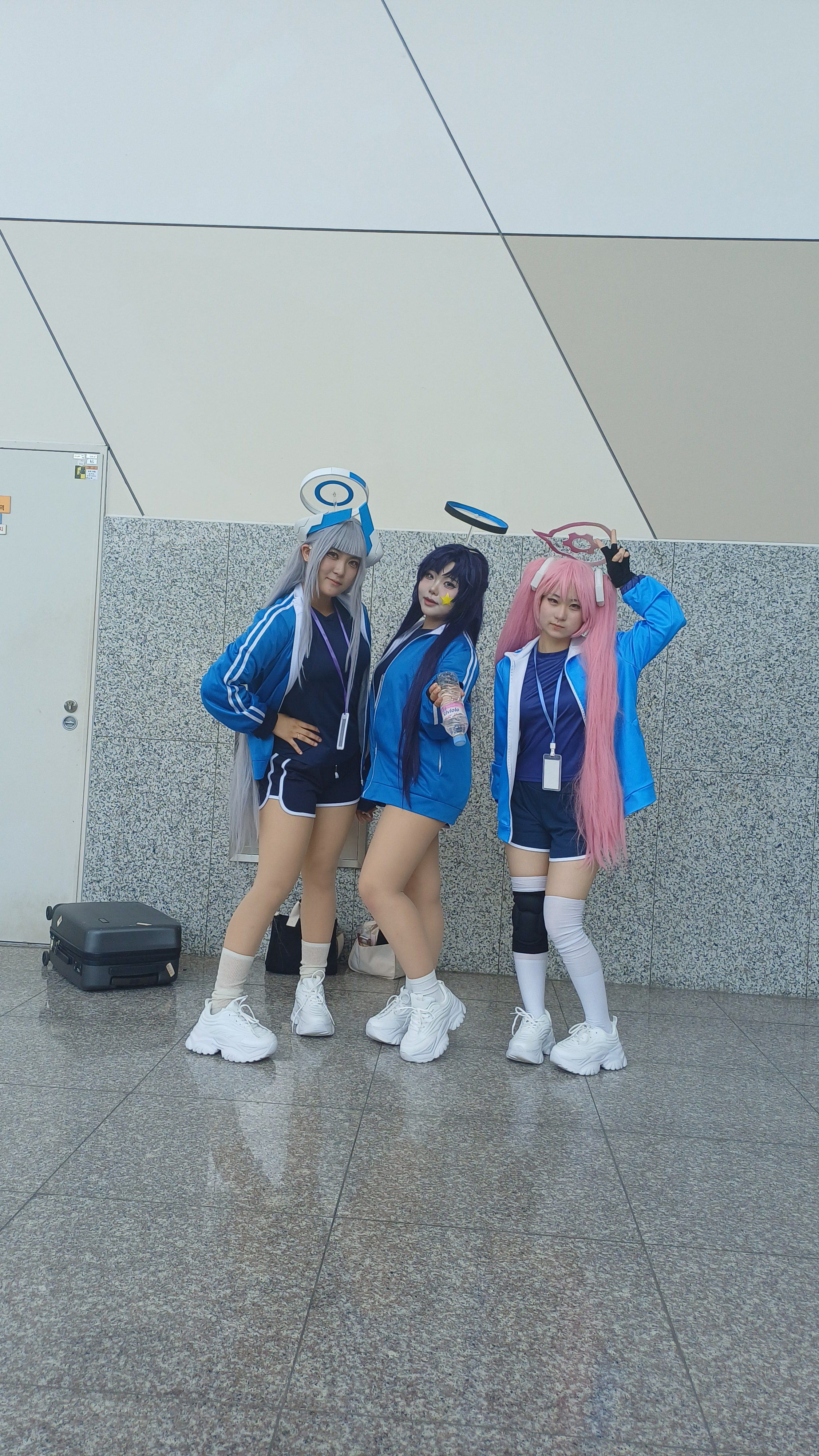
블루아카이브 코스프레
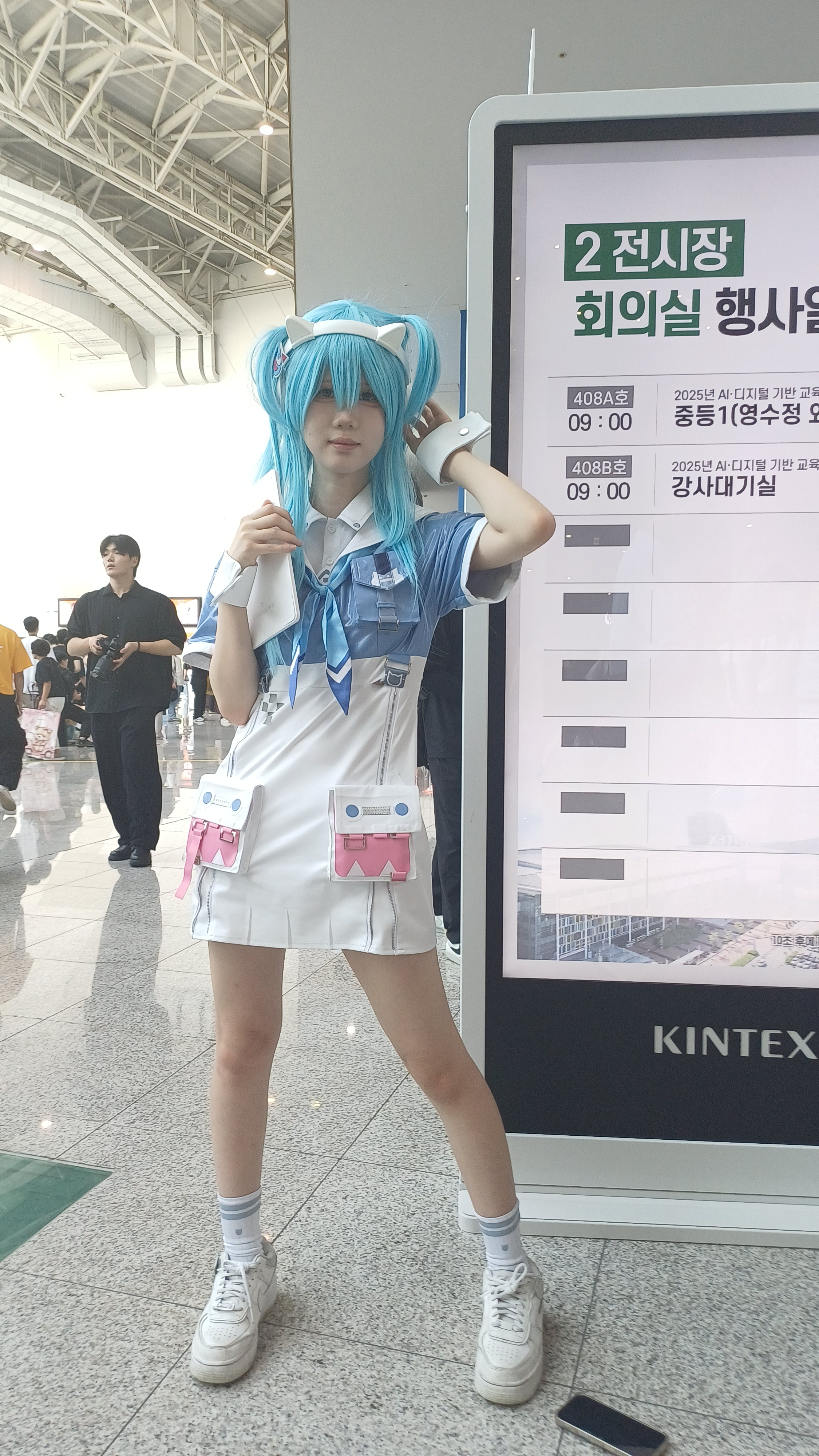
승리의 여신 니케 시프티 코스프레

## 같이 보기
- 코믹월드
- 코스프레계 음식점
- 일본의 문화

### 대한민국

#### 커뮤니티
- 네이버 카페 - 코스컬쳐
- 네이버 카페 - COS&COMIC
- 디쿠(DICU)
- 네이버 카페 - AON(All or Nothing)
- 네이버 카페 - 파란날개

#### 코스팀
- 스파이럴 캣츠
- RZ 코스팀
- 에이크라운
- 코스텔라

### 다른 나라

#### 포털
- (영어) Cosplay.com (미국)
- (한국어/영어) Cure Worldcosplay
- (일본어) Cosplayer archive (일본)

#### 커뮤니티
- (영어) Cosplay UK(영국)
- (스웨덴어) Saumaheim(스웨덴)
- (이탈리아어) A.na.co(이탈리아)
- (중국어) Coskuru(대만)
- (러시아어) Cosplay 보관됨 2005-12-01 - 웨이백 머신(러시아)
- (프랑스어) Cosplay-World

#### 주요 운동
- (일본어/영어) 월드 코스프레 서밋
- (영어) 페이스북 - 국제코스의날